# الجامع الأخضر (بورصة)
الجامع الأخضر (بالتركية: Bursa Yeşil Camii)‏ بمدينة بورصة في تركيا ، واسمه في تركيا «يشيل جامع»  ويُعرف أيضاً باسم «جامع السلطان محمد الأول (چلبي)» الذي أنشأ هذا المسجد بعد أن وَحَّدَ الدولة العثمانية عقب الحروب الأهلية (عهد الفترة) التي تلت موت أبيه السلطان بايزيد الأول في الأسر والتي استمرت 11 عاما. بعد وفاة السلطان محمد الأول (جلبي)، قام ابنه السلطان مراد الثاني بإكمال بناء الجامع.
يقع الجامع الأخضر في الجانب الشرقي من مدينة بورصة التي كانت عاصمة العثمانيين حتى قبيل فتح القسطنطينية عام 1453م، والجامع جزءٌ من كُلِّيّة (بالتركية: külliye)‏ أي مجموعة كبيرة من أبنية تتكون من مسجد ومقام ومدرسة ومطبخ عام وحمام عام.
هذا الجامع مبنىً تاريخي، يمثّل نهضة وصحوة الدولة العثمانية بعد 11 عاماً من التفكك الذي أعقب هزيمتهم في معركة أنقرة 1402م، وهو أحد أهم الأمثلة على العمارة العثمانية في الفترة الأولى بعاصمتهم بورصة.
صُمم مخطط المبنى على شكل «T مقلوبة»، وهو نمط بناء معروف في تلك الحقبة في بورصة، وبه غُرف سكن لإيواء المسافرين (بالتركية: Tabhane)‏، وزاوية معدة للعبادة والإيواء، وإطعام الواردين والقاصدين (بالتركية: Zaviye)‏ ، وسعته حوالي 2000 مصلٍّ.
جاءت تسمية الجامع «بالأخضر» نِسبة إلى استخدام اللون الأخضر في نقوش زينته والبلاط الخزفيّ الأخضر على جدرانه الداخلية، كما كانت زخرفة القباب والجدران الخارجية قديما باللون الأخضر حتى حدوث زلزال بورصة الكبير عام 1855م والترميم الذي أعقبه، حيث تم تبديل القباب الأصلية بأخرى من الرصاص. حاليا تمت إضافة سجاد أخضر بالمسجد ليحافظ على الروح العامة للجامع بعدما كانت باللون الأحمر.
الكتابات على الواجهات الخارجية للجامع ونوافذه المزخرفة بأشكال هندسية وأشكال الزهور والنباتات، والباب ذو القبّة والتناسق بين مكوّنات الرسومات اليدوية السائدة، والبلاطات المصقولة داخل الجامع شاهد على أن «الجامع الأخضر» عمل فنِّيّ بلا عيوب لعمّال مهرة.
جدَّدت الإدارة العامة للأوقاف التركية (بالتركية: Vakıflar Genel Müdürlüğü)‏ الجامع ما بين عاميّ 2010م و2012م.
يقع الجامع الأخضر في موقع مُدرج على قوائم اليونسكو للتراث العالمي عام 2014م.

## تاريخ الجامع
المسجد الأخضر هو مبنى عَظِيم من طابقين وبه قبّتين كبيرتين، بناه السلطان محمد الأول (جلبي) ليكون مسجداً وقصراً حكوميا في نفس الوقت. وهو ثالث مسجد سلطاني في بورصة بعد مسجد "أولو جامع" الذي بناه والده السلطان بايزيد الأول، ومن قبله مسجد جده «أورخان غازي» ، وهذا بخلاف جامع ييلدرم الذي بناه السلطان بايزيد الأول قبل مسجد "أولو جامع" في بورصة على التخطيط المعروف باسم «نمط بورصة» والذي بُني عليه أيضاً الجامع الأخضر لاحقاً بنفس النمط.
بنى السلطان محمد الأول الجامع الأخضر بعد انتهاء «عهد الفترة» (بالتركية: Fetret Devri)‏ أو الحرب الأهلية التي أعقبت وفاة أبيه السلطان بايزيد الأول (ييلدرم الصاعقة) في الأسر وكادت أن تقضي مبكرًا على الدولة العثمانية، حيث استقل بعض أبنائه ببعض أراضي الدولة العثمانية وانفصلوا بها لولا نجاح ابنه السلطان محمد الأول في إعادة توحيد الدولة بعد 11 عاماً من تشرذمها.
بدأ العمل في بناء الجامع الأخضر في 1413م (مع اختلاف في المصادر بصدد هذا التاريخ). بعد وفاة السلطان، قام ابنه السلطان مراد الثاني بإكمال بناء الجامع في شهر ديسمبر 1419م أو يناير 1420م، أما زخارف الجامع فانتهى العمل منها عام 1424م.
كانت غرفتا العبادة المتناظرتين في يمين وشِمال الجامع مخصصتان لمُناقشة الأمور القادمة من السناجق (المناطق الإدارية). فكانت الغرفة الشرقية مخصصة للقادمين من بايلربايليك الأناضول (أراضي الدولة العثمانية الواقعة في الشق الآسيوي)، أما الغرفة الغربية فقد جُعلت لبايلربايليك الروملي (أراضي الدولة العثمانية الواقعة في المناطق الأوروبية). في وقت لاحق، تم استخدام الغرفتين كغرف محاكم.
في 28 فبراير 1855م وقع زلزال كبير في بورصة ولحقت بالمسجد أضرار بالغة. قام العثمانيون بتجديد المسجد تجديدا كاملا أشرَفَ عليه المعماري الفرنسي «ليون بارفِيّيه» (بالفرنسية: Léon Parvillée)‏. إلا أنه لم يتم إعادة ترميم الزخارف الأصلية التي كانت على قباب الجامع أو الجدران أو المآذن والتي كانت باللون الأخضر.
قامت الإدارة العامة للأوقاف بتركيا بتجديد الجامع ما بين عاميّ 2010م و2012م.
هذا الجامع يرمز إلى نهضة الدولة العثمانية بعد الوهن الذي أصابهم في عهد الفترة وهو مثال على العمارة العثمانية في الفترة المبكرة من الدولة.

### زلزال1855م
تعرّض المسجد لأضرار بالغة إثر الزلزال الكبير الذي وقع ببورصة في 28 فبراير 1855م  وبلغت قوّته 7.5 على مقياس ريختر للزلازل  وخلّفَ دماراً واسعا في بورصة وما حولها. قُتل في الزلزال 300 شخص، ودُمرت آلاف المنازل وأماكن العمل، وانهارت بعض المعالم التاريخية والمباني بما فيها المساجد. وفي وقت لاحق، انتشرت النار في المدينة، مما أدى إلى زيادة عدد القتلى.

### إعادة إعمار الجامع بعد الزلزال
قام العثمانيون بعد الزلزال بتجديد المسجد تجديدا كاملا أشرَفَ عليه المعماري الفرنسي «ليون بارفِيّيه» (بالفرنسية: Léon Parvillée)‏، حيث لم يتمكن أحمد وفيق باشا (بالتركية:  Ahmet Vefik Pasha)‏ والي بورصة من العثور على مهندس معماري تركي مؤهل لعملية الترميم.
نجح المعماري الفرنسي «ليون بارفِيّيه» في المحافظة على المسجد، ولكنه كان قليل الخبرة بأساليب العمارة السلجوقية والعمارة العثمانية القديمة. كذلك أعاق عمله قلة المال المرصود لإعادة الإعمار وأعمال الترميم ونُدرة العمال المهرة لهذا العمل.
لم يتم إعادة ترميم الزخارف الأصلية التي كانت على قباب الجامع أوالجدران.
قام المعماري الفرنسي «ليون بارفِيّيه» بتبييض الجدران داخل الجامع وأضاع الأعمال الزخرفية الدقيقة بالجامع بدلا من إعادة ترميم وتلوين الزخارف الملونة بها، ولعل ذلك القرار كان أفضل من محاولة إعادة استنساخ طلاء الزخارف القديمة بطريقة رديئة نظرا لعدم وجود العمال المهرة المتخصصين بهذا العمل الفني الدقيق.

## المعماريون
قامت مجموعة من العمال المهرة بإنشاء الجامع الأخضر في أبهى صورة، بما في ذلك المعمار والزخارف وأعمال الخزف الصيني والخشب والمعادن.

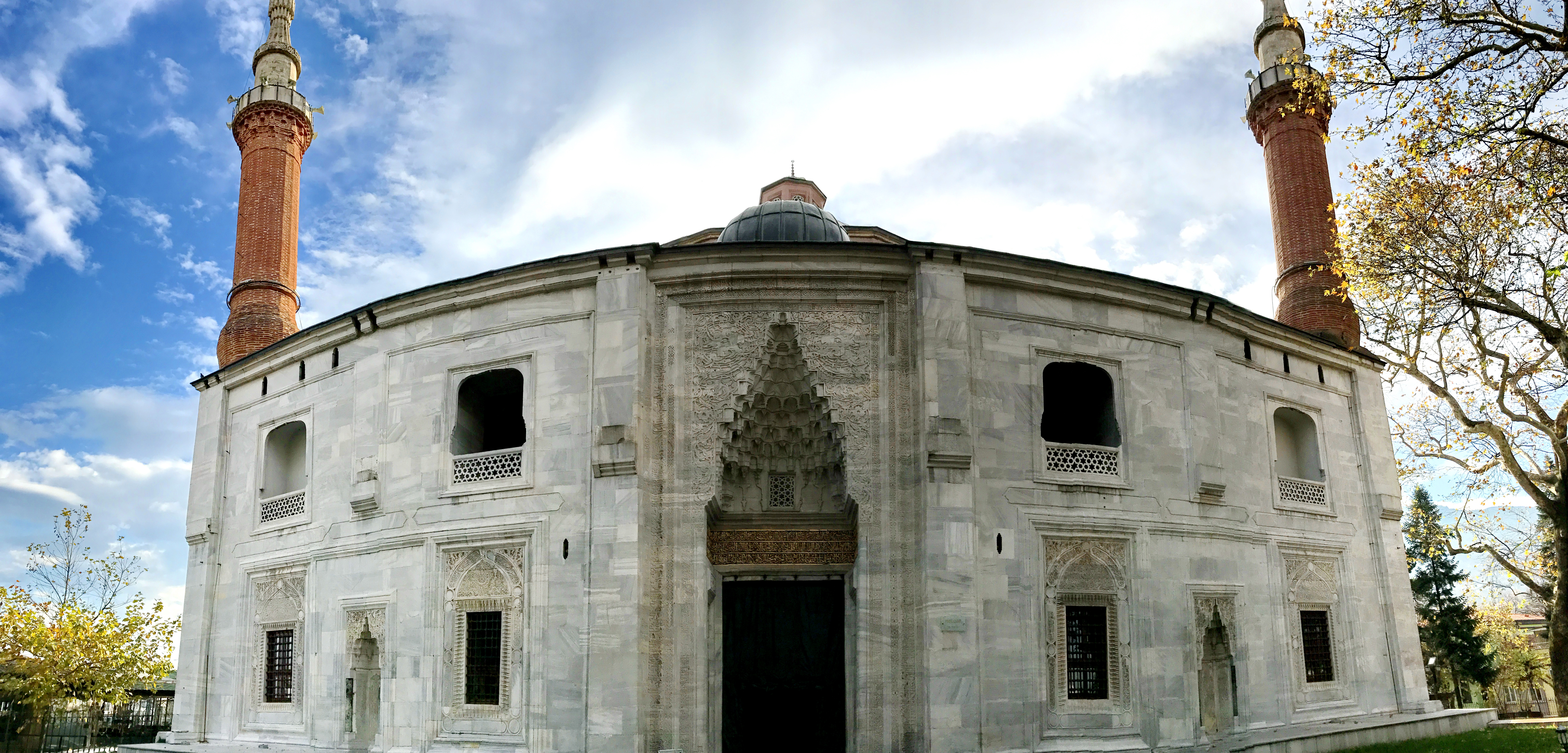
الجامع الأخضر ببورصة، جامع السلطان محمد الأول. صورة لمدخل الجامع من الجهة الشمالية والمِئذنتان.
(الانحناء الظاهر في الواجهة بسبب عدسة التصوير).

### المعمار
بحسب الكتابة الموجودة باللغة العربية البرونزية فوق الباب الخارجي للجامع عند يسار المدخل، فإن الذي بنى الجامع الأخضر هو المعماري «وزير/ حاج عوض باشا» (بالتركية: Hacı İvaz Pasha)‏ ابن «أخي بايزيد» كما هو مكتوب  نصاً:
- "حاجي عوض ابن أخي بايزيد غُفر لهما" 
كما أن تاريخ الانتهاء من العمل في إنشاء الجامع مذكور أيضاً: في شهر ديسمبر من عام 1419م  (والتاريخ مكتوب بالتقويم الهجري).

### الزخرفة

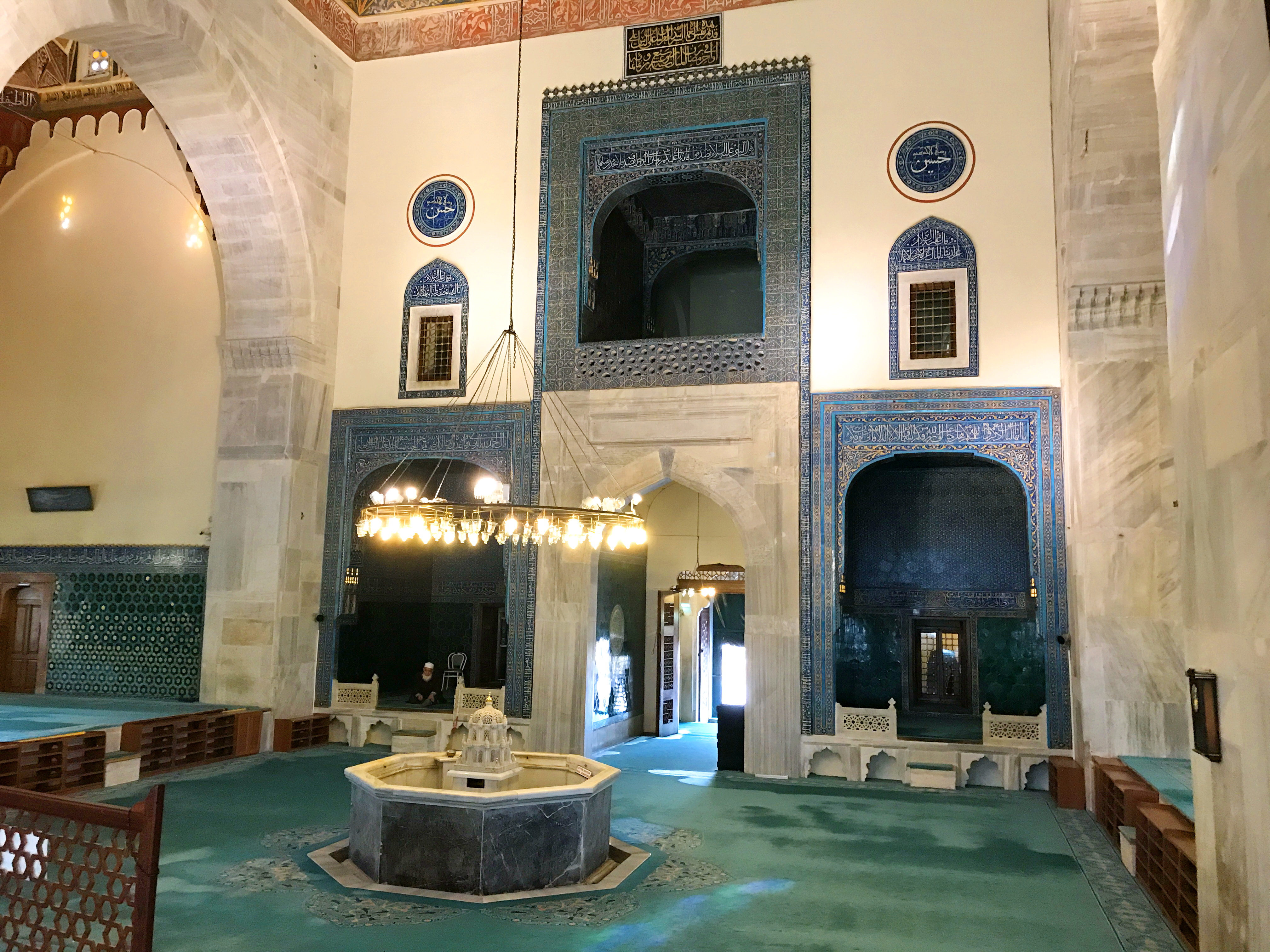
"المقصورة السلطانية" هي الشرفة الزرقاء العلوية فوق باب الجامع.

بحسب الكتابة الموجودة أعلى «مقصورة السلطان» (بالتركية: Hünkar mahfili)‏ بداخل الجامع (انظر الصورة) فإن «علي بن إلياس علي» (بالتركية: Ali bin Ilyas)‏ والمعروف باسم «النقّاش علي» (بالتركية: Nakkaş Ali)‏ هو الذي قام بأعمال الزخارف. وتذكر تلك اللوحة أيضاً تاريخ انتهاء العمل من الزخارف (بالتقويم الهجري) بالنص التالي:

-  قد تم نقش هذه العمارة الشريفة بيد أفقر الناس علي بن إلياس علي 

-  في أواخر رمضـــان المبارك سنــة سبع وعشــــرون وثمانمائـــة  (وهو الموافق لعام 1424م)
وهذا الفنان الماهر «علي بن إلياس علي» هو والد شاعر مشهور في تركيا ومولود في بورصة  واسم شهرته «لمعي جلبي» (بالتركية: Lâmiî Çelebi)‏ (المولود 1475م - وفاة 1532م) واسمه الحقيقي «محمود بن عثمان بن علي النقّاش بن إلياس لمعي».

### البلاط الخزفي
المعالم المعمارية للجامع تعكس عَظمة التصميم، وكذلك أيضا أعمال الزينة الداخلية بالبلاط الخزفي خصوصا في الإيوانات الداخلية، ومقصورتي المؤذنين، ومقصورة السلطان، وغرفتي المسافرين، والشرفات وخصوصاً المحراب المُغطّى تماماً بالبلاط الخزفيّ، والذي يجذب الانتباه بزخرفته الغنية غير الاعتيادية. يقع المحراب في منتصف الواجهة الجنوبية للجامع وارتفاعه 1067 سم وعرضه 628 سم، وهو مُغطىً بتقنية البلاط الصيني المُزَجَّج. وهو أول محراب في الفترة العثمانية الأولى زُخرِف بتراكيب من الخزف الصيني.
مكتوب في المقصورة السلطانية بالجامع اسم «محمد المجنون» (بالتركية: Mecnun Mehmet)‏  بأنه هو الذي قام بأعمال بلاط الخزف الصيني بداخل الجامع الأخضر.

## تصميم الجامع

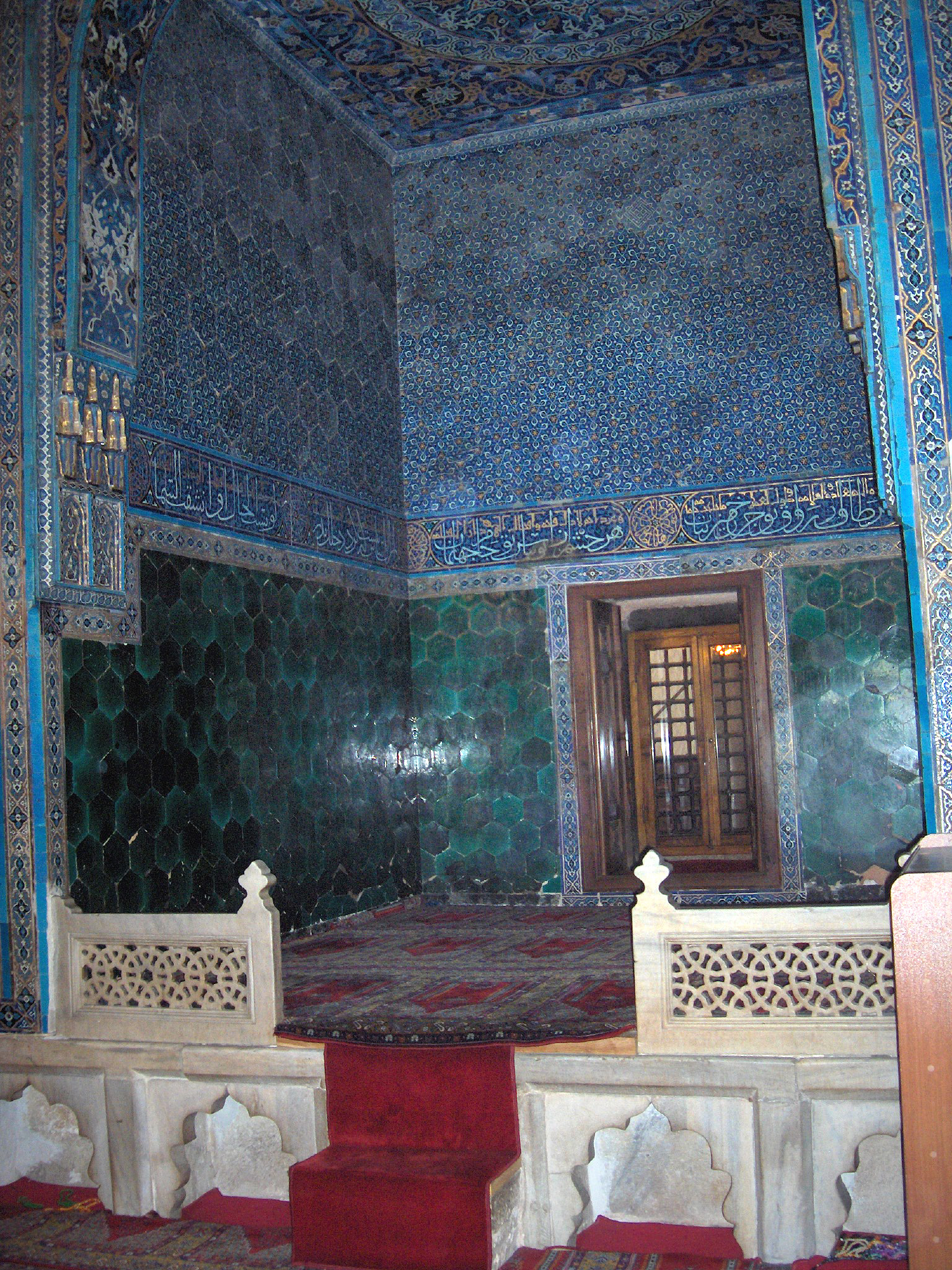
إيوان ""مقصورة المؤذنين" غني بالزخرفة على جدرانه الثلاثة وسقف الإيوان.

بدأ النمط المعماري المعروف باسم «نمط بورصة» أو «فن عمارة بورصة» لأول مرة في المسجد الأخضر الذي يستند إلى مخطط على شكل حرف T مقلوبة ويحتوي على دهليز عند المدخل يؤدي إلى قاعة مركزية (ردهة) تحيط بها إيوانات من الشرق والغرب، ويوجد أكبر إيوان في الجنوب وهو الذي يوجد به المحراب على جدار القبلة جنوبيّ الجامع.
يُحيط إيوانان صغيران لونهما أزرق بدهليز المدخل الذي يؤدي إلى الردهة المركزية. تقع «مقصورة السلطان» (بالتركية: Hünkar mahfili)‏ في الطابق الثاني فوق الدهليز.
هناك أربع غرف بها مواقد تقع في شمال وجنوب الإيوانان الزرقاوان، الغرفتان الشماليتان يتم الوصول إليهما من خلال الدهليز، أما الغرفتان الجنوبيتان فمن خلال القاعة المركزية (الردهة).
يؤدي درج موجود على جانبي الدهليز إلى الطابق العلوي، حيث تتواجد «مقصورة السلطان»  وغرفتان متجاورتان لنساء الأسرة الملكية. هناك، يوجد ممر يفتح على شرفات الواجهة الشمالية حيث تبدأ المئذنتان.
كانت هذه أول مرة يتم فيها استخدام البلاط لتزيين جدران المسجد في الدولة العثمانية.
بُني الجامع الأخضر من الحجر الرملي، ثم لُبّس بألواح من الرخام استُبدل معظمها في القرن التاسع عشر، وقد نُحتت على بعض ألواح الرخام زخارف على شكل ورود، ووُضعت عند المدخل والنوافذ. كما يوجد فوق المحراب والمدخل الرئيسي تصاميم على شكل أنصاف قباب.
للمسجد مئذنتان اثنتان كانتا قد أضيفتا له بعد بنائه، وقد بُنيتا على النمط الباروكي الأوروبي الذي كان سائداً في ذلك الوقت، ولا يمكن الوصول إليهما إلا عن طريق مسكن السلطان أو عن طريق تسلق الأدراج الملتوية الموجودة في أعلى المسجد.

### نمط بورصة

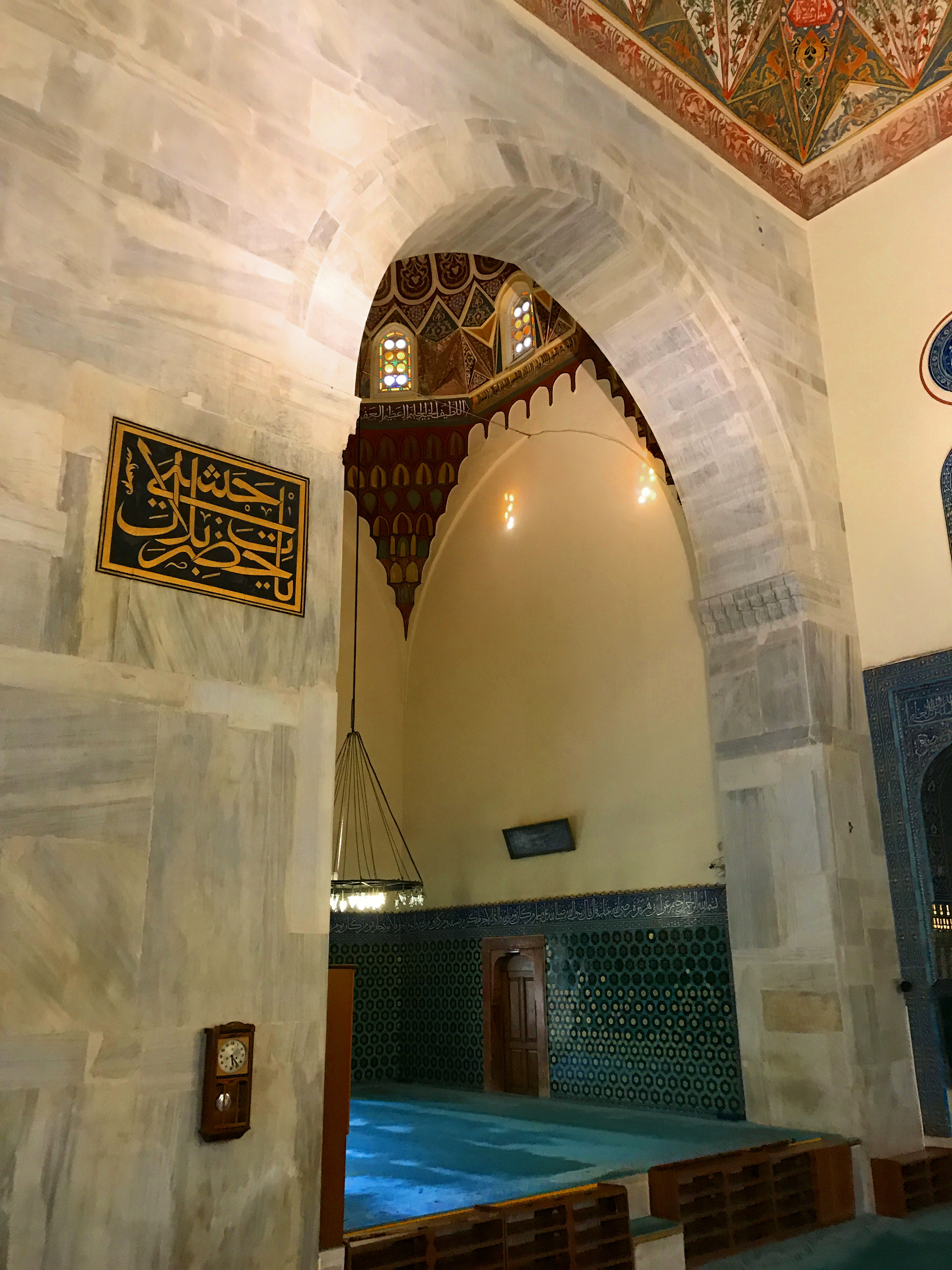
إيوان الصلاة الكائن بالجهة الشرقية للجامع. مكتوب بجانبة لوحة "يا حضرة بلال حبشي"، وهي تعظيم ومحبة لسيدنا بلال بن رباح سيد المؤذنين، وتلك اللوحة موجودة بأغلب مساجد تركيا علي سبيل تقدير المؤذنين، وليست من قبيل «الاستغاثة بالأموات».

يُمثّل التخطيط المعماري للجوامع على شكل «T مقلوبة» (بالإنجليزية: Reverse T)‏ والمُسمَّي أيضا «التخطيط المجنَّح»  العمارة العثمانية المبكرة للمساجد الكائنة في بورصة عاصمة الدولة العثمانية آنذاك، ومن ثمّ اشتهر هذا التخطيط النمطي باسم «نمط بورصة» (بالإنجليزية: Bursa Type)‏ الذي عُرفت به بورصة.
«الجامع الأخضر» مثال على «نمط بورصة»، وكذلك جامع بايزيد الأول ومن قبله مسجد «أورخان غازي» وكلهم في بورصة.
كانت عمارة المساجد القديمة في بورصة تُبنى على هيئة غرفة واحدة مربعة تعلوها قبة واحدة كبيرة تستند مباشرة على جدران المسجد الأربعة وتشمل كل المسجد. أصبح هذا المربع ذو القبة هو النموذج الأوّلي (بالإنجليزية: Archetype)‏ الذي تطور بمرور الوقت إلى ثلاث نماذج معمارية لاحقاً:
- مسجد «الوحدة الواحدة»: مربع واحد ترتكز على جدرانه قبة واحدة، وتكون قاعة الصلاة كلها تحت تلك القبة.
- مسجد «الوحدات المتعددة»: تكرار وحدة «المربع ذو القبة» عدة مرات لتشكيل مسجد كبير، مثل مسجد «أولو جامع» به عدة وحدات على كل منها قبة مستندة على أركان الوحدة الأربعة سواء أكانت جداراً أم عموداً.
- المسجد ذو الإيوان: وهو مُستقى من العمارة السلجوقية، والإيوان هو قاعة مسقوفة بثلاثة جدران فقط والجهة الرابعة مفتوحة تماما للهواء الطلق، وتكون هناك عدة أواوين مفتوحة داخل الجامع وتطل على ردهته وهو ما يُعرف باسم «نمط بورصة».[24]

في تخطيط «نمط بورصة» تكون هناك ردهة رئيسية بعد الدخول من باب الجامع، والردهة تكون غرفة كبيرة تمثل الصالة الخلفية للصلاة (Son cemaat yeri) أو يكون بها حوض ماء للوضوء. تتوزع من الردهة عدة غرف أخرى، منها غرفة الصلاة الرئيسية التي يكون بها المحراب والمنبر.
تتوزع غرف صلاة أخرى عن يمين ويسار الردهة قريبا من الباب، بحيث تكون صالة الصلاة الرئيسية التي بها المحراب متفردة إلى الأمام لا تجاورها أية غرف أخرى عن يمينها أو يسارها. وبهذا يكون في خلف الجامع عدة غرف أواوين للصلاة متجاورة مفتوحة على الردهة بدون أبواب، وهذا يُشكّل حرف T مقلوبة.

### الإضاءة

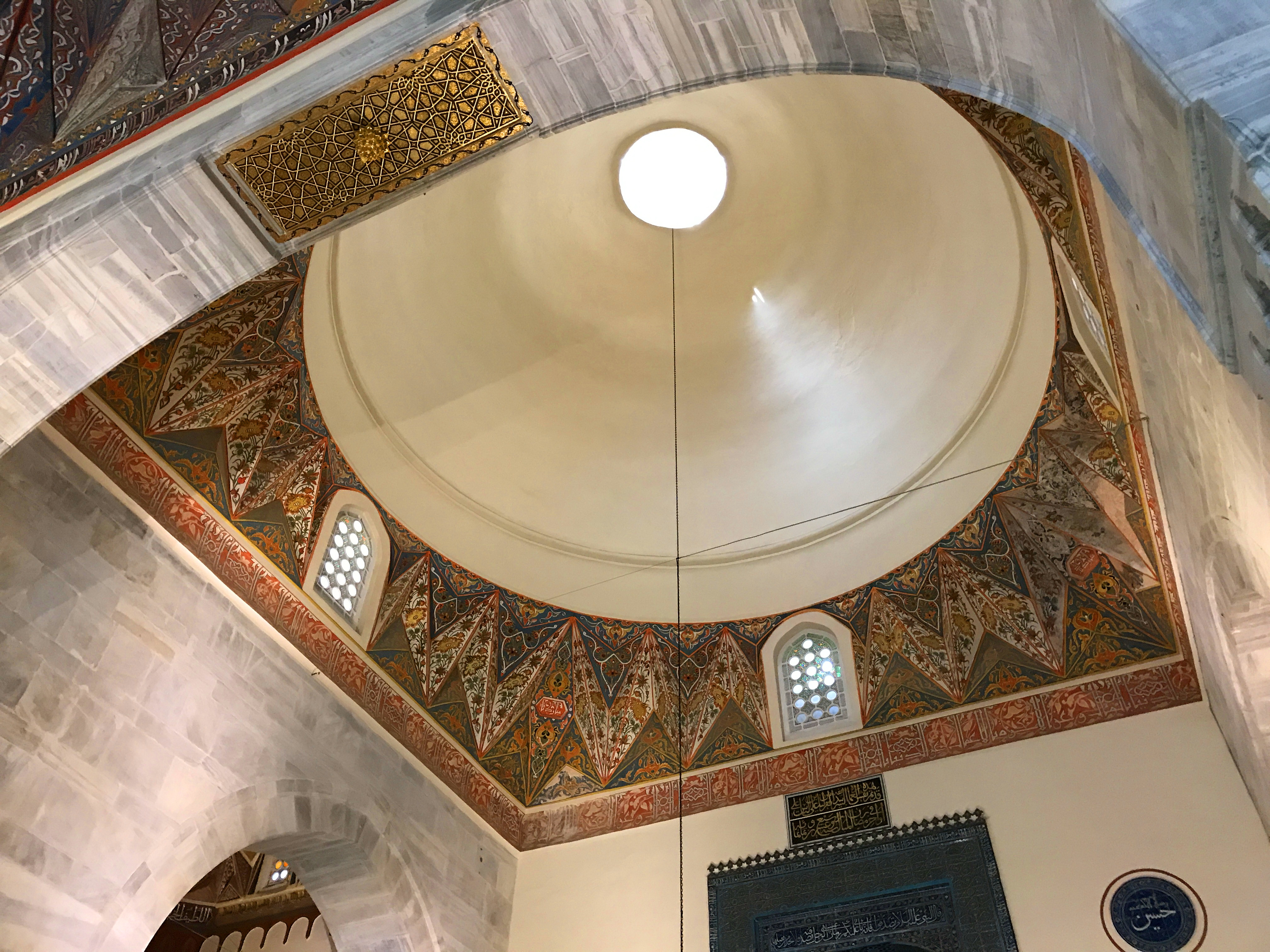
روشن القُبّة المركزية من الداخل (البقعة المضيئة في وسط القبة) بعدما تم سدّه بمشكاة فوقه لإدخال النور.

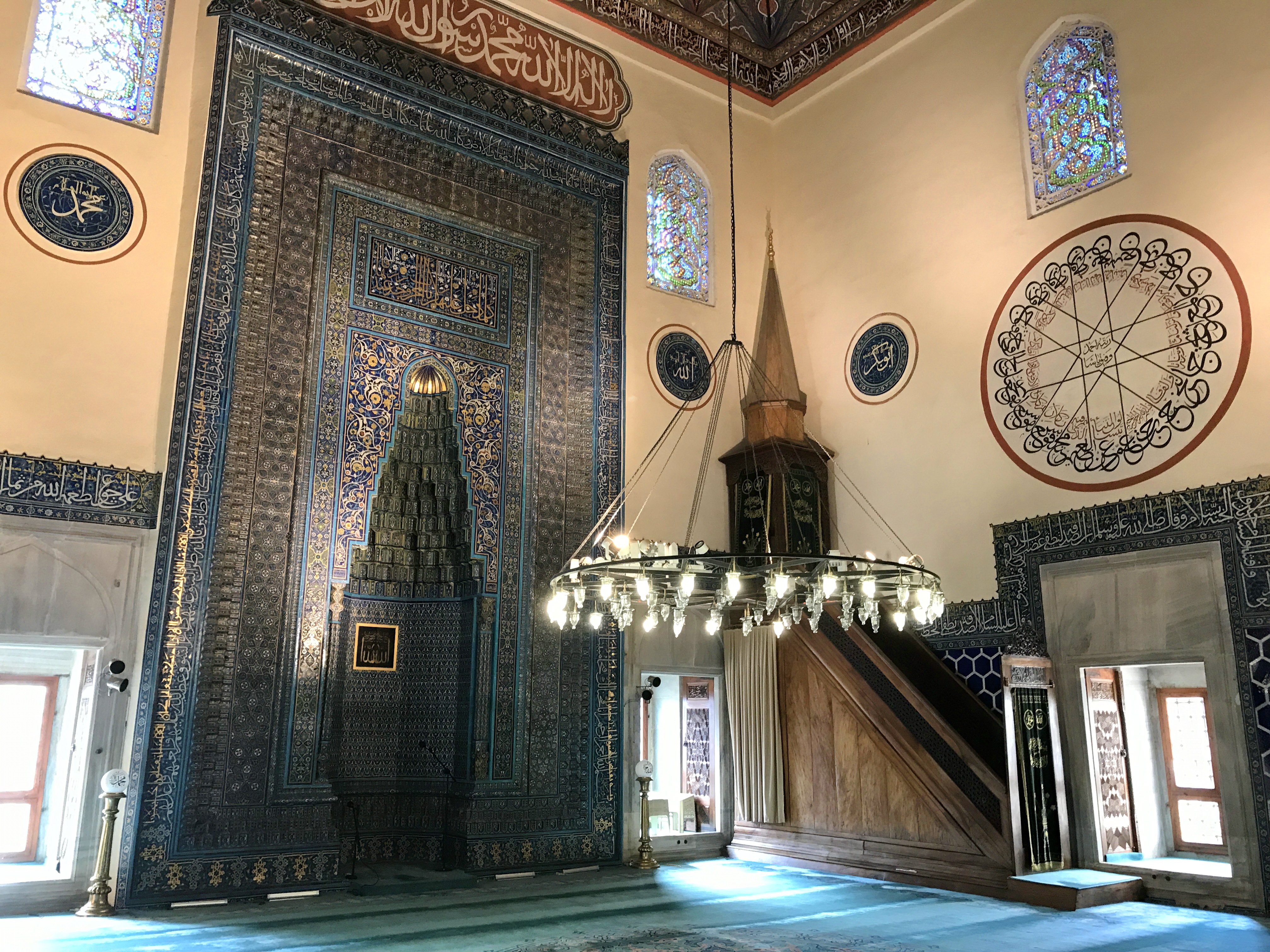
كل نافذة أرضية يُقابلها أخرى عُلوية صغيرة فوقها لتحقيق تدرّج الإضاءة في الجامع.

- القُبّة اليُمنى تقع فوق ردهة الجامع وفوقها الروشن ذلك البناء الصغير ذو القبة الصغيرة.
- القبة اليُسرى تقع فوق إيوان الصلاة الرئيسي الذي به المحراب والمنبر.

يصل الضوء الخافت إلى الداخل من خلال نوافذ مفتوحة في القباب وكذلك من خلال النوافذ المفتوحة في الجدران الخارجية.
كان هناك روشن  (فتحةٌ في السَّقْف يدخل منه الهواء والضوء) فوق حوض ماء الوضوء في القاعة المركزية (الردهة)، ولكنها سُدّت بمِشْكاة أثناء أعمال الترميم.
في الإيوان الرئيسي الجنوبي الذي به المحراب، كل نافذة أرضية يُقابلها أخرى عُلوية صغيرة فوقها لتحقيق تدرّج الإضاءة في الجامع.
وعند المنبر توجد إضاءة مناسبة حوله بواسطة نافذتين أرضيتين عن يمينه وشماله، بالإضافة لنافذة علوية لإضاءة الإمام حال ارتقائه المنبر في خطبة الجمعة.

### فلسفة فصل النجاسات
جاءت فلسفة تصميم فصل النجاسات والأوساخ والمياه عن أماكن أداء الصلاة والتعبد في «الجامع الأخضر» بأن الأواوين الخمسة بالطابق الأرضي بُنيَت كلها مرتفعة عن مستوى أرضية الردهة التي تتوسطها نافورة وحوض ماء الوضوء وتَفتَح على كل الأواوين المخصصة للصلاة، بحيث يدخل الشخص من باب الجامع ويتوضأ من ماء الحوض (لم يكن ماءً جاريا) ثم ينتقل إلى إحدى فتحات حفظ النعال ويترك نعله ثم يصعد إلى أحد الأواوين ويصلّي، ولا يصله الماء المنسكب على أرضية الردهة بسبب ذلك الارتفاع، وبذلك تُفصل النجاسات والمياه المتناثرة من الوضوء عند النافورة (أو حوض مياه الوضوء) عن صالات الصلاة.
يُحيط بالردهة خمسة أواوين، اثنان عن يمين وشمال، ومثلهما في خلف المسجد على جانبي الممر المؤدي إلى باب المسجد، وإيوان واحد به المحراب والمنبر. الأواوين الخمسة جميعها مرتفعة عن مستوى أرضية الردهة، وذلك لأن الردهة بها النافورة وحوض مياه الوضوء الذي ينثر الماء على الأرض سواء عند الوضوء أو عند ملء الحوض أو حتى دخول ماء الأمطار من خلال باب الجامع.
وهذا يدل على أن أرضية «الدهليز» (الغرفة التي بها النافورة) كانت مُعَبَّدَةً ببلاط أو بخلافه وليست مفروشة بالسجاد كما في الوقت الحاضر. ويُعضد هذا أن الأواوين الخمسة المحيطة بالردهة مرتفعة أيضا عن مستوى أرض الردهة ويوجد تحت كل إيوان فتحات لحفظ النعال.
توجد فتحات الأحذية والنعال (بالتركية: Papuçluk)‏ تحت كل من الأواوين الخمسة، بحيث يترك المُصلِّي نعاله في تلك الفتحات ويصعد إلى الإيوان الذي يريده كي يؤدي الصلاة فيه ويتعبّد.

### الرواق
| |  |  |
| مقارنة بين مخطط "الجامع الأخضر" (يمين) ومخطط "جامع بايزيد الأول" (يسار). كلا المخططين على "نمط بورصة"(T المقلوبة). يمكن ملاحظة الرواق موجود أسفل مخطط "جامع بايزيد الأول" ويمثله الخمس قباب المتجاورة (خمس دوائر في أسفل الصورة). مخطط "الجامع الأخضر" يكاد أن يتطابق معه إلى حد كبير جدا ما عدا جزء الرواق، لأنه لم يُبن بسبب وفاة السلطان محمد الأول قبل إكمال بناء الجامع. |  |  |

الرواق سقف بأعمدة بدون جدران يكون عند مدخل البناء.
كان في التصميم الأصلي للجامع الأخضر رواق يعلوه صف من خمس قباب متجاورة بعرض الجهة الشمالية للجامع حيث يوجد باب المدخل. ولكن هذا الرواق لم يُبن بسبب وفاة السلطان محمد الأول قبل الانتهاء من بناء مسجده الخاص.
ومن المُشاهد أن الجامع الأخضر يكاد يطابق جامع بايزيد الأول الذي بناه والد السلطان محمد الأول في بورصة قبل المسجد الأخضر بثلاثين عاماً، وهذا الرواق موجود على مدخل جامع بايزيد الأول فقط.

## العمارة

### الزخرفة

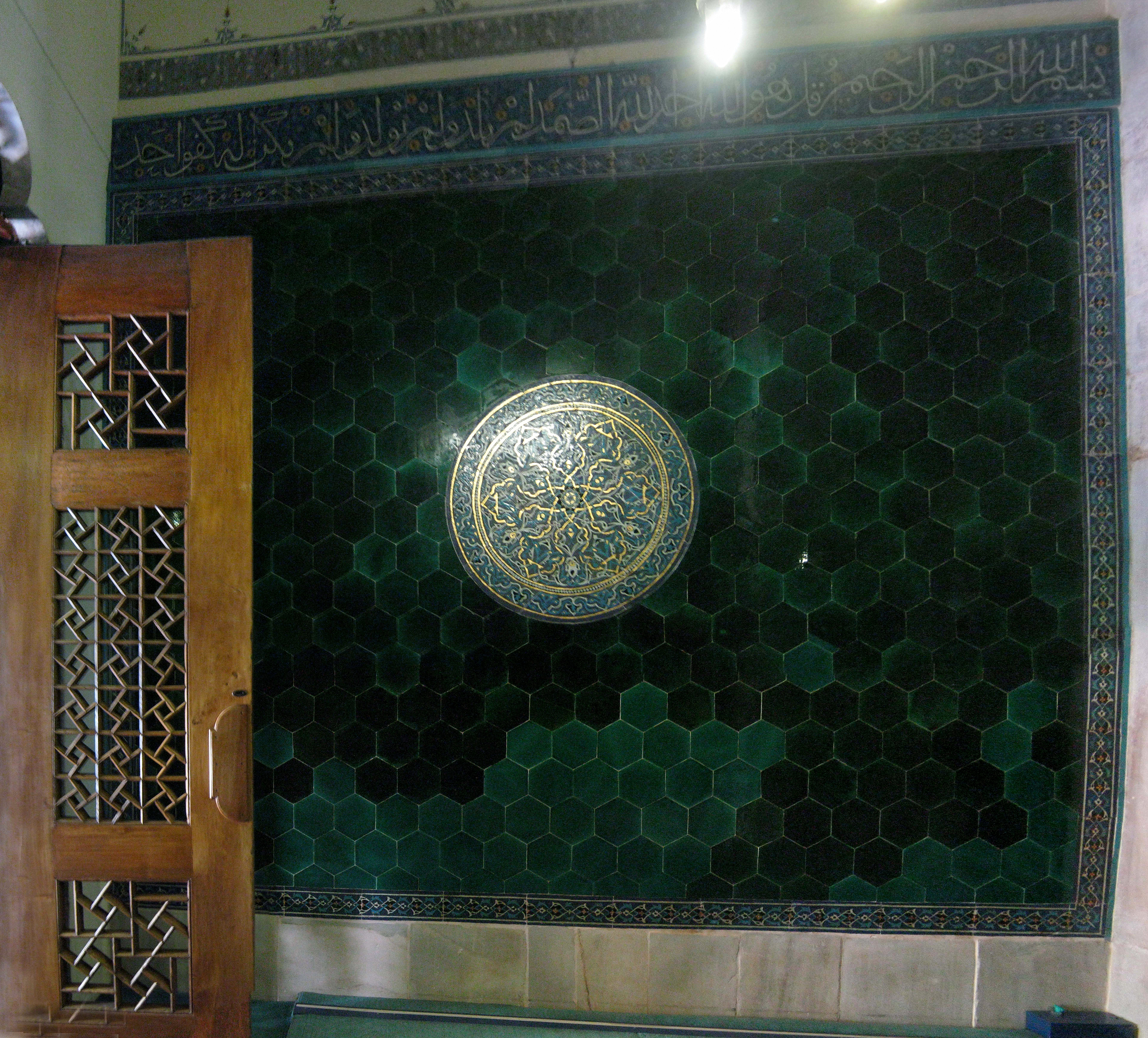
الدهليز، ويُرى فيه العديد من البلاطات التي تم تغييرها في القرن 19 أثناء ترميم الجامع بلون أخضر فاتح.

يُعتبر التناغم التام بين العمارة والزخرفة الدقيقة في الجامع الأخضر دليلاً على أن هذا العمل المُتقن قد تم في الدولة بعد انتهاء الحرب الأهلية بين الإخوة وحلول السلام.
الإيوانات الشمالية (إيوانا المؤذنين) و«المقصورة السلطانية» والمحراب  مزخرفة ببلاطات منمقة بزهور متعددة الألوان وكتابات بالخط العربي.
هناك العديد من البلاطات التي تم تغييرها في القرن 19 أثناء ترميم الجامع بعد زلزال بورصة 1855م. الأبواب ومصاريع النوافذ بها زخارف متشابكة منحوتة على الخشب.
تم بناء المسجد من الحجر الرملي المكسو بألواح رخامية، ولكن تم استبدال معظمها في القرن التاسع عشر أثناء أعمال الترميم.
تصاميم الزهور والآيات القرآنية منحوتة في إطار من الرخام حول المدخل والنوافذ، بتصميمات مختلفة في قوصرة كل نافذة.
يوجد أعلى المدخل الكبير والمحراب على الواجهة الشمالية قباب نصفية من الرخام المقرنص.
أجزاء الحديد المستخدمة في الباب والنوافذ والخزائن بالجامع كلها دليل على مهارة ممتازة في الصنعة.
توجد كتابة في منطقة المحراب تذكر عبارة: «عَمَل أسَاطِين تبريز» على البلاط، أي «صُنع بواسطة عُمال مدينة تبريز المَهَرة»، كما أن اسم «نقاش علي بن الياس علي» يظهر فوق المقصورة السلطانية (انظر الصورة) الملكية كمصمم لكل المخططات الزخرفية بأكملها.
ويبدو أن أولئك العمال الفنيين المَهَرة، هم أنفسهم أيضا الذين عملوا بعدها في تزيين لوحات البلاط المزججة باللونين الأزرق والفيروزي في الأجزاء الغائرة من نوافذ مسجد الشرفات الثلاث الذي بناه السلطان مراد الثاني ابن السلطان محمد الأول، بمدينة أدرنة عاصمة العثمانيين يومئذ، بين عامي 1438م-1447م، وذلك لأنه يوجد توقيع على البلاط باسم «عَمَل أسَاطِين تبريز» في ذلك المسجد أيضا.

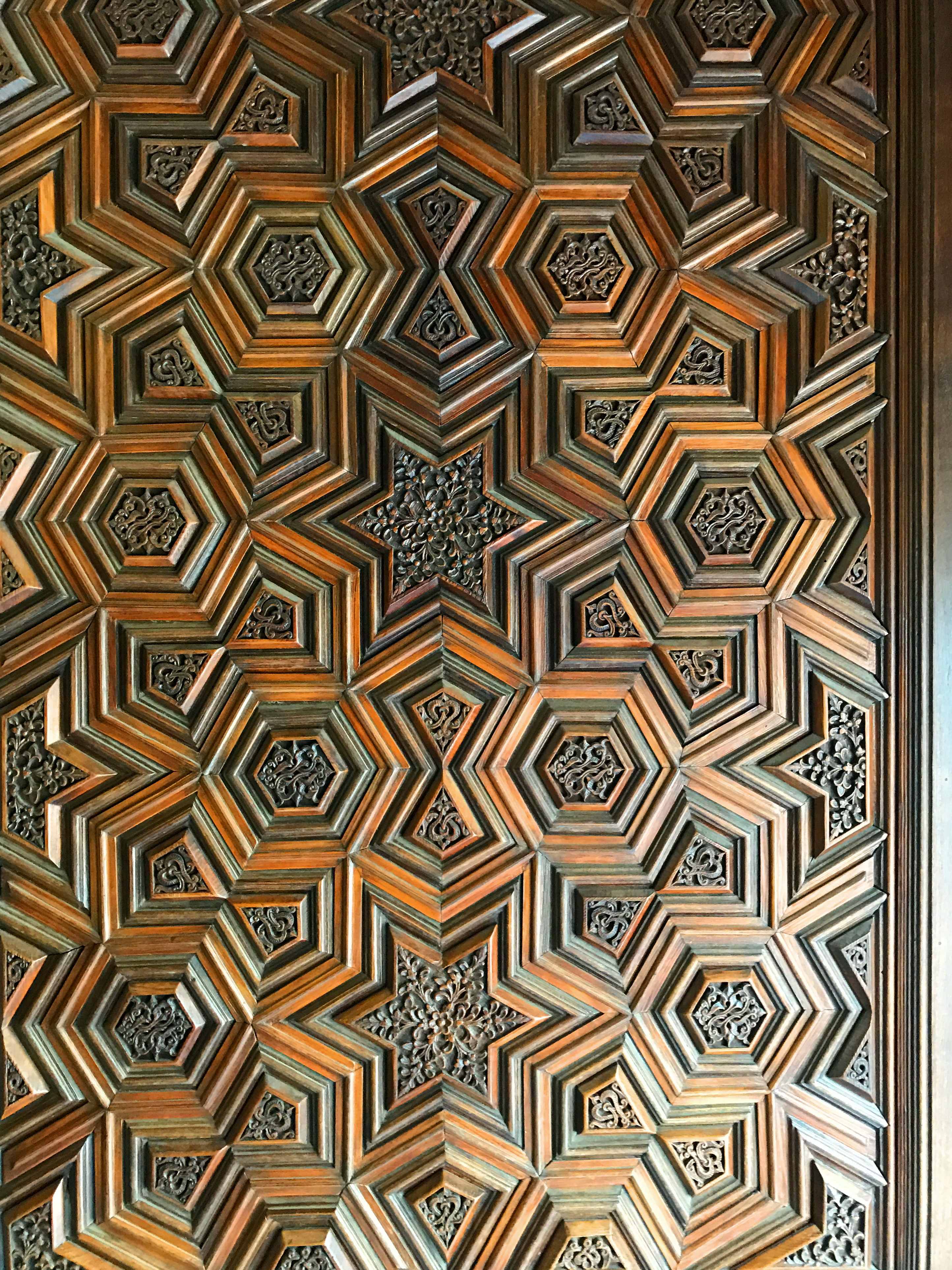
أعمال "تعشيق الخشب" (بالتركية: kündekari)‏ تعكس المهارة والفن. (اضغط للتكبير ورؤية التفاصيل)
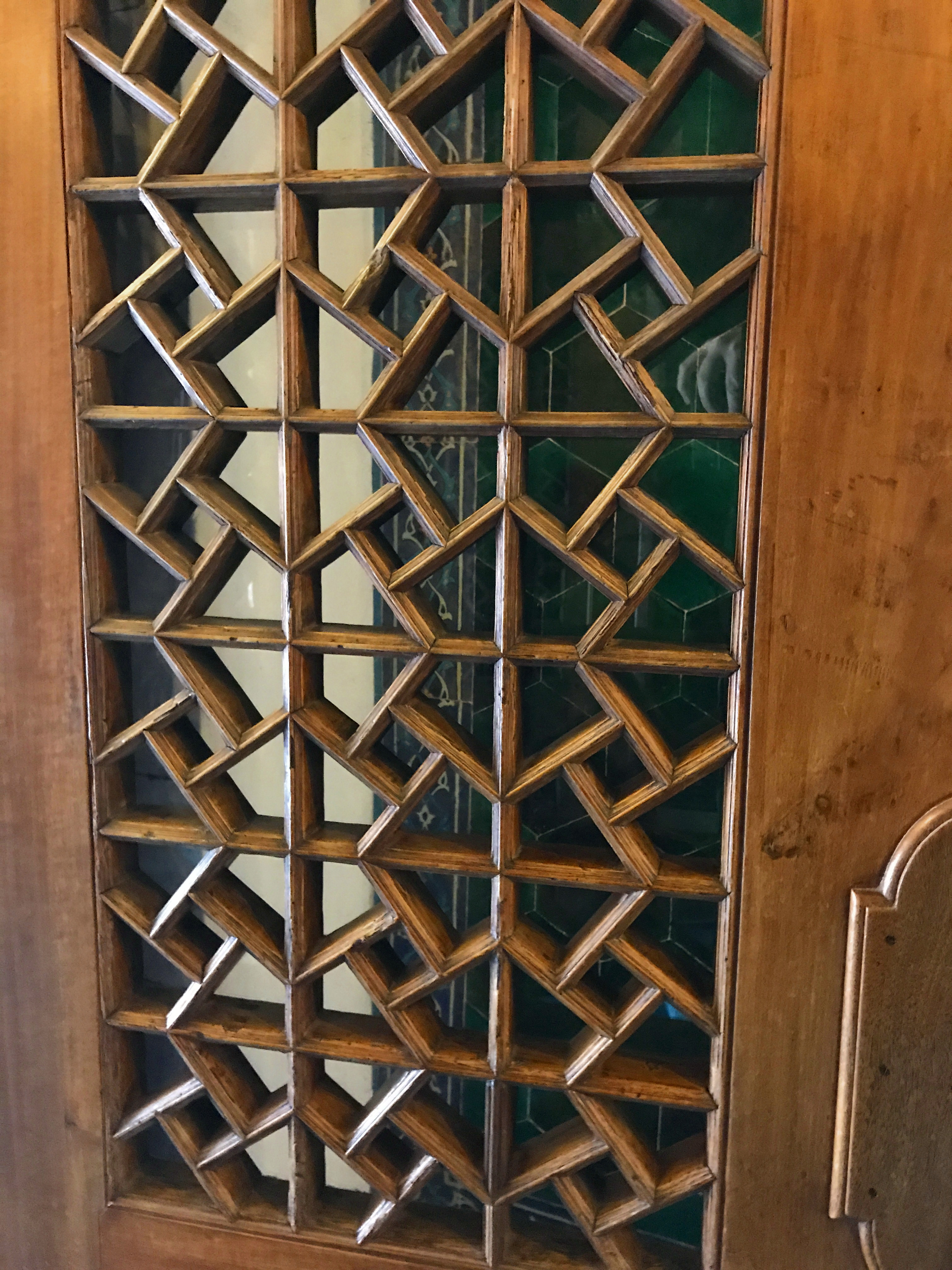
الباب الخشبي للجامع نموذج على مهارة وذوق الصانع. يُرى في الخلف البلاطات السداسية الخضراء للدهليز (اضغط للتكبير ورؤية التفاصيل)
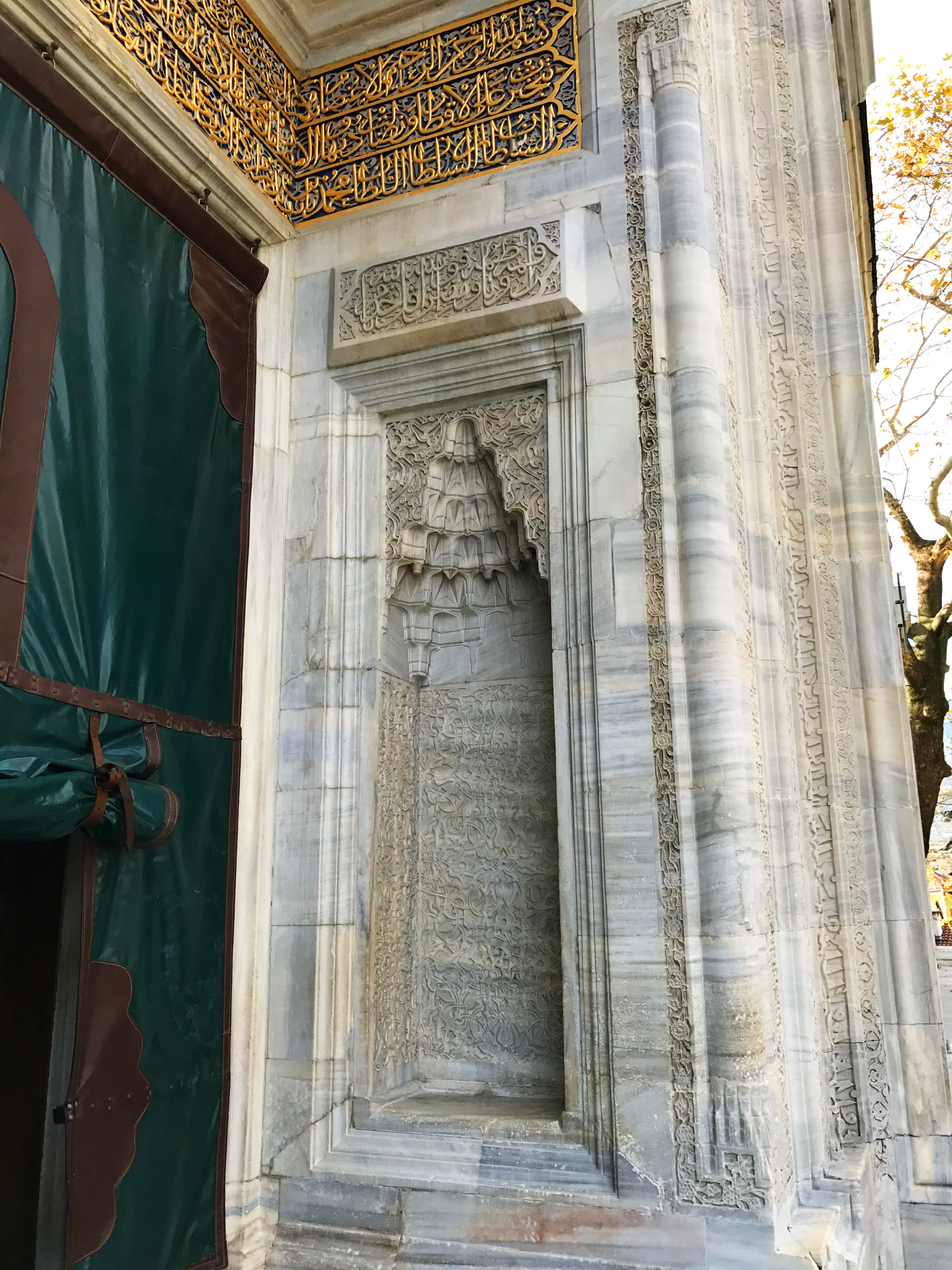
مدخل باب الجامع به أعمال زخرفة على الرخام. (اضغط للتكبير ورؤية التفاصيل)

### أعمال الرخام
تم جلب الرخام من جزيرة مرمرة لاستخدامه في بناء الجامع، وكان هذا هو أول بناء به عمل من الرخام في بورصة. الواجهة الأمامية للجامع، والنوافذ، والباب، والكتابات المنقوشة، وسقف الباب هي أفضل الأمثلة على براعة العمل في صنعة الرخام حينئذ.

### أشغال الخشب
بوابة مدخل الجامع الأخضر وأغطية النوافذ هي أمثلة جيدة على صنعة الخشب في تلك الفترة. المنبر الذي يعلوه مخروط سداسي يقع في الغرب من المحراب، وهو أيضا نتاج صنعة خشبية دقيقة.

### أشغال الخط

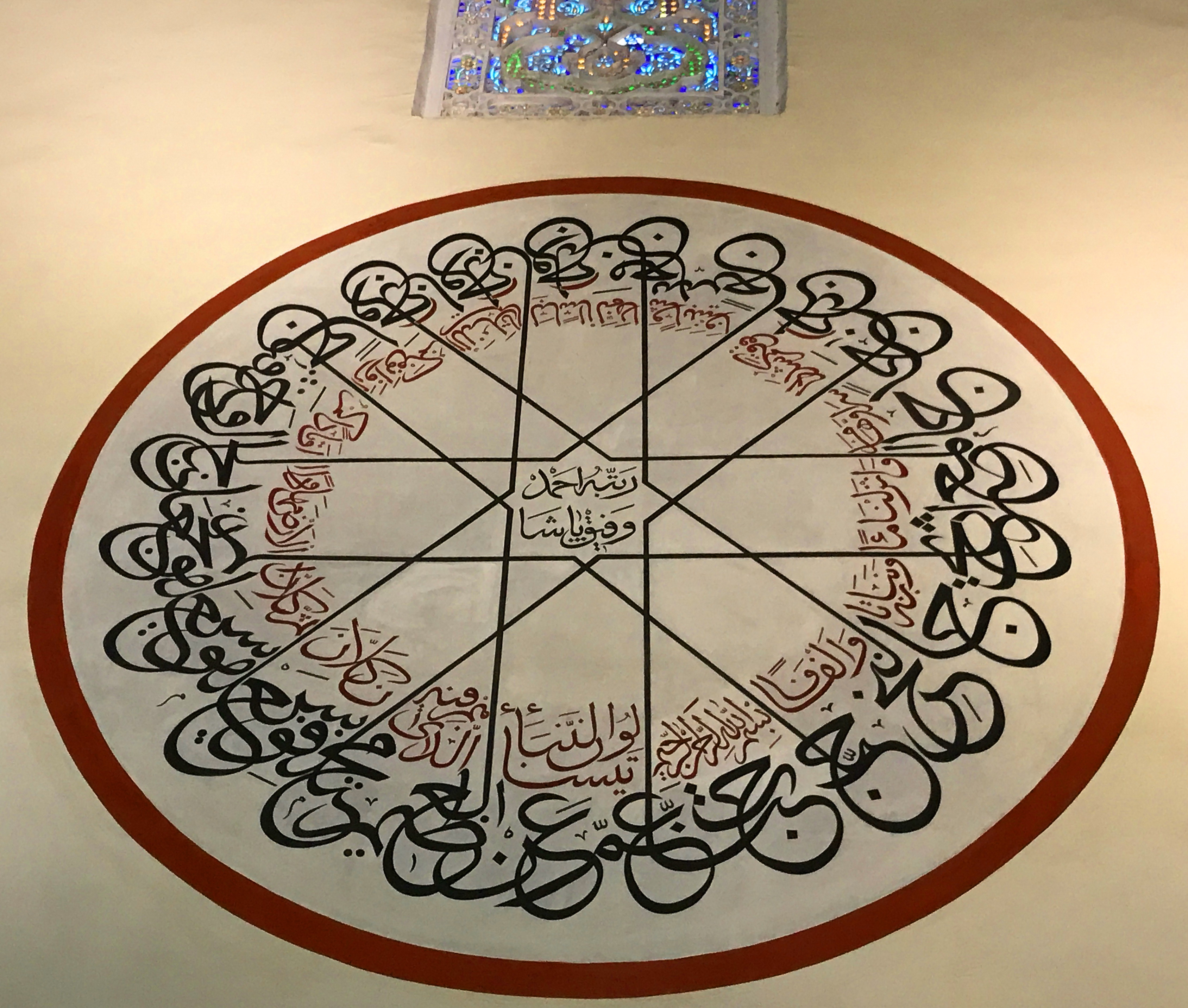
لوحة خط فنية عليها آيات من القرآن الكريم من «سورة النبأ»، مرسومة على الجدار الغربي لإيوان الصلاة الرئيسي فوق النافذة وتحت مشكاة الإضاءة.
مكتوب في وسطها «رتبه أحمد وفيق باشا».

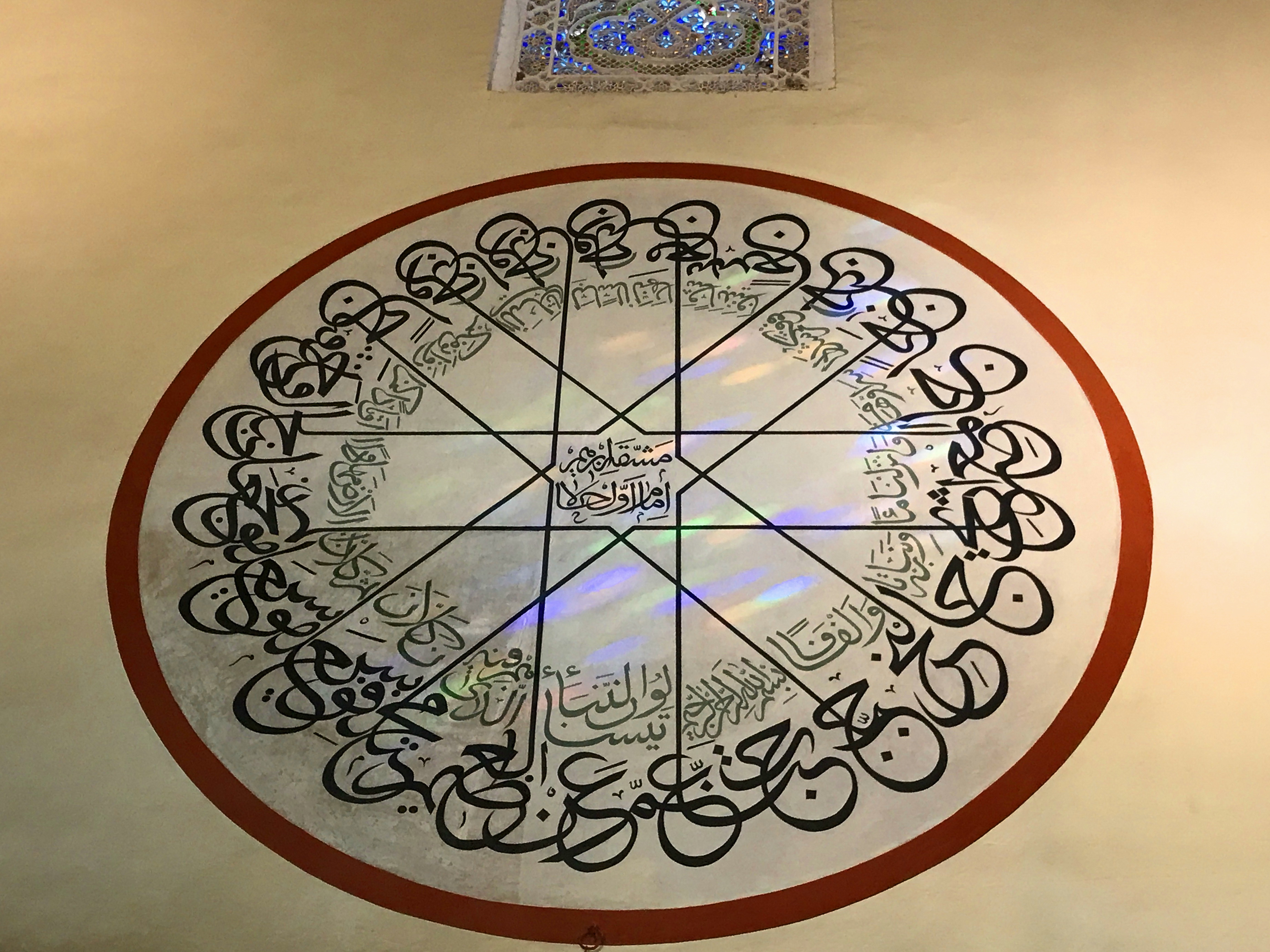
لوحة خط فنية عليها آيات من القرآن الكريم من «سورة النبأ»، مرسومة على الجدار الشرقي لإيوان الصلاة الرئيسي فوق النافذة وتحت مشكاة الإضاءة. نفس هذه اللوحة مُكررة في جامع بايزيد الأول ببورصة أيضاً، وهما من ترميمات القرن التاسع عشر بعد زلزال 1855م.

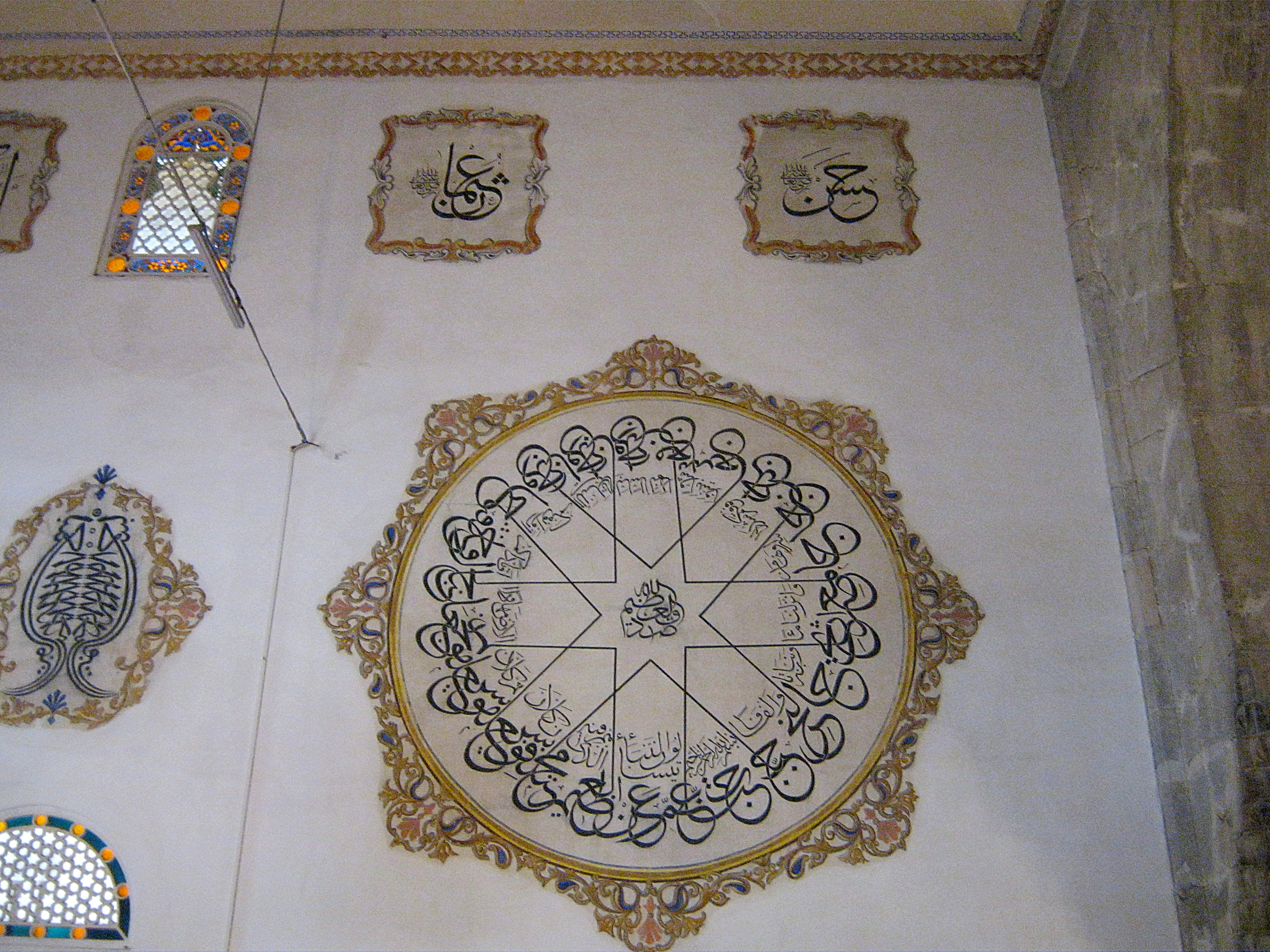
زخرفة وخط عربي من سورة النبأ موجودة بجامع بايزيد الأول ببورصة. هذه الكتابة نفسها موجودة بنفس التصميم بداخل الجامع الأخضر أيضا. تضرر المسجدان في زلزال 1855م، وتلك اللوحة المكررة في المسجدين أُضيفت أثناء الترميم الذي تم حينها في القرن التاسع عشر.

توجد لوحتان متطابقتان على شكل دائرة مرسومتان بالخط العربي على الحائطين الشرقي والغربي لإيوان المحراب فوق النوافذ وفوق كل منهما مشكاة لإدخال ضوء النهار الطبيعي.
مكتوب على مدار الدائرة الواحدة آيات من القرآن الكريم من «سورة النبأ» بدءا من «عَمَّ يَتَسَاءَلُونَ | عَنِ النَّبَإِ الْعَظِيمِ».
الكتابة الخارجية في كلتا الدائرتين باللون الأسود، أما الكتابات الداخلية في كل دائرة فإحداهما بالأحمر والأخرى بالأخضر.
مكتوب في وسط الدائرة ذات الخط الأحمر «رتّبه أحمد وفيق باشا»، وهو الذي كان حاكماً لبورصة في القرن التاسع عشر. ولعله قد صمم توزيع آيات السورة في دائرة بحيث تبدأ كل آية بالخط الأسود وتليها الكتابة بالخط الأحمر لنفس الآية في نفس القطاع الدائري.
ومكتوب في وسط الدائرة ذات الخط الأخضر «مَشّقه اِبراهيم اِمام اَوّل حالا»، ومعنى «مَشَقَ في الكتابة» أي «مدَّ حروفها» ، ولعله هو الذي رسم الخط بيده بحسب ما رتّبه أحمد وفيق باشا، الذي تولى منصب وزير التربية في الدولة العثمانية، كما تولى منصب الصدر الأعظم مرتين، ورئاسة أول برلمان عثماني سنة 1877 ، وفي سنة 1860م صار أحمد وفيق باشا سفيرًا للدولة العثمانية بباريس، وكان والياً لبورصة أثناء الترميمات التي تلت زلزال 1855م.
نفس هذا الرسم من سورة النبأ بصورة دائرية موجود بجامع يلدرم (جامع بايزيد الأول) ببورصة أيضاً، في نفس الموضعين من الجدارين المتقابلين في إيوان الصلاة الرئيسي ذو المحراب والمنبر، وهو من الأعمال التي أُضيفت في ترميمات القرن التاسع عشر.

## العمارةالخارجية
هذا الجامع يمثّل نهضة وصحوة الدولة العثمانية بعد 11 عاماً من التفكك، وهو آية معمارية حقاً تجسّد نهوض الدولة من جديد.
الزخرفة والكتابات على الواجهات الخارجية للجامع ونوافذه خارج وداخل الجامع شاهد على أن «الجامع الأخضر» عمل فنِّيّ بلا عيوب قام به عُمّال مهرة.

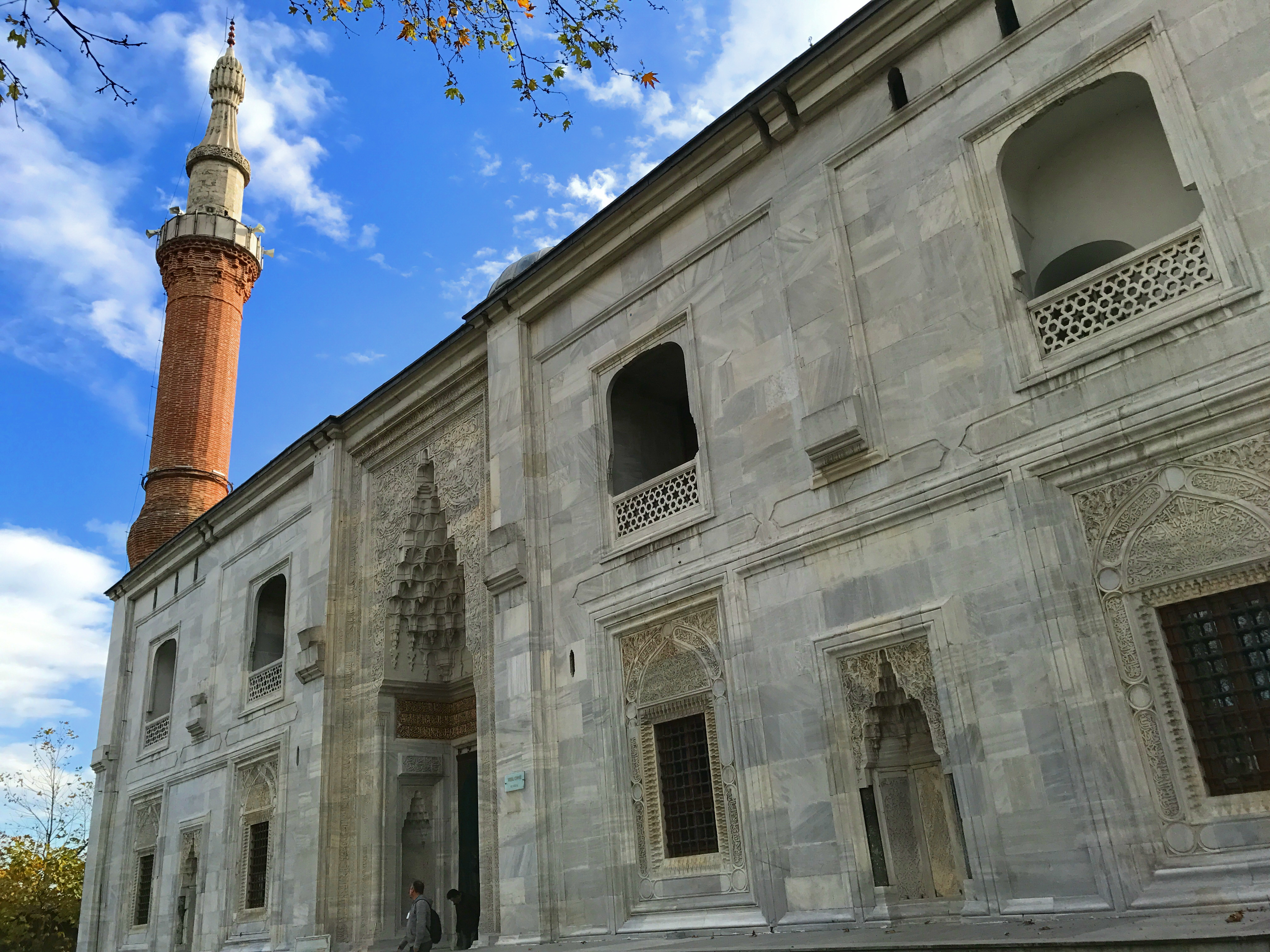
الجدار الشمالي للمسجد (القبلة في الجنوب)، وتظهر فيه المئذنة الشرقية وباب الجامع ونوافذ الأواوين الأرضية، ومنافذ الطابق العُلوي.
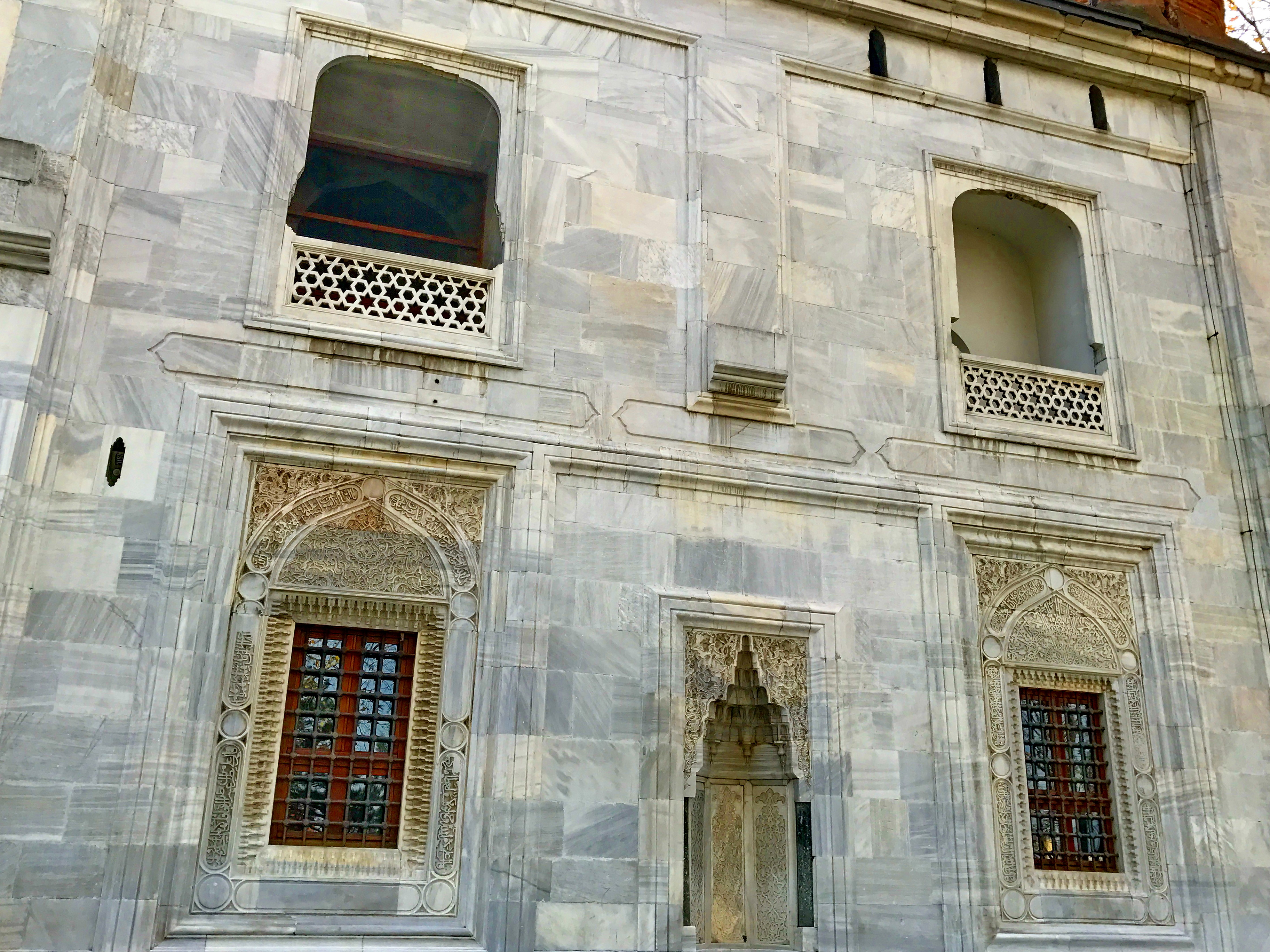
الواجهة الشمالية الغربية للجامع. نافذة الإيوان الغربي (أسفل اليمين) وإيوان "مقصورة المؤذنين" الغربية (أسفل اليسار). (اضغط على الصورة للتكبير ولرؤية تفاصيل الزخرفة والرخام والكتابات المحفورة)

### الوصف الخارجي للجامع
هذا القسم يشرح الوصف الخارجي للجامع المبني عام 1421م عن طريق شرح الصورة الجوّية للجامع المُرفقة أدناه، ثم شرح كل جزء تحت القسم الخاص به في هذه الصفحة.

صورة جويّة للجامع الأخضر ببورصة، جامع السلطان محمد الأول.

- الضلع الشمالي للجامع هو الجدار الواصل بين المئذنتين، ويوجد بوسطه باب الجامع.
- البرج المئذنة الحجريّ الأبيض: أعلى كل مئذنة يُمكن رؤية البرج الحجريّ الأبيض المنحوت بطريقة الباروك، والذي بُني، أثناء عملية التجديد والترميم التي أعقبت زلزال بورصة عام 1855م، على قواعد المئذنتين القديمتين واللتان يُعتقد أنهما كانتا مزخرفتين ببلاط الخزف الصيني الأخضر الذي أكسب هذا الجامع اسمه (الجامع الأخضر).
- المبنى مكوّن من طابقين كما يظهر من وجود صفّين من النوافذ في الصورة، حيث أن الطابق العلوي به «مقصورة السلطان» لأدائه صلوات الجمعة والعيدين.
- مقر إقامة السلطان: يُلاحظ أن نوافذ الطابق العُلوي الشمالية شُرف منزل وذلك لأنها كانت مقر إقامة السلطان وعائلته.
- قبة «مقصورة السلطان»: القبة الصغيرة التي تُرى بين المئذنتين وفوق الباب توجد فوق «مقصورة السلطان» بالطابق العُلوي، الواقعة فوق «الدهليز» الموصِل بين الباب و«الردهة» (القاعة المركزية).
- القُبة التي فوق الردهة: القُبة الوُسطى الكبيرة في الصورة تقع فوق «الردهة» مباشرة، وكانت مُصممة لتكون «روشن» أي أنها كانت مفتوحة بوسط القُبّة حين أُنشئت، لإدخال الضوء والهواء، ويُوجد تحتها حوض ماء الوضوء والنافورة.
- الروشن: تم سدّ «الروشن» بمِشْكاة أثناء أعمال الترميم التي أعقبت زلزال بورصة عام 1855م، ويُمكن رؤية تلك المشكاة المبنية ببرج مقبّب في وسط القُبة الوُسطى، ورؤية نوافذ المشكاوات به لإدخال الضوء فقط.
- القبتان فوق إيواني الصلاة: القبتان المتوسطتا الحجم الواقعتان عن يمين وشِمال القُبة الوُسطى ذات «الروشن» تقعان مباشرة فوق إيوانيّ الصلاة الشرقيّ والغربيّ. حيث أن القبة اليُمنى في الصورة هي القبّة الغربية، وظِل المآذن والقباب المُلقى إلى يسار الصورة يرجح أن تلك الصورة أُخذت بينما كانت الشمس متجهة إلى الغروب (بعد الزوال).
- القبة فوق إيوان الصلاة الرئيسي: القبة الكبيرة البعيدة في الصورة والتي فوقها الجزء النحاسي تقع فوق إيوان الصلاة الرئيسي الذي به المنبر والمحراب.
- يوجد في الزاوية اليمنى أسفل الصورة مبنىً صغير خارج الجامع، وهو حوض مياه خارجي للوضوء.
- «الضريح الأخضر» هو المبنى الذي أُنشئ فوق قبور السلطان محمد الأول وأسرته، ولا يظهر في الصورة، ولكنه يقع في أمام القبلة على اليمين، بعد الزاوية العُليا يسار الصورة.

### القباب الخارجية
كانت الزخرفة الخارجية للجامع وزخرفة القباب (المُغطاة الآن بالرصاص) مُزينة أيضا بالبلاط الأزرق والأخضر بأسلوب زخرفة «الحبل الجاف» (Cuerda seca)  الذي هو طلاء البلاطة الواحدة بعدّة ألوان مختلفة بالزجاج بدون أن تختلط تلك الألوان عن طريق وضع خيوط لفصل الألوان.

### المئذنتان

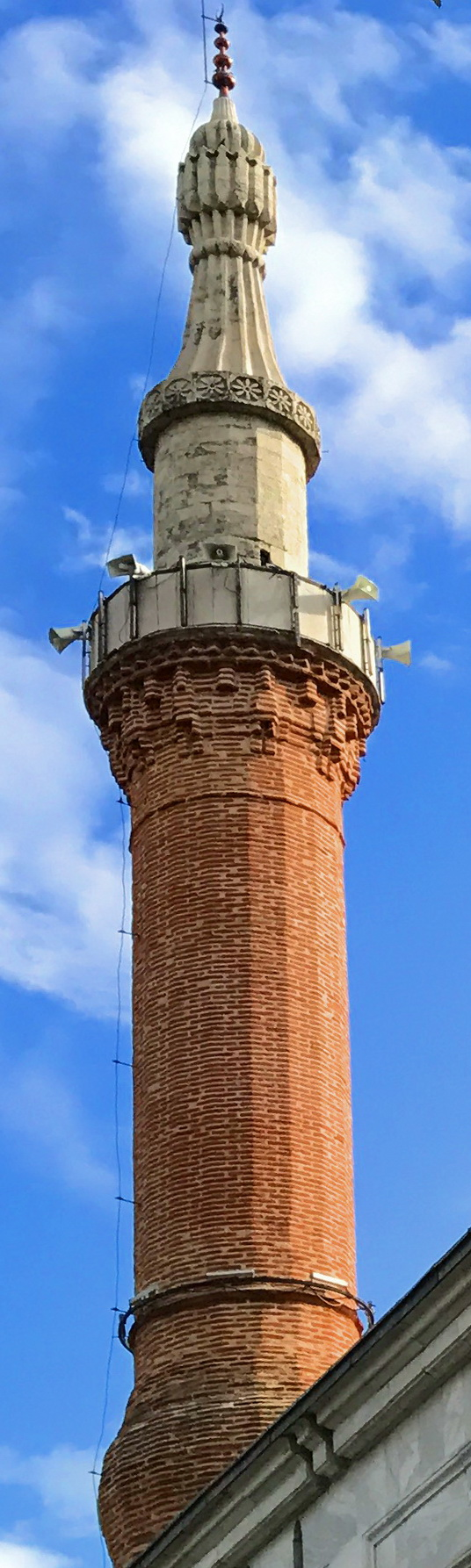
المئذنة الشرقية للجامع الأخضر. أُضيف البرج الحجري أعلى المئذنة أثناء عملية التجديد والترميم، وهو منحوت بأسلوب عمارة الباروك.

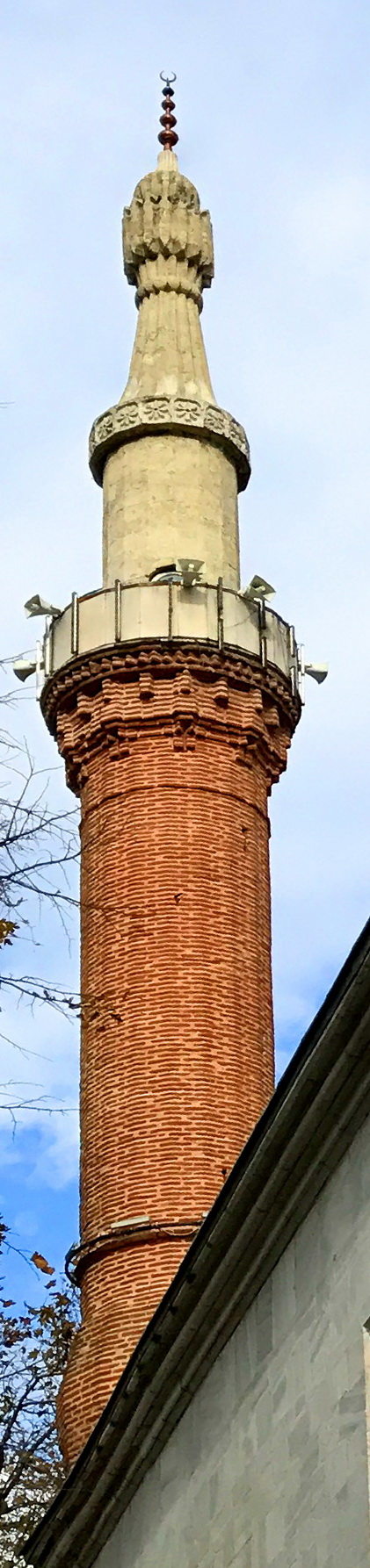
المئذنة الشرقية للجامع الأخضر. أُضيف البرج الحجري أعلى المئذنة أثناء عملية التجديد والترميم، وهو منحوت بأسلوب عمارة الباروك.

تقع إحدى مئذنتي الجامع في الزاوية الشمالية الغربية، والأخرى في الزاوية الجنوبية الغربية.
أُضيفت المِئذنتان في وقت لاحق إلى بناء الجامع ولم يُبنَيا مع البناء الأصلي، فقد تم بناءهما نحو نهاية القرن التاسع عشر بعد زلزال 1855م.
يُعتقد أن المئذنتان الأصليتان كانتا مكسوتان بنقوش من بلاط الخزف الصيني باللون الأخضر، والتي كانت سبباً في إطلاق اسم «الجامع الأخضر» على هذا المسجد.
قام المعماري الفرنسي «ليون بارفِيّيه» بإعادة بناء المِئذنتين على نفس القاعدتين القديمتين بعد زلزال بورصة 1855م.
تم تزويد كل مئذنة ببرج حجري على قمة المئذنة، منحوت بطريقة الباروك، وذلك أثناء عملية التجديد والترميم.
لا يمكن الدخول إلى المئذنتين إلا من خلال «مقصورة السلطان» بداخل الجامع بالطابق العلوي، وتسلق الدَرَج المتعرج إلى السّندرة.

منظر شامل (بانوراما) من داخل الجامع الأخضر. صورة مأخوذة من إيوان الصلاة الغربي.
الوصف:
يُرى في يسار الصورة باب الجامع يتوسط إيوانيّ «المؤذنين» وتعلوه «مقصورة السلطان محمد الأول»، ثم «الردهة» في وسط الصورة ويتوسطها حوض ماء الوضوء المثمّن الأضلاع والنافورة في وسطه، ثم درجات الصعود إلى إيوان صالة الصلاة الرئيسية وبها المحراب في يمين الصورة (المنبر لا يُري هنا لأنه في الزاوية اليُمنى للمحراب). ويُرى في وسط الصورة خلف النافورة إيوان الصلاة الشرقي وعن يمينه باب صغير لغرفة إيواء المسافرين، بينما الصورة مأخوذة من إيوان الصلاة الغربي الذي لا يُرى في هذا المنظر.
يُلاحظ ارتفاع الأواوين الأربعة الظاهرة في الصورة عن مستوى أرضية «الردهة»، وكذلك وجود فتحات لحفظ النعال تحت كل إيوان، أما غُرفة المسافرين فليست مرتفعة ولايوجد لها فتحات مماثلة لحفظ النعال.

منظر شامل (بانوراما) من داخل الجامع الأخضر. صورة مأخوذة من إيوان الصلاة الشرقي المقابل للإيوان الغربي.

### باب المدخل

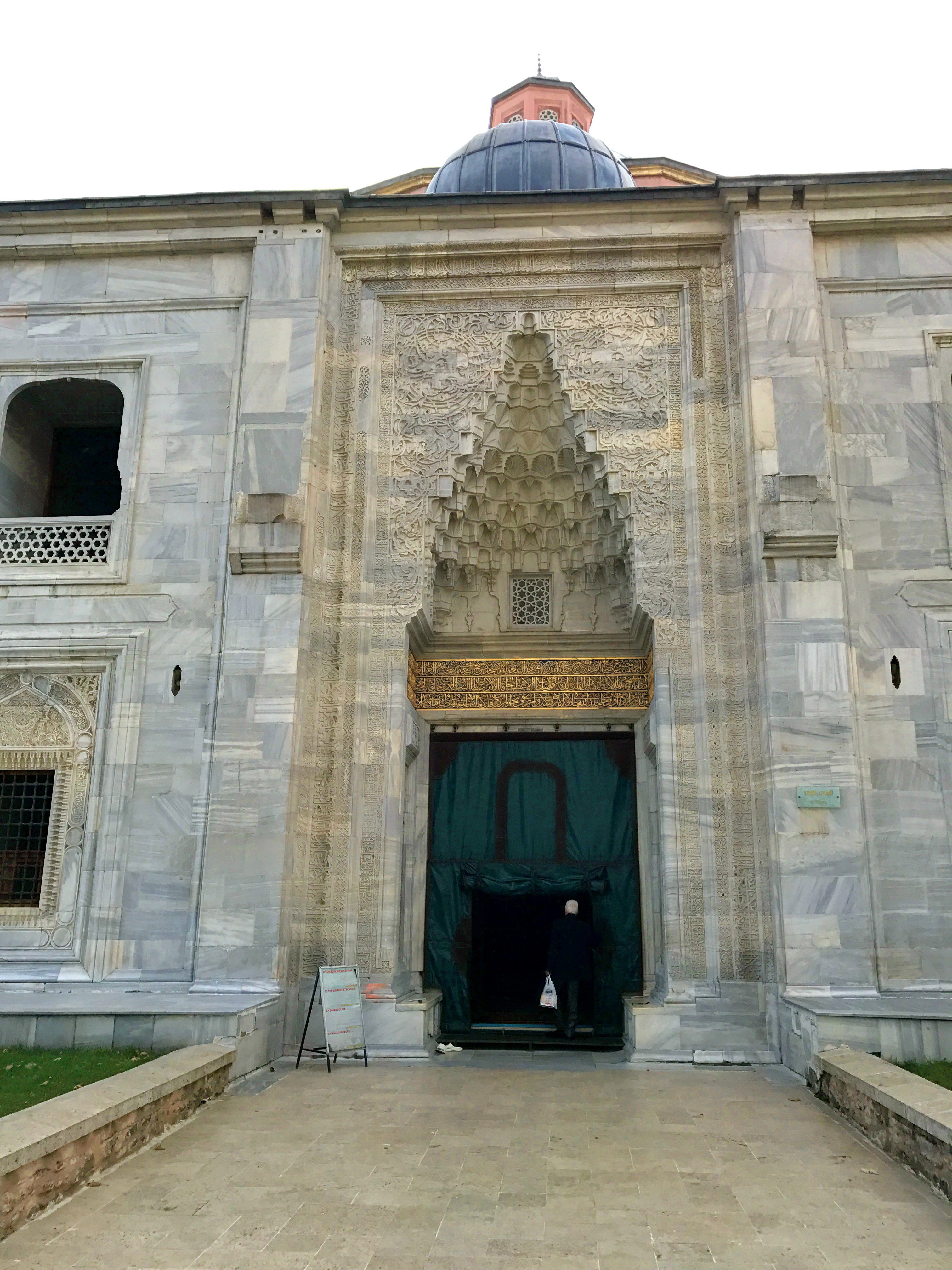
باب الجامع الأخضر، ويُرى أعلاه جزء من القبة الرمادية الصغيرة الكائنة فوق "المقصورة السلطانية" التي فوق الدهليز، ومن فوقها يظهر جزء من "المشكاة" التي بُنيت في القرن 19 فوق روشن القبة المركزية الكائنة فوق "الردهة" ونافورة الوضوء ولكن تلك القبة لا تظهر في الصورة.

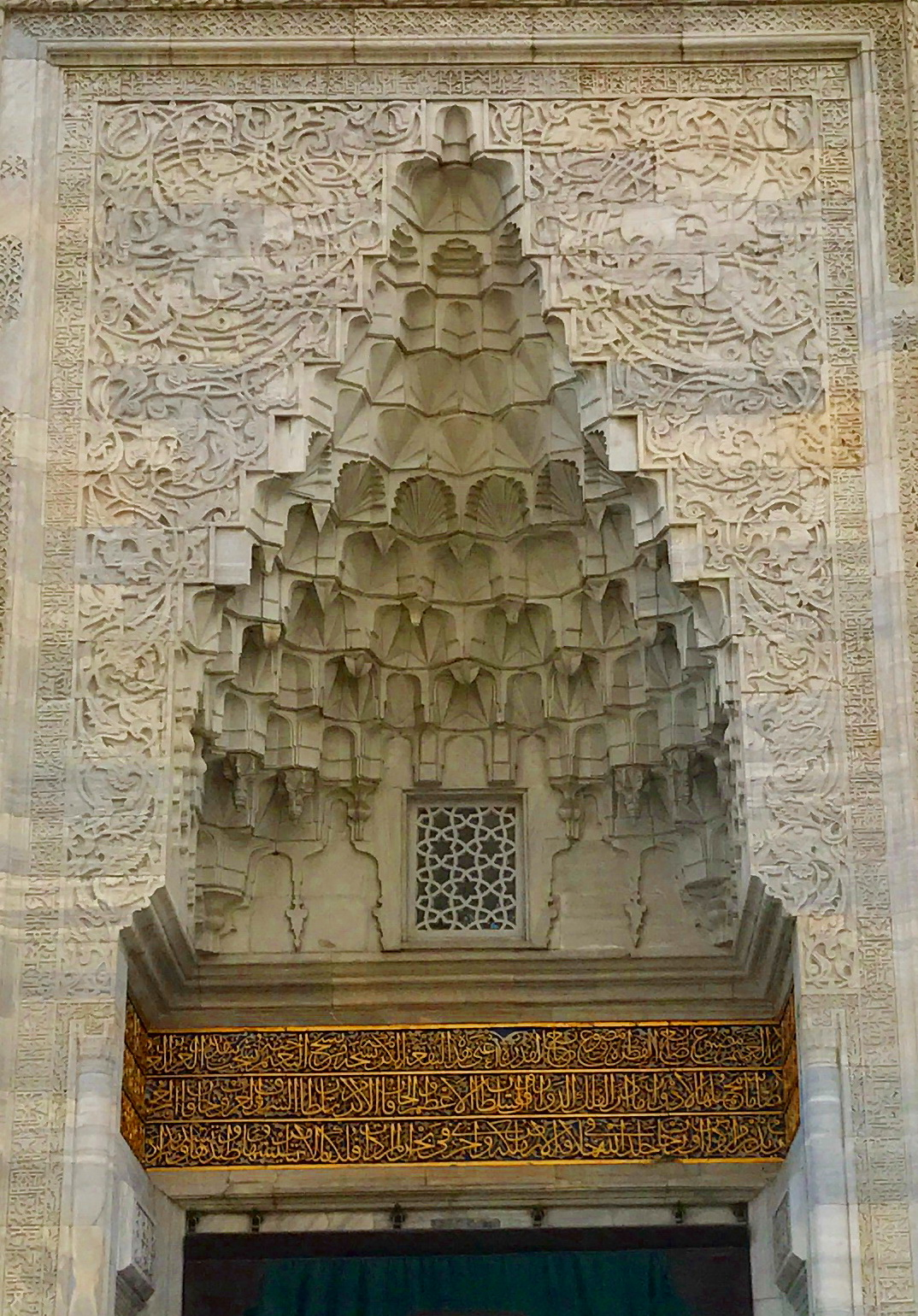
نصف القبّة والكتابات البرونزية أعلى باب الجامع الأخضر.
يُلاحظ الإطار المضلّع حول الوجه المسطح للقبة النصفية أعلى باب الجامع، والذي تُزينه زخرفة عربية (أرابيسك) وكتابات للعالِم الزاهد جلال الدين الرومي منقوشة بخط بارز.

المدخل الكبير للجامع مُحاط بأرائك رخامية غائرة بداخل الجدار وبها فتحتين لوضع الأحذية (بالتركية: Papuçluk)‏. يوجد فوق باب المدخل نقش برونزي طويل بالكتابة العربية.
يعلو باب الجامع نصف قبة يوجد بداخلها مقرنصات منتظمة بجانب بعضها وينتهي الجزء المدبب السفلي لكل مقرنصة بنهايات مدببة على شكل نجوم. أما الوجه المسطح للقبة النصفية أعلى باب الجامع فيوجد حوله إطار مضلع، وتُزينه زخرفة عربية (أرابيسك) وكتابات للعالِم الزاهد جلال الدين الرومي منقوشة بخط بارز. توجد نافذة صغيرة أعلى باب الجامع، بين النقوش والمقرنصات، تضيء أرضية البهو المُؤدي إلى «مقصورة السلطان» في الطابق العلوي من الجامع.
يوجد فوق المنافذ (المشكاوات) الموجودة على جانبيّ باب المدخل نقش باسم «حاجي عوض» ابن «آخي بايزيد»، الذي صمم المسجد. ولكن بما أنه كان حاكم ثم محافظ بورصة، فمن غير المحتمل أنه كان المهندس المعماري للجامع الأخضر، ولعله كان مهتما بالإشراف على العمل. من المحتمل أن يكون البنَّاء الذي أنشأ الجامع الأخضر قد اعتمد فريق عمل من البنّائين الحرفيين لتنفيذ هذا المبنى.

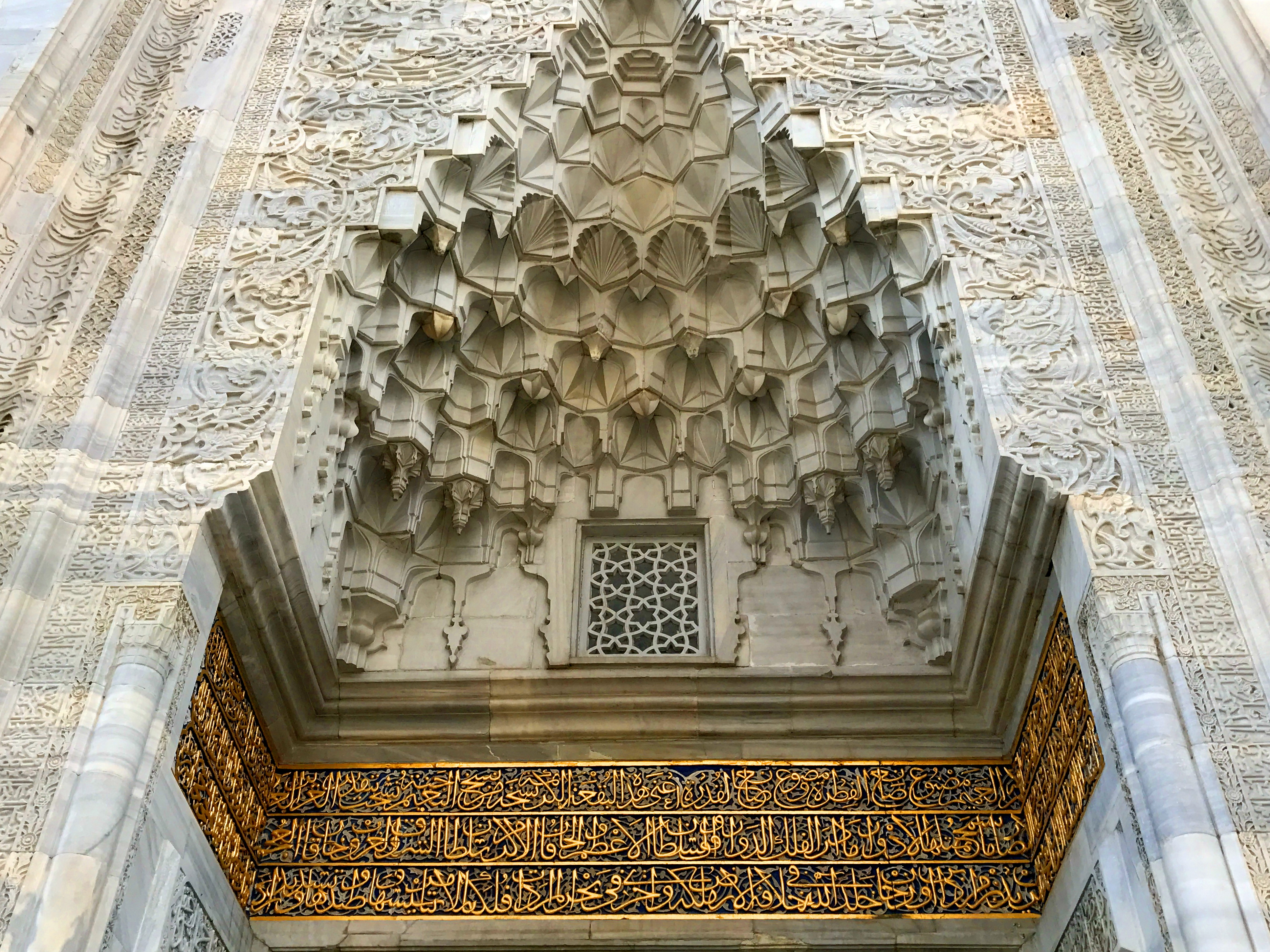
الجزء العلوي من باب الجامع الأخضر.
يُرجى تكبير الصورة بالضغط عليها لملاحظة نهايات كل مقرنصة بجزء مُدبّب على شكل نجوم.
يُلاحظ وجود نافذة صغيرة في وسط أعلى باب الجامع بين النقوش والمقرنصات، وهي تضيء أرضية البهو المُؤدي إلى «مقصورة السلطان» في الطابق العلوي من الجامع.
اسم باني الجامع «حاج عوض باشا» لا يظهر في هذه اللقطة ولكنه مكتوب بالعربية البرونزية على كتف الباب اليسار تحت الكتابة الظاهرة في الصورة.

## العمارةالداخلية

### الوصف الداخلي للجامع
يقع باب الجامع الرئيسي المُزخرف بالمنحوتات فائقة الدقة في وسط الجهة الشمالية للمسجد، بمؤخرة الجامع، حيث تتجه القبلة في بورصة إلى الجنوب.
يفتح باب الجامع على ممر (دهليز) قصير يؤدي إلي غرفة في وسط الجامع (ردهة) تفتح عليها كل الغرف والأواوين بالطابق الأرضي، وهذا الممر مزخرف ببلاطات خضراء سداسية الشكل. يوجد فوق الممر «المقصورة السلطانية» تعلوها القبة الصغيرة التي تُرى أعلى باب الجامع.
يوجد على جانبي المدخل سُلمَان صغيران، يؤديان إلى الطابق العُلويّ.
كان الطابق العُلويّ مخصص «للمقصورة السلطانية» (بالتركية: Hünkar mahfili)‏ في الوسط، أما على الجانبين فكانت الغُرف مهيأة للقصر السلطاني.
توجد قبّتان رئيسيتان في مكان الصلاة، وقبّتان أصغر على الجانبين فوق إيوانيّ الصلاة الشرقي والغربي، وقبة صغيرة جدا خلف الجامع فوق «المقصورة السلطانية» وتظهر وكأنها فوق باب الجامع.

### الدهليز
الجدران الداخلية للدهليز (الممر الصغير الْمُمْتَدُّ من البابِ ويؤدي إلى وَسَطِ الجَامِع) مُغطاة ببلاطات خضراء داكنة اللون، وعلى كل جانب من جانبي الممر توجد وسط البلاطات دائرة كبيرة من الزخرفة عربية (الأرابيسك) من الأزهار والنباتات، باللون الأزرق والأبيض والأسود والذهبي والأصفر.

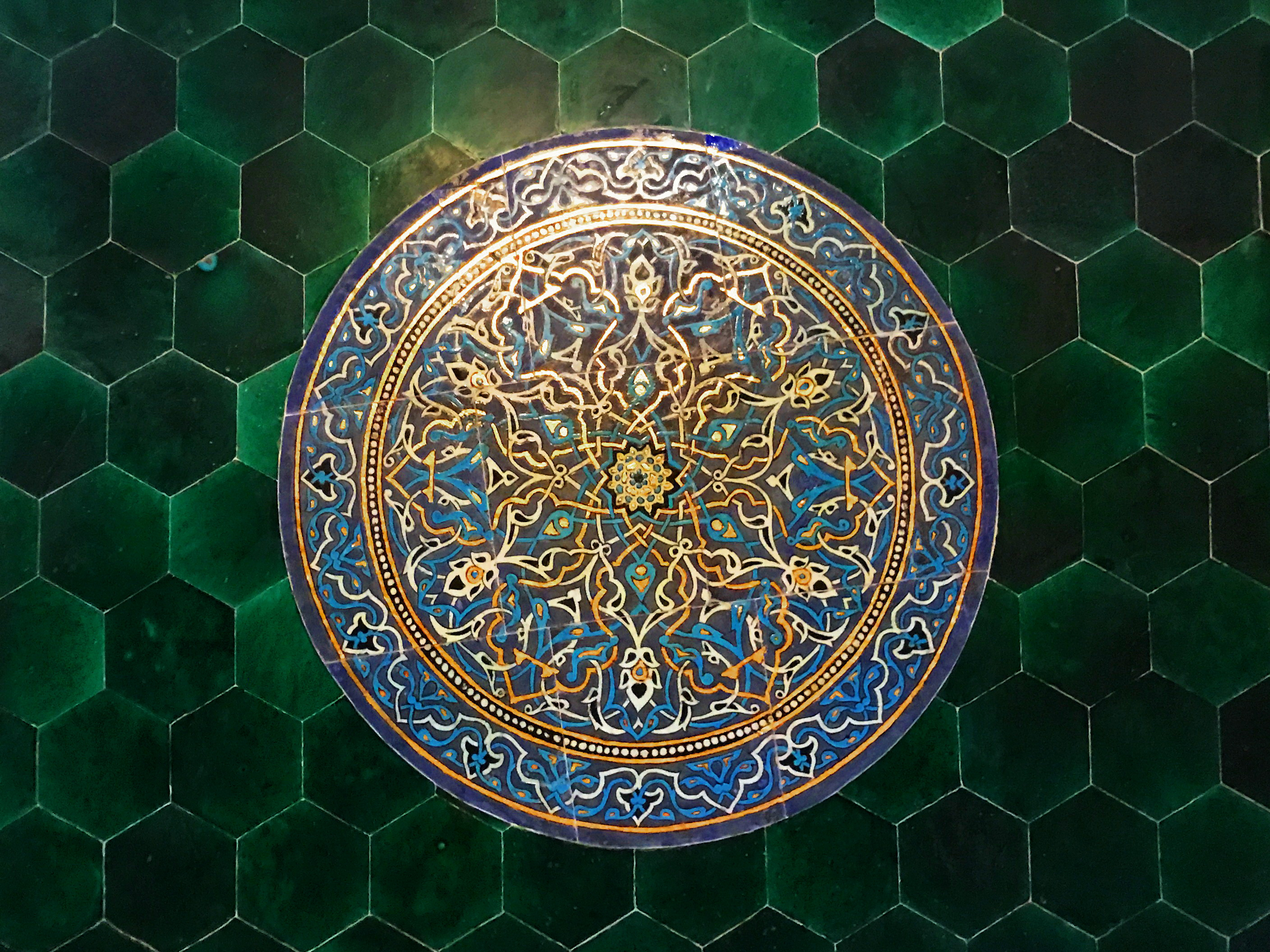
دائرة كبيرة من الزخرفة عربية (الأرابيسك) من الأزهار والنباتات، باللون الأزرق والأبيض والأسود والذهبي والأصفر، موجودة على إحدى جانبي الممر (الدهليز) المؤدي من باب الجامع إلى الردهة (الصالة الوُسطى).
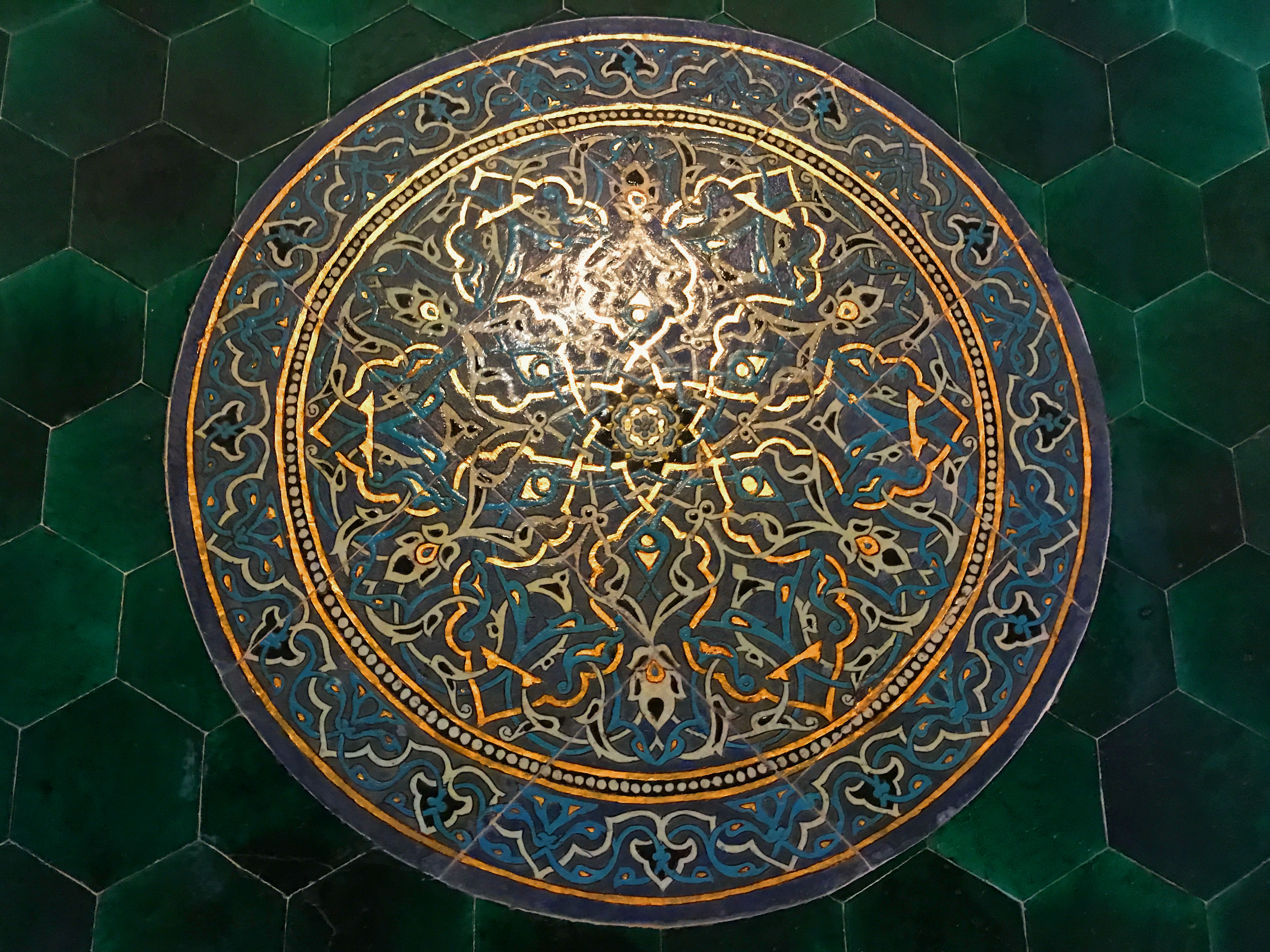
الدائرة الأخرى المُقابلة للدائرة الأولى (مُكبّرة) على الجانب المُقابل للدهليز.

### الردهة
بعد الدخول من باب الجامع والمرور من الدهليز تأتي الردهة وهي غرفة متوسطة يتفرع منها كل الغرف الأخرى في الجامع:
1. توجد نافورة مياه في وسط الردهة.
2. يوجد على يمين ويسار الردهة إيوانان كبيران.
3. يوجد إيوانان آخران أزرقان في خلف الردهة عن يمين ويسار الدهليز، جدرانهما وسقفيهما مبطّنتان بالبلاط الأزرق.
4. يوجد سلم ذو ثلاث درجات أمام الردهة، يؤدي إلى الصالة الرئيسية للصلاة التي بها المنبر والمحراب. وهي مرتفعة عن الردهة لفصل النجاسات والمياه المتناثرة من الوضوء عند النافورة (أو حوض مياه الوضوء).

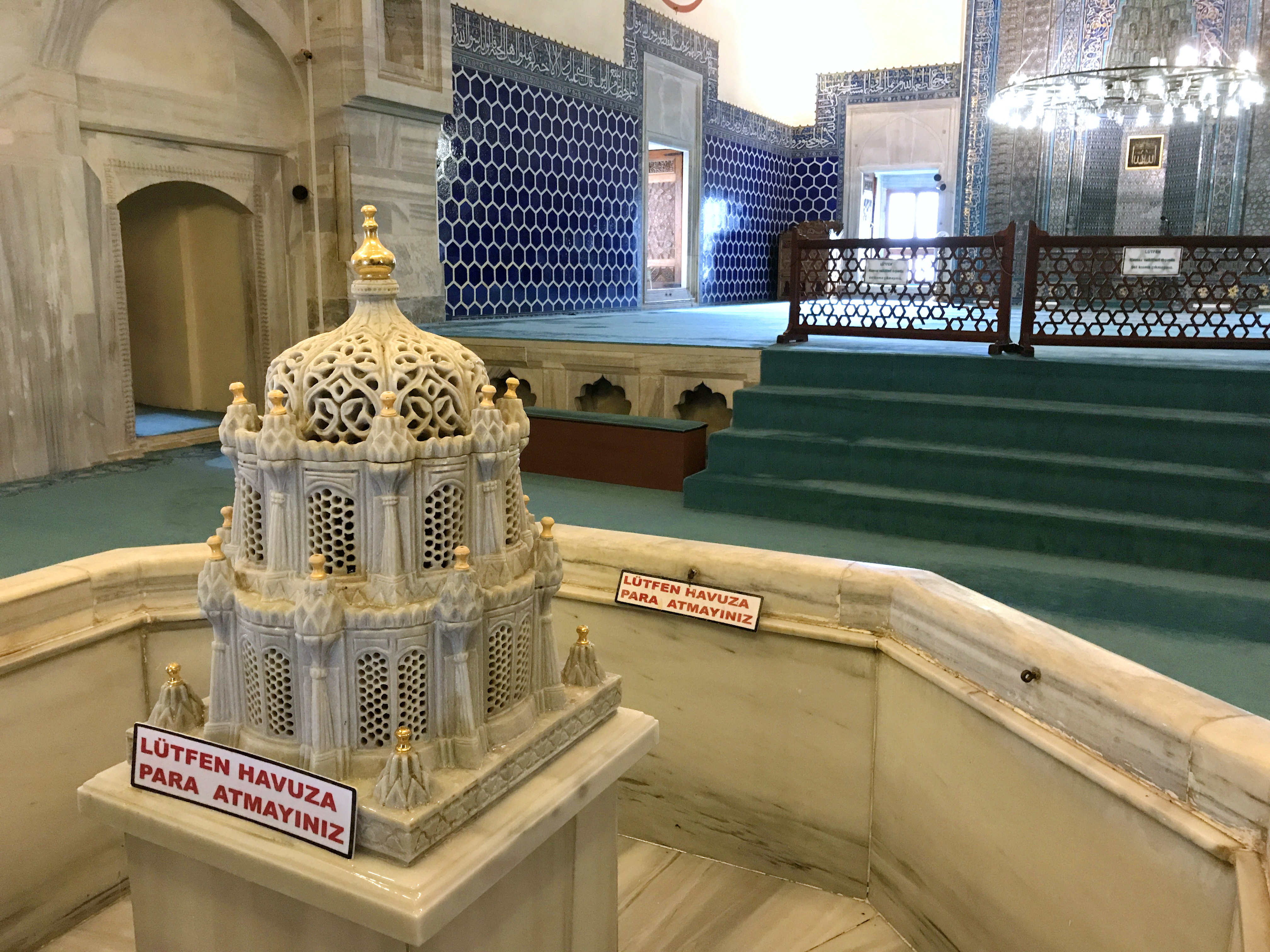
نافورة المياه المصنوعة من الرخام الأبيض المنحوت والموجودة داخل بركة مثمنة الأضلاع في وسط الردهة تحت القبة المركزية للجامع.
في الخلف إيوان الصلاة المرتفع ثلاث درجات عن أرضية «الردهة»، وفي اليسار باب صغير لغرفة إيواء المسافرين والمتصوفة، وحول الرُكن الشرقي بجانب المحراب نافذتان أرضيتان.

### نافورة المياه
توجد نافورة مياه من الرخام الأبيض المنحوت داخل بركة مثمنة الأضلاع في وسط الردهة تحت القبة المركزية للجامع، وهي تُضيف إلى جمال المسجد الأخّاذ.

### الإيوانان
يوجد بداخل الجامع على الجانب الأيسر والأيمن للردهة التي بوسطها النافورة، إيوانان كبيران للصلاة (غرفة مقببة ذات ثلاثة جدران فقط ومفتوحة من الجانب الرابع).

### دَرَجإيوان الصلاة

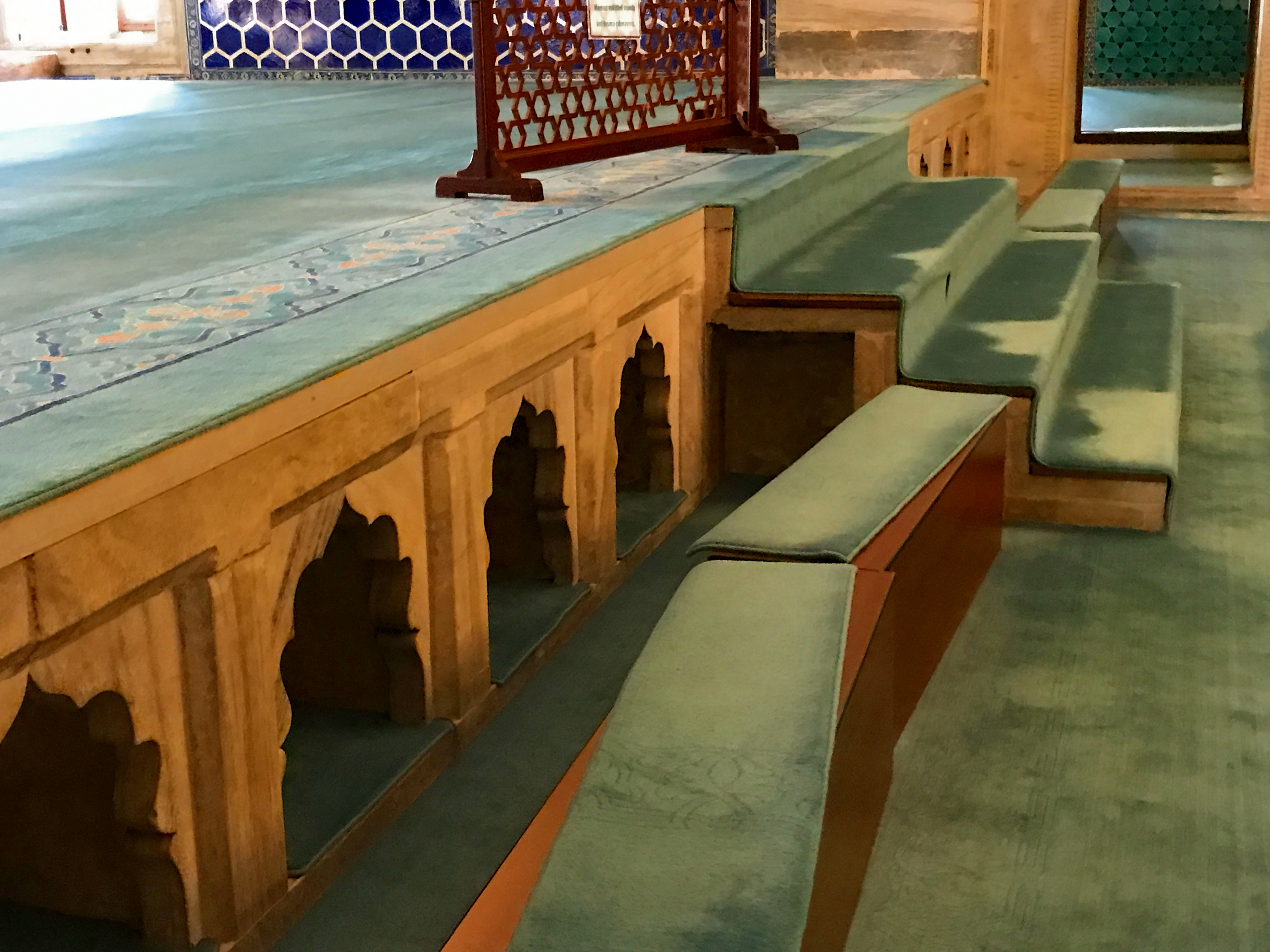
الدَرَج (سُلَّم) الموجود بالردهة والذي يؤدي إلى الصالة الرئيسية للصلاة (إيوان الصلاة) التي بها المنبر والمحراب.
يجاور الدَرَج على كلا جانبيه، ثمانية فتحات لوضع النعال، أربعة عن يمينه وأربعة عن يساره.
توجد فتحات الأحذية والنعال تحت كل من الأواوين الخمسة المحيطة بالردهة.

يوجد أمام الردهة دَرَج (سُلَّم) ذو ثلاث درجات يؤدي إلى الصالة الرئيسية للصلاة (إيوان الصلاة) التي بها المنبر والمحراب، وهي غرفة مرتفعة عن الردهة يفصل بينهما هذا الدَرَج.

### فتحات الأحذية
يجاور الدَرَج (السُلَّم) الذي بين الردهة وإيوان الصلاة، على كلا جانبيه، ثمانية فتحات لوضع النعال، أربعة عن يمينه وأربعة عن يساره.
وكذلك الأواوين الأربعة الأخرى الخلفية المطلّة على الردهة مرتفعة أيضا عن مستوى أرض الردهة ويوجد تحت كل إيوان فتحات مماثلة لحفظ النعال.
توجد فتحات الأحذية والنعال (بالتركية: Papuçluk)‏ تحت كل من الأواوين الخمسة.

### إيوانا المؤذنين

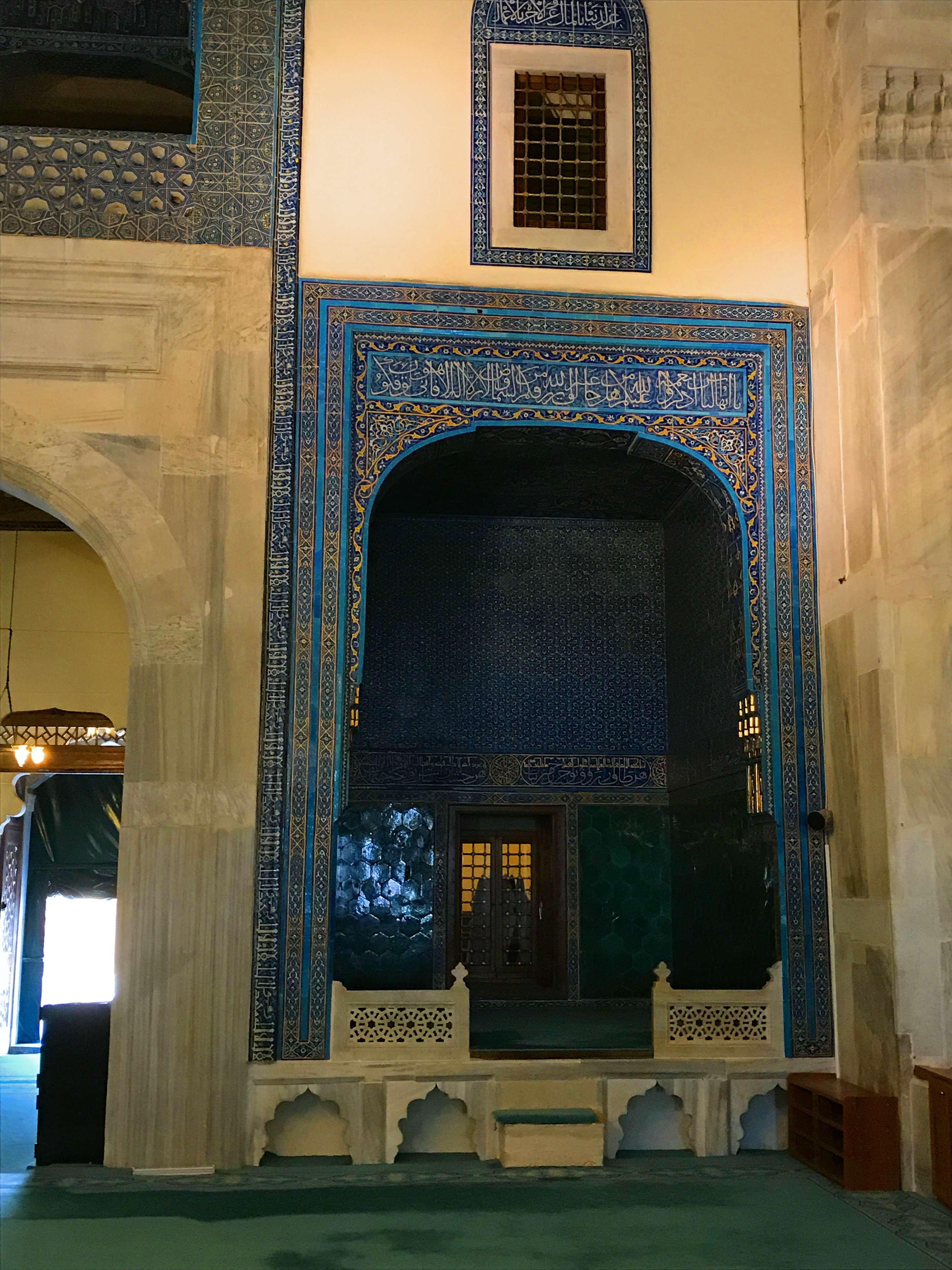
"مقصورة المؤذنين" الغربية، وباب الجامع يُرى في يسار الصورة. يُلاحظ: النافذة داخل المقصورة، وارتفاع المقصورة عن أرضية "الردهة"، ووجود فتحات لوضع الأحذية أسفل المقصورة.

يوجد إيوانان صغيران مخصصان للمؤذنين، يقعان على جانبي الممر الذي يؤدي من باب الجامع إلى الردهة، ويفتحان على الردهة. تلك المقصورتان أو الإيوانان الصغيران يُسمّى كل منهما بالتركية «مَحفِل» (بالتركية: Mahfil)‏، ويُمكن الصلاة فيهما أيضا. يُسمّى الإيوان الواحد منهما أيضا «نمازكاه» (بالتركية: Namazgah)‏ أي مكان صلاة أو «مُصلّى».
يقع «إيوانا المؤذنين» في مؤخرة الجامع أي في الجهة الشَمَالية منه، ويُسميان أحياناً: الإيوانات الشمالية.

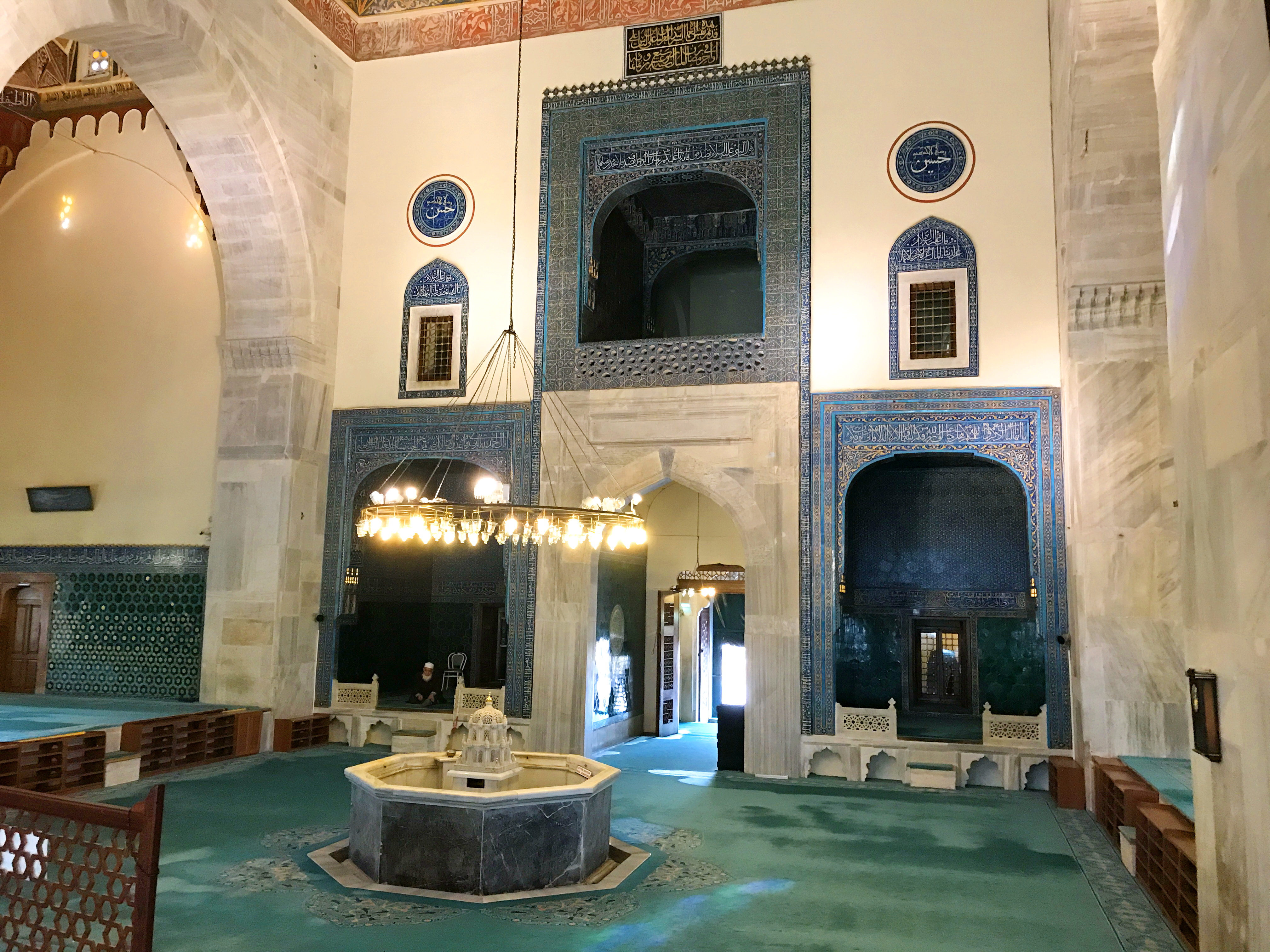
الإيوانان الأزرقان الصغيران بجانب باب الجامع هُما «إيوانا المؤذنين»، ويفتحان على الردهة مباشرة، أما الغرفة العلوية الزرقاء فهي «مقصورة السلطان محمد الأول». يقع «إيوانا المؤذنين» في مؤخرة الجامع بالجهة الشَمَالية منه، ويُسميان أحياناً: الإيوانات الشمالية.
الإيوان الكبير الذي يظهر في يسار الصورة تحت القوس الكبير هو الإيوان الغربي للصلاة.

يوجد دائما في المساجد التركية مكان مخصص للمؤذنين يُسمى «مقصورة المؤذنين»، وفيه يجلس المؤذنون ويخرجون لرفع الآذان من أماكن متعددة حول الجامع ومن المآذن قبل اختراع مُكبرات الصوت، ومن تلك المقصورة يُردد أحد المؤذنين تكبيرات الانتقال في الصلاة بعد الإمام كي يسمعه المصلون في الصفوف البعيدة، ومنه يقرئون القرآن ويُسبّحون عقب الصلوات بصوت مسموع ويدعون.
إيوانا المؤذنين مُزينان بالبلاط الأزرق. السقفان مُغطيان بأعمال الزخرفة العربية (الأرابيسك) الغنية المُركبّة بأشكال الورود والزهور الدقيقة. أعمال البلاط الأزرق الداكن سُداسي الشكل أقل تعقيدا إلى حد ما، مع وجود آثار ذهبية مُدمجة فيها.
مكتوب باللغة الفارسية على بلاطات الحائط داخل إيوان المؤذنين: «الجبال يُمكن أن تطيح، السماوات يمكن أن تتصدع، ولكن لا يمكن أن يكون لهذا البناء مثيل في العالم».

### غرفتا إقامة المسافرين

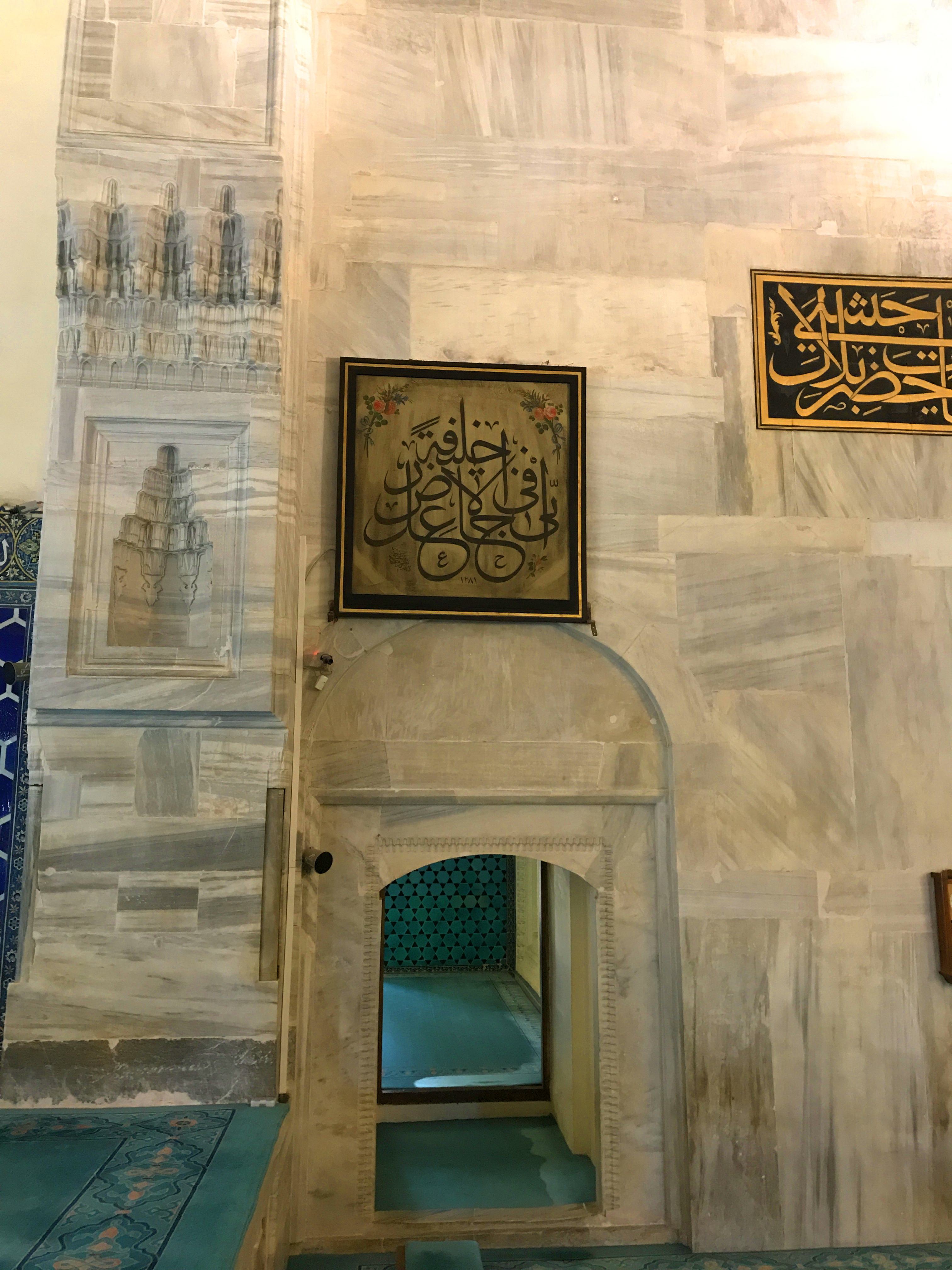
باب غرفة إقامة المسافرين (بالتركية: Tabhane) الكائن بالجهة الغربية للجامع، وتُرى أعمال الخزف باللون الأزرق على الجدار داخل الغرفة.
مكتوب فوق بابها الآية "إِنِّي جَاعِلٌ فِي الْأَرْضِ خَلِيفَةً" من سورة البقرة.

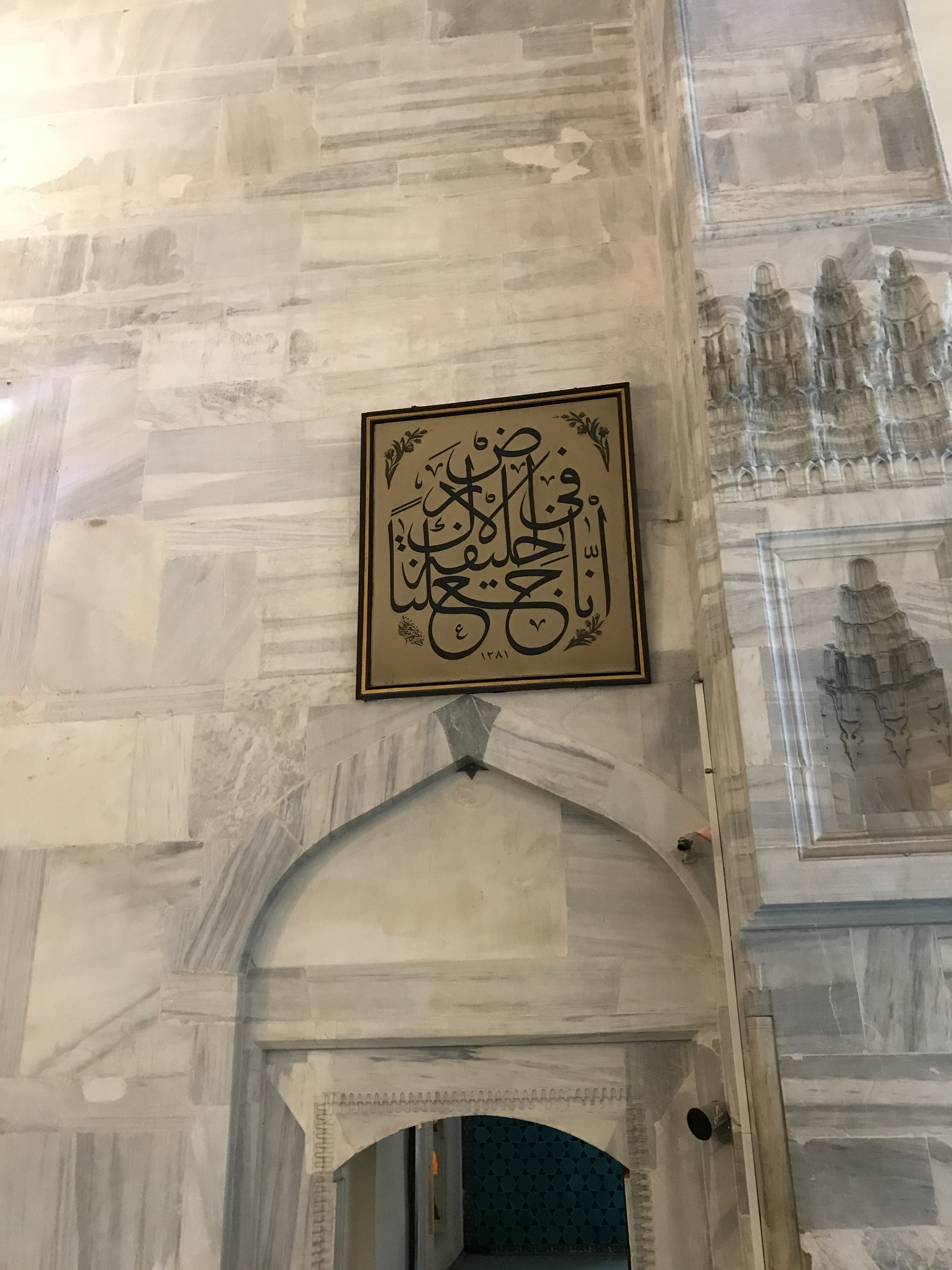
باب غرفة إقامة المسافرين (بالتركية: Tabhane) الكائن بالجهة الشرقية للجامع.
مكتوب فوق بابها الآية "إِنَّا جَعَلْنَاكَ خَلِيفَةً فِي الْأَرْضِ" من سورة ص.

توجد غرفتان صغيرتان متناظرتان لإقامة المسافرين (بالتركية: Tabhane)‏ ملحقتان بالجامع  أمام الإيوانان الكبيران الشرقي والغربي، بهما زينة ومنافذ للمواقد والإنارة.
المصطلح التركي (بالتركية: Tabhane)‏ يُشير إلى قسم السكن المرفق ببعض المساجد حيث يمكن للمسافرين، عادة الصوفيين، البقاء لمدة ثلاثة أيام مجانا. في المساجد الأولى كانت هذه المرفقات منفصلة، لكنها أُدرجت في المبنى الرئيسي للمساجد في وقت لاحق.
كانت الغرفتان مخصصتين لمُناقشة الأمور القادمة من السناجق (المناطق الإدارية).
فكانت الغرفة الشرقية مخصصة للقادمين من بايلربايليك الأناضول (أراضي الدولة العثمانية الواقعة في الشق الآسيوي)، بينما الغرفة الغربية مخصصة للقادمين من بايلربايليك الروملي (أراضي الدولة العثمانية الواقعة في المناطق الأوروبية).
في وقت لاحق، تم استخدام هاتين الغرفتين كغُرف محاكم.

توجد أعمال بالبلاط الأزرق فوق أحد أبواب غرفتي المسافرين من الداخل، عليها نقش من ثلاثة أسطر بالخطوط العربية في خطوط بداخل قوس يعلو الباب من داخل الغرفة.

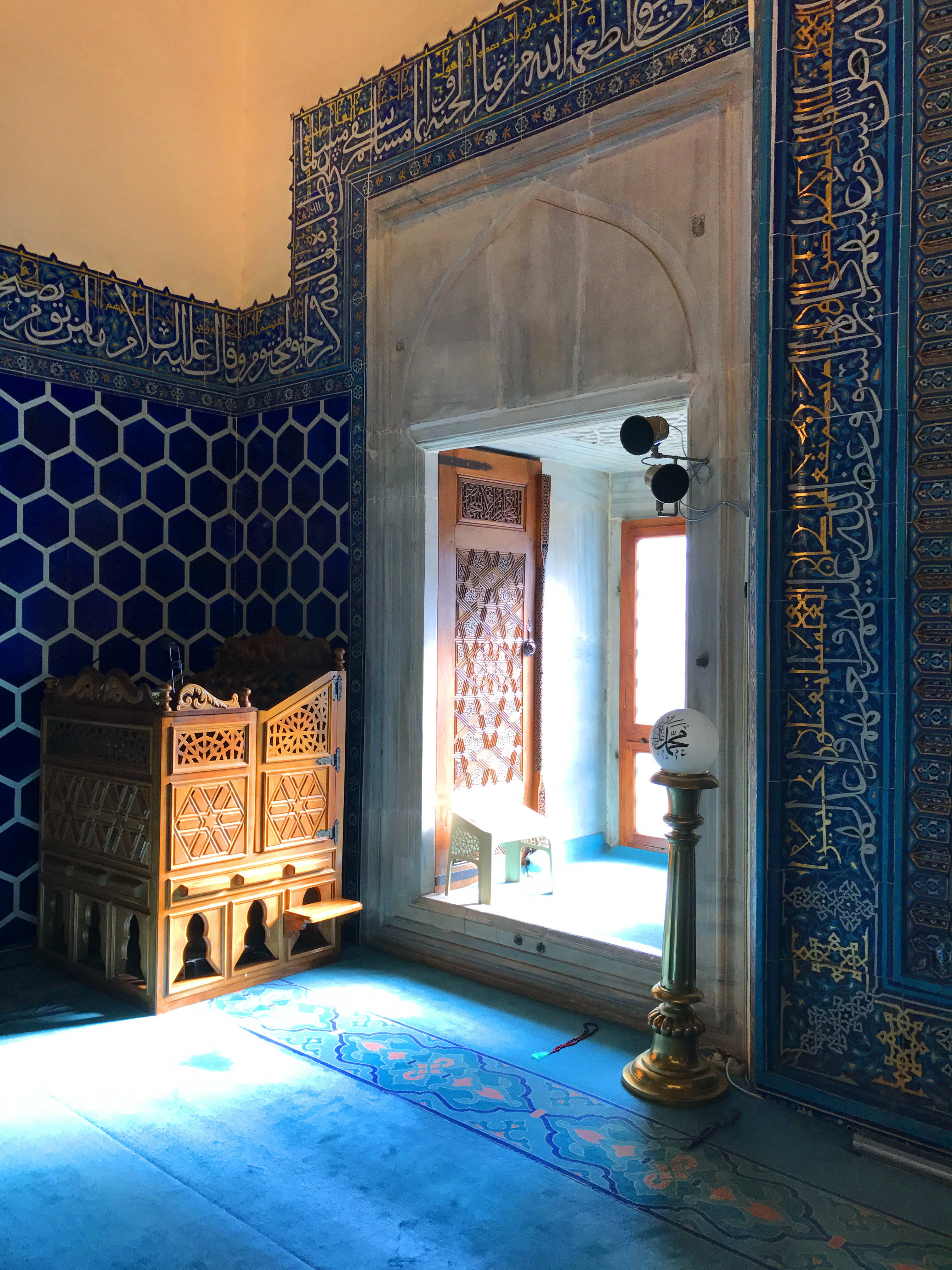
غرفة إقامة المسافرين (بالتركية: Tabhane) الكائن بالجهة الشرقية للجامع بها محراب ونافذة وكرسي الواعظ لإلقاء الدروس.

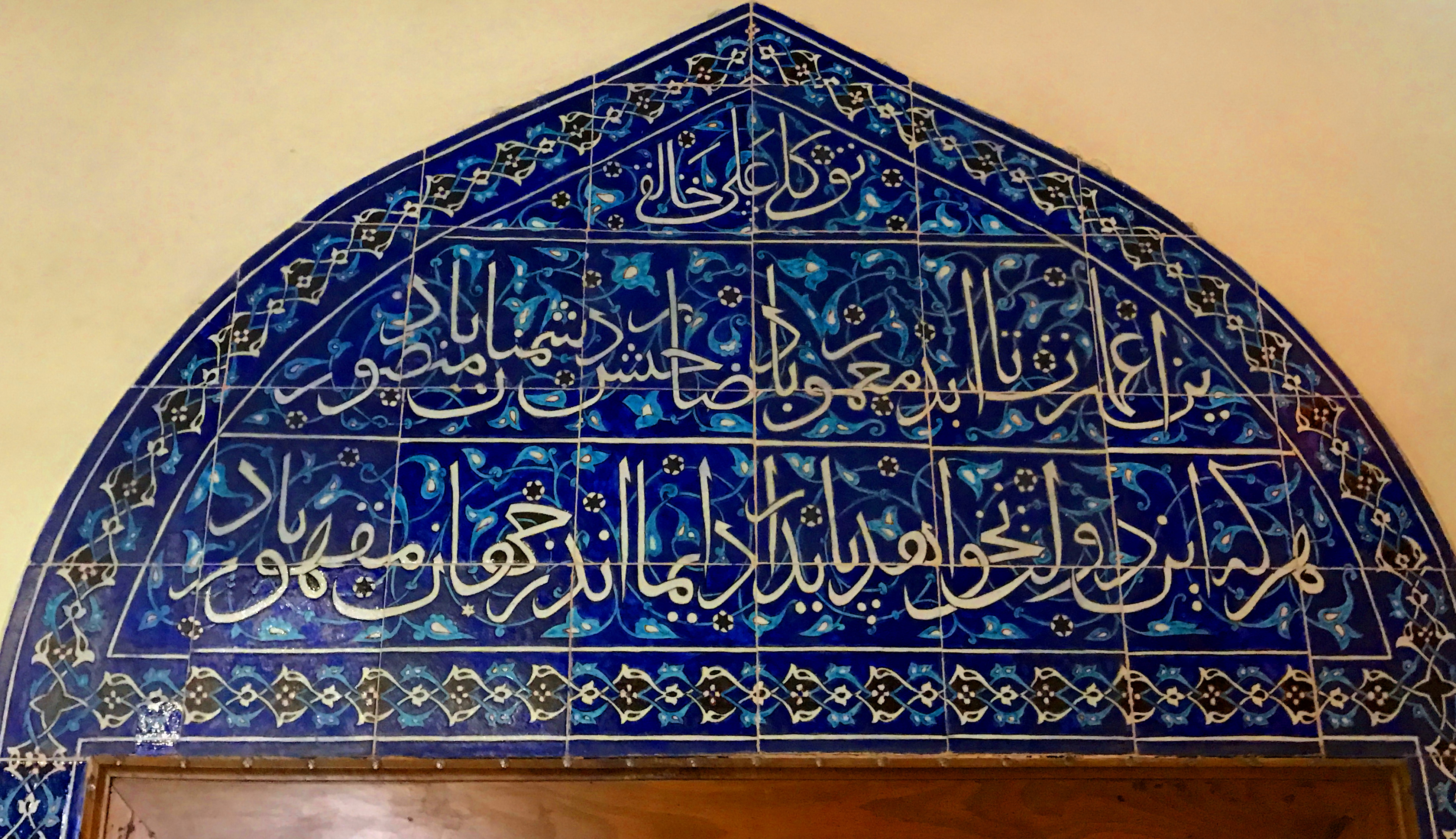
غرفة إقامة المسافرين (بالتركية: Tabhane) الكائن بالجهة الشرقية للجامع بها أعمال بالبلاط الأزرق فوق الباب من داخل الغرفة، حيث يفتح الباب على ردهة الجامع.
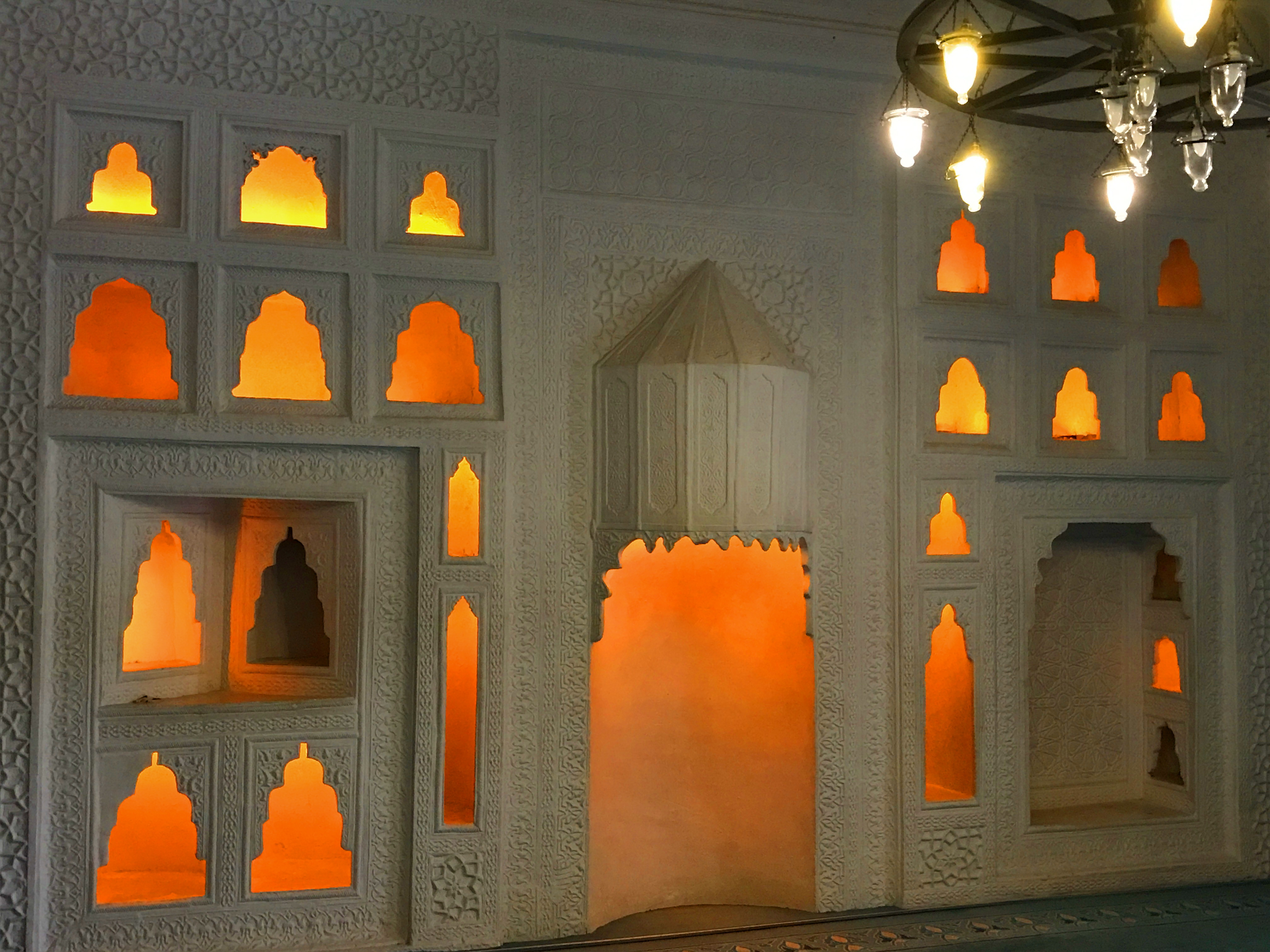
غرفة إقامة المسافرين (بالتركية: Tabhane) الكائن بالجهة الشرقية للجامع بها منافذ للمواقد والإنارة.

### المنبر والمحراب

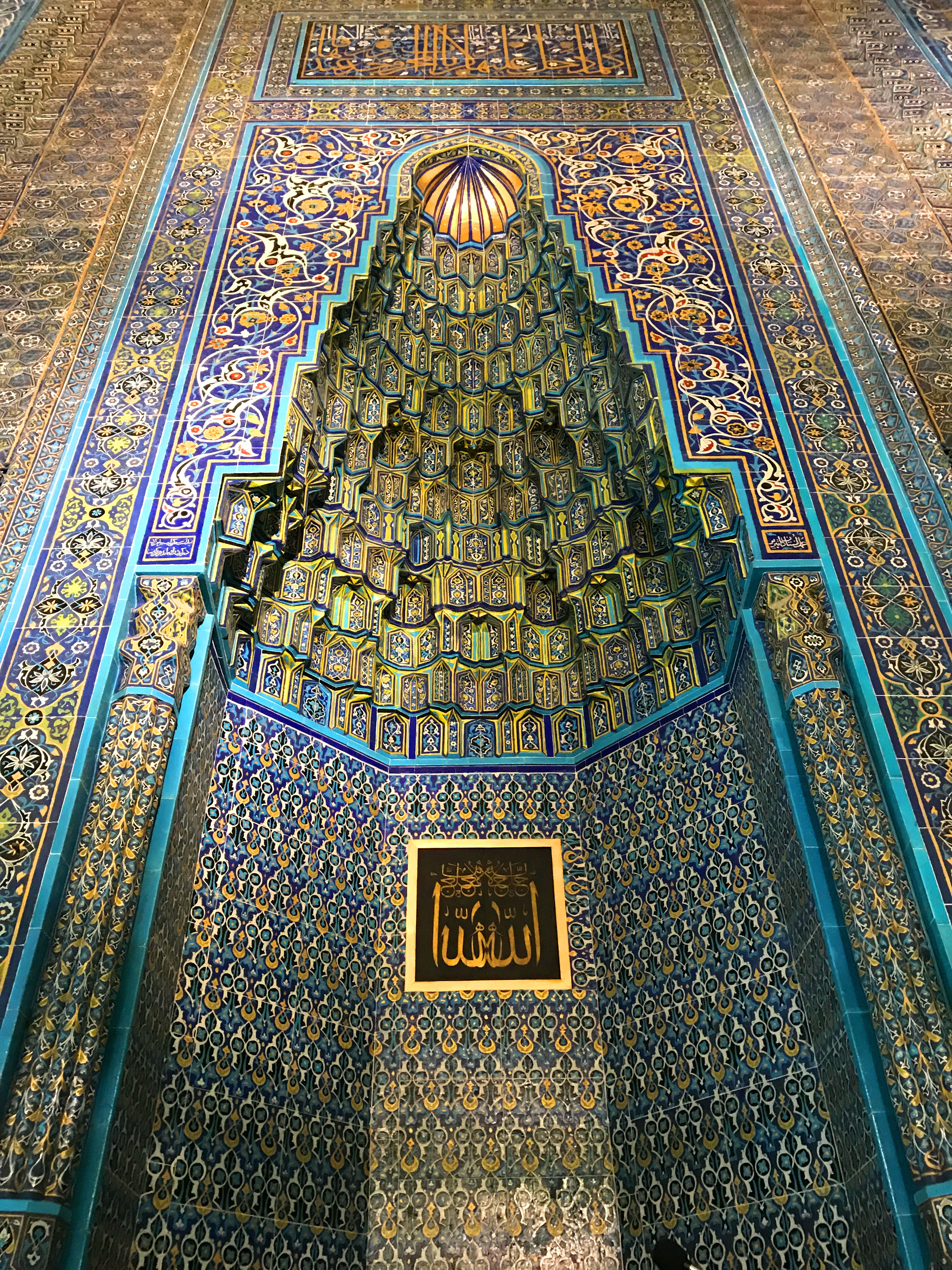
المحراب.

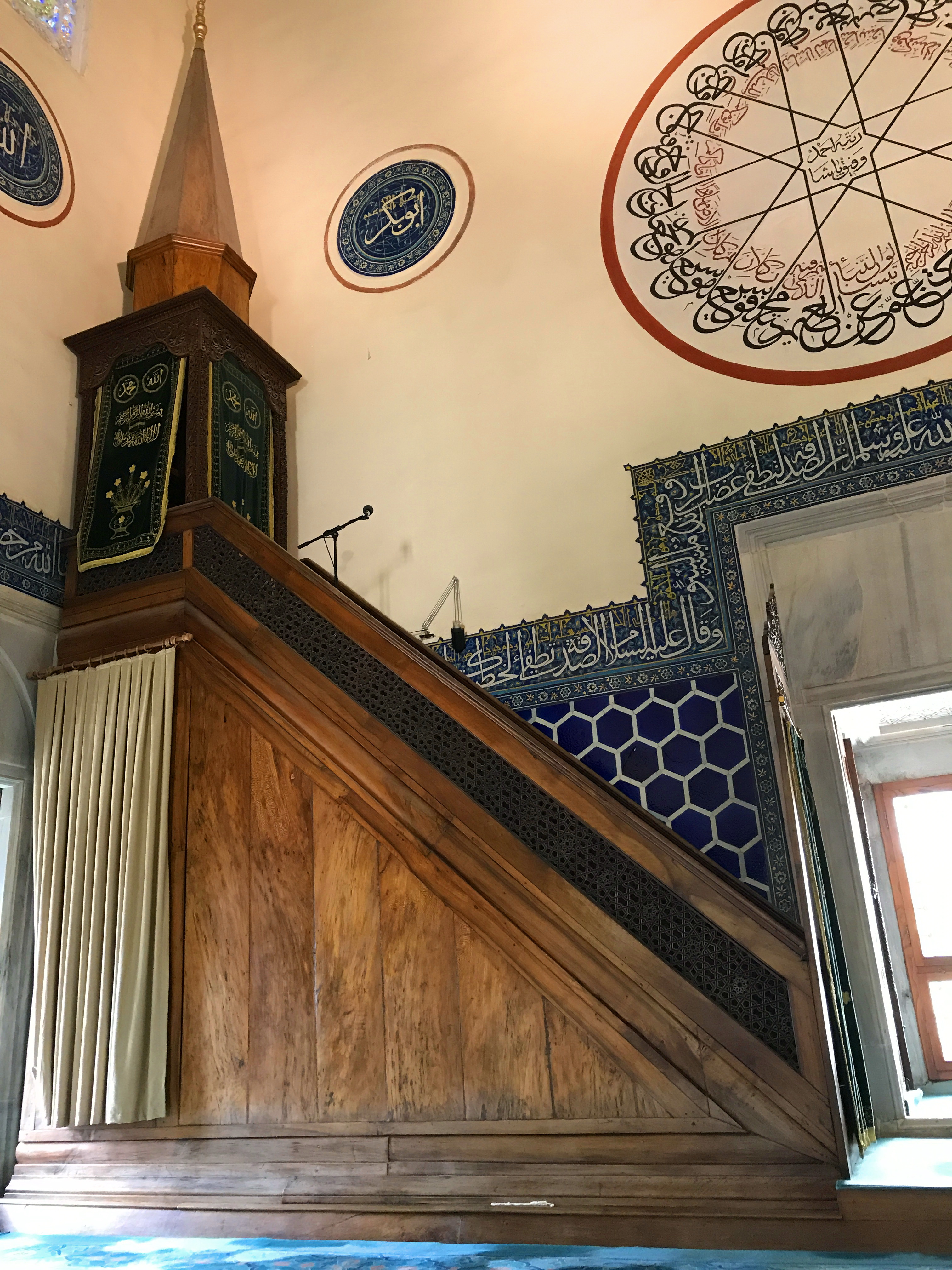
منظر جانبيّ للمنبر.

المنبر آية في جمال الصنع وتناسق الألوان، مع الحفاظ على التناسق البصري باللونين الأخضر والأزرق المُمَيِّزين للجامع.
يقع المحراب في منتصف الواجهة الجنوبية للجامع وارتفاعه 1067 سم وعرضه 628 سم، وهو مُغطىً بتقنية البلاط الصيني المُزَجَّج. وهو أول محراب في الفترة العثمانية الأولى زُخرِف بتراكيب من الخزف الصيني.
يوجد المحراب في إيوان الصلاة أمام الردهة، وحوله إطار من البلاطات الزخرفية ويجاوره المحراب في الزاوية الغربية للجامع.
يوجد أعلى المحراب اثنا عشر صفا من المقرنصات، ويوجد أعلى المقرنصات شكل صدفيّ مضلع على قمة المحراب.
تم تصنيع الشكل المعقّد من البلاطات المُزخرفة بأشكال الزهور وسيقان النباتات المُضفّرة، من خلال تقنية «الحبل الجاف» (Cuerda seca)  الذي هو طلاء البلاطة الواحدة بعدّة ألوان مختلفة بالزجاج بدون أن تختلط تلك الألوان، تليها أنماط تذهيب بارعة فوق البلاطات.

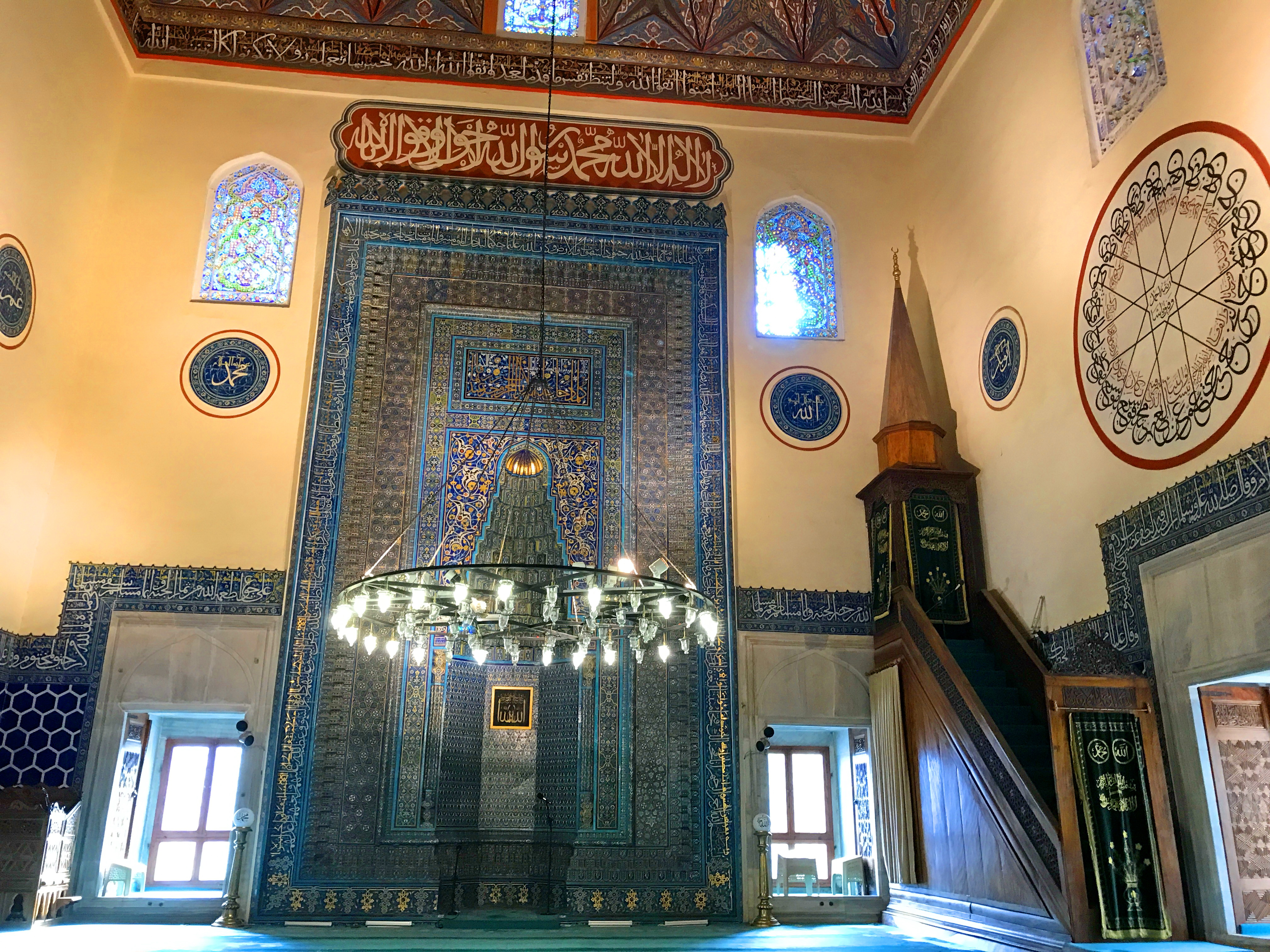
منظر عام للمحراب وبجانبه المنبر، مع إضاءة طبيعية مناسبة بنافذتين أرضيتين عن يمين وشمال المحراب، ومثلهما عُلويتين، ثم نافذة واحدة أعلى المحراب.
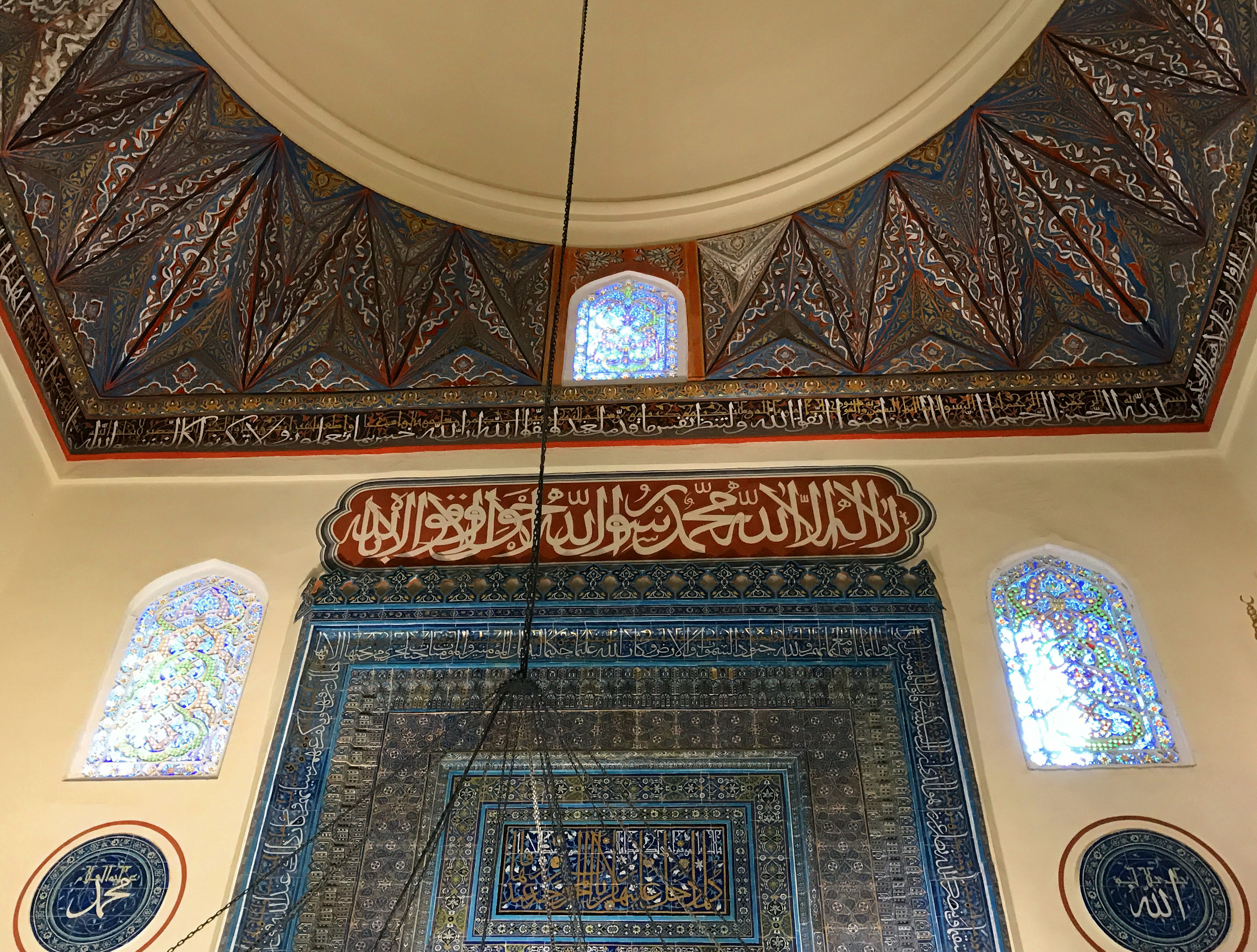
أعلى المحراب ويظهر جزء من القبة فوقه عليها زخارف على قاعدة القبّة وآيات قرآنية. النافذتان العلويتان، والنافذة في قاعدة القبّة فوق المحراب يرسلان الإضاءة الطبيعية إلى وسط الجامع.

### الجدران الداخلية
الجدران الداخلية للجامع مُزيّنة بفسيفساء من البلاط الأزرق والأخضر على جدران وأسقف الأواوين، ومن هنا جاء اسم الجامع من اللون الأخضر (الجامع الأخضر).

## الضريح الأخضر
يقع الضريح الأخضر الذي دُفن فيه السلطان محمد الأول، باني الجامع الأخضر، وأسرته على مسافة حوالي 50 مترا جنوب جدار القبلة في الجامع الأخضر.
وهذا الموقع كله بما يشما من الجامع الأخضر والضريح الأخضر مدرج على قوائم اليونسكو للتراث العالمي عام 2014م.

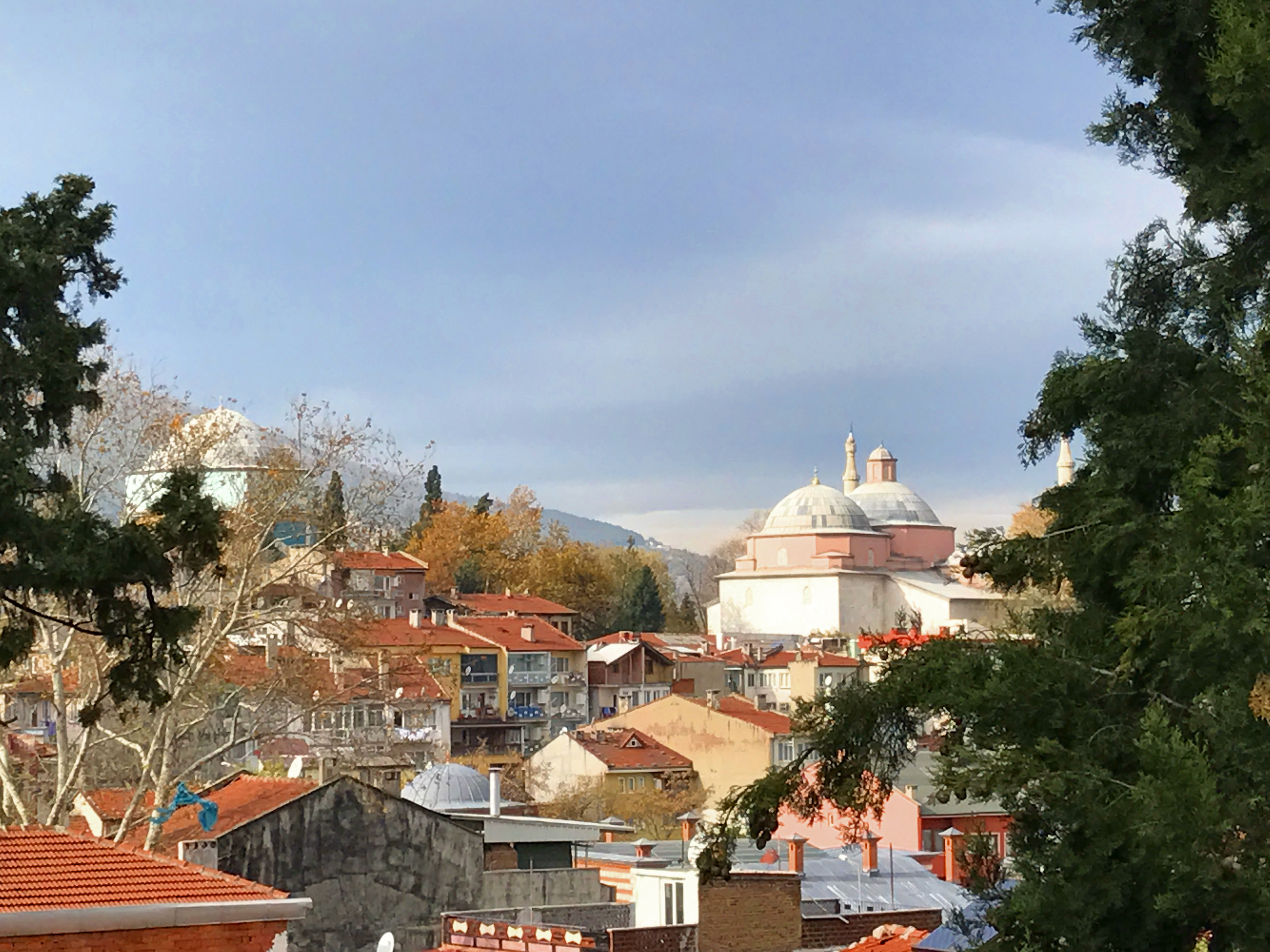
منظر عام للجامع الأخضر و الضريح الأخضر وسط البيوت السكنية بمدينة بورصة.
- القُبّتان إلى يمين الصورة والمئذنتان من خلفهما للجامع الأخضر، حيث القُبّة اليُمنى تقع فوق ردهة الجامع وفوقها الروشن (فتحةٌ في السَّقْف يدخل منها الهواء والضوء، وقد تم سدّها ببناء مشكاة فوقها أثناء الترميم كما تظهر في الصورة فوق القبة) ويوجد تحت تلك القبة حوض ماء الوضوء الموجود وسط القاعة المركزية (الردهة). والقبة اليُسرى تقع فوق إيوان الصلاة الرئيسي الذي به المحراب والمنبر.
- أما القُبّة المُفردة على يسار الصورة من خلف الأشجار قهي قبة «الضريح الأخضر» المُُقامة فوق ثمانية قبور للسلطان محمد الأول وأولاده.

## شاهد
- شاهد كل غرفة وإيوان بداخل المسجد بتقنية رؤية 360°.
- شاهد المسجد بتقنية مشاهدة 360° عبر هذه الوصلة.
- شاهد المسجد في يوم ممطر وتجول داخله بتقنية مشاهدة 360°.
- أذان - مؤذن الجامع الأخضر- بورصة - تركيا.
- قرأن - مؤذن الجامع الأخضر- بورصة- تركيا.
- برنامج الألوان السبعة: الجامع الأخضرفي بورصة التركية - BURSA_YESIL_CAMI.

## معرض صور

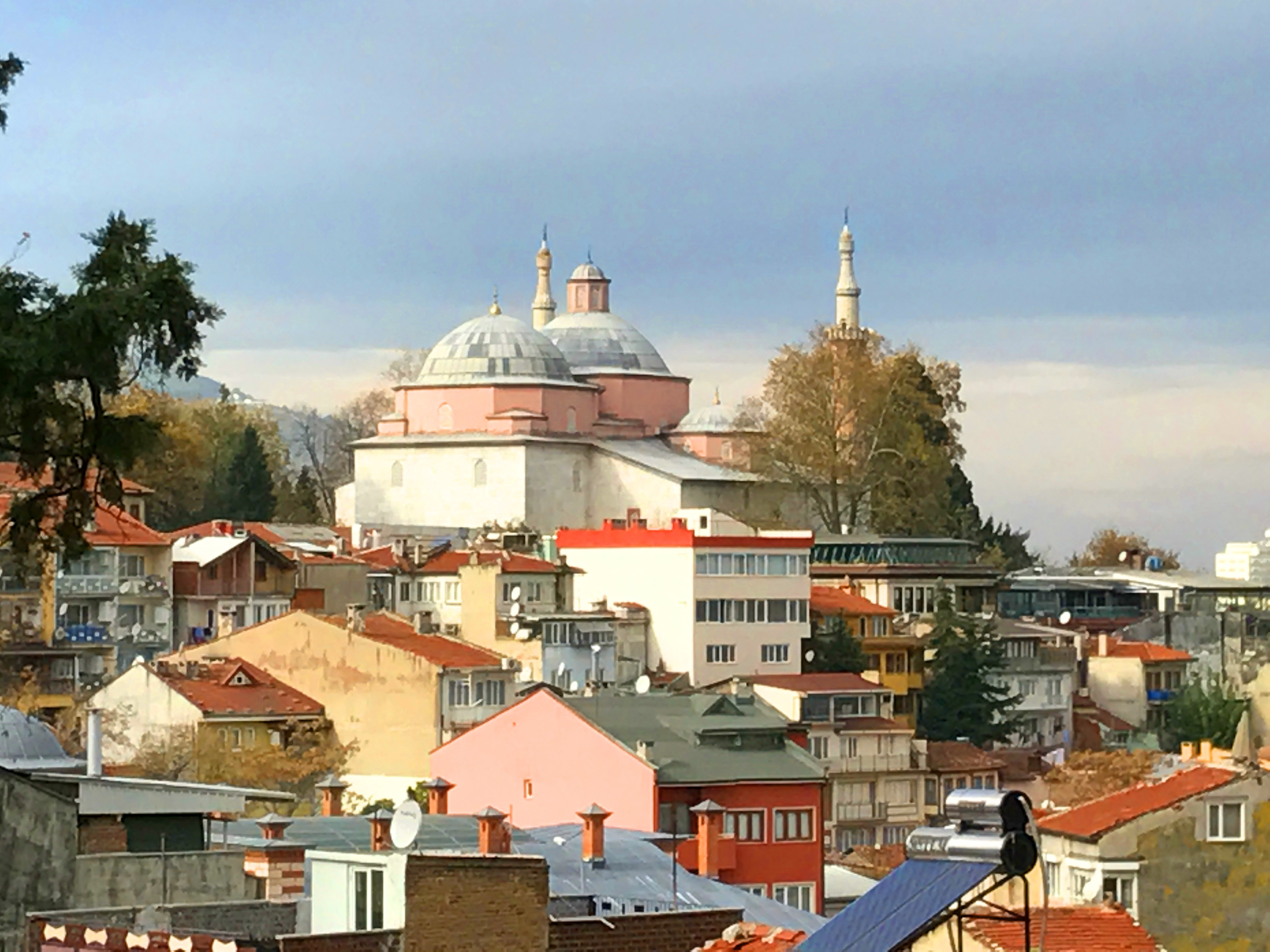
الجامع الأخضر وسط بيوت مدينة بورصة، ويظهر في الصورة القُبّتان والمئذنتان
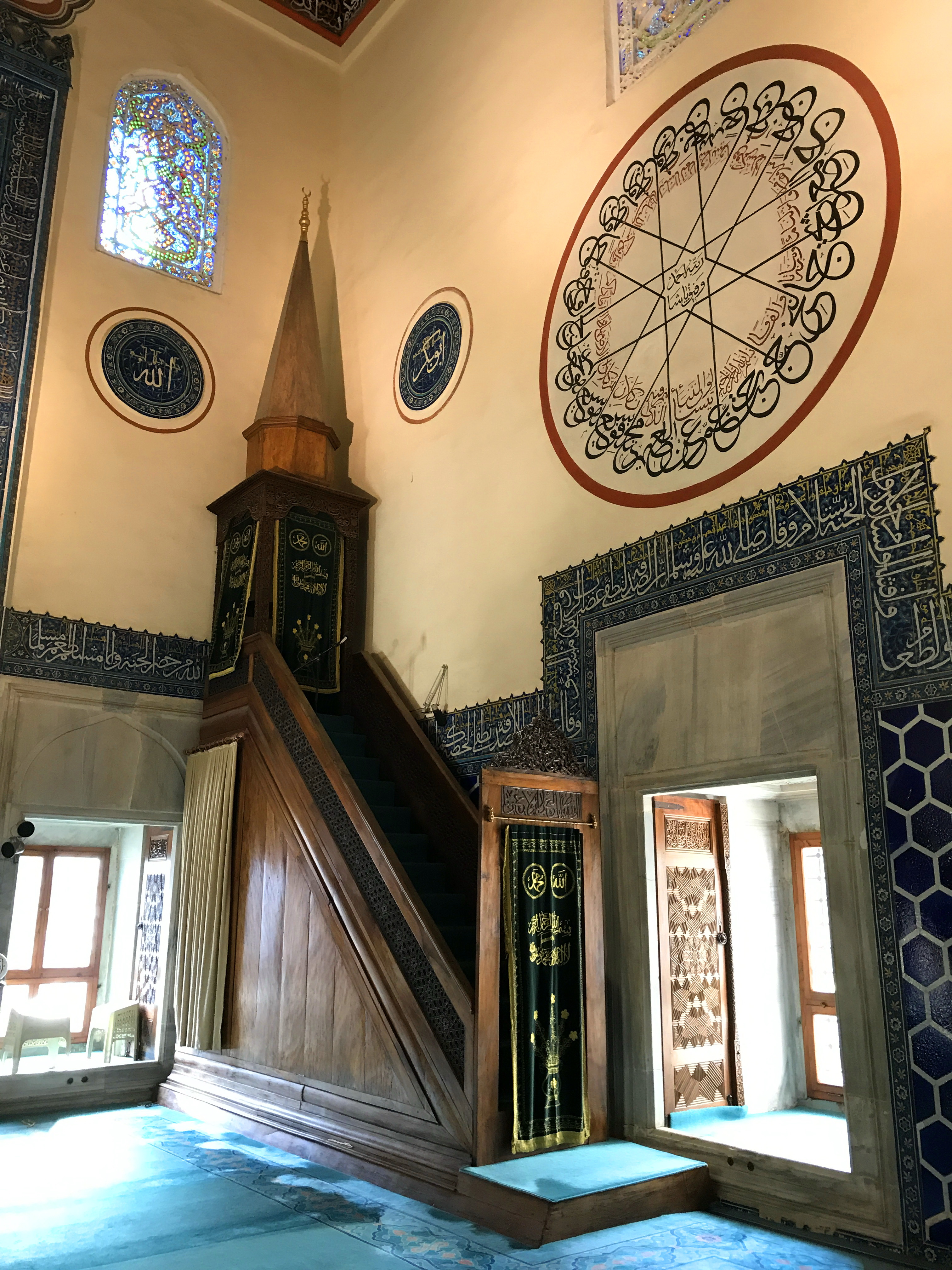
تحقيق إضاءة مناسبة حول المنبر بنافذتين أرضيتين عن يمينه وشماله، بالإضافة لنافذة علوية لإضاءة الإمام حال ارتقائه المنبر في خطبة الجمعة.
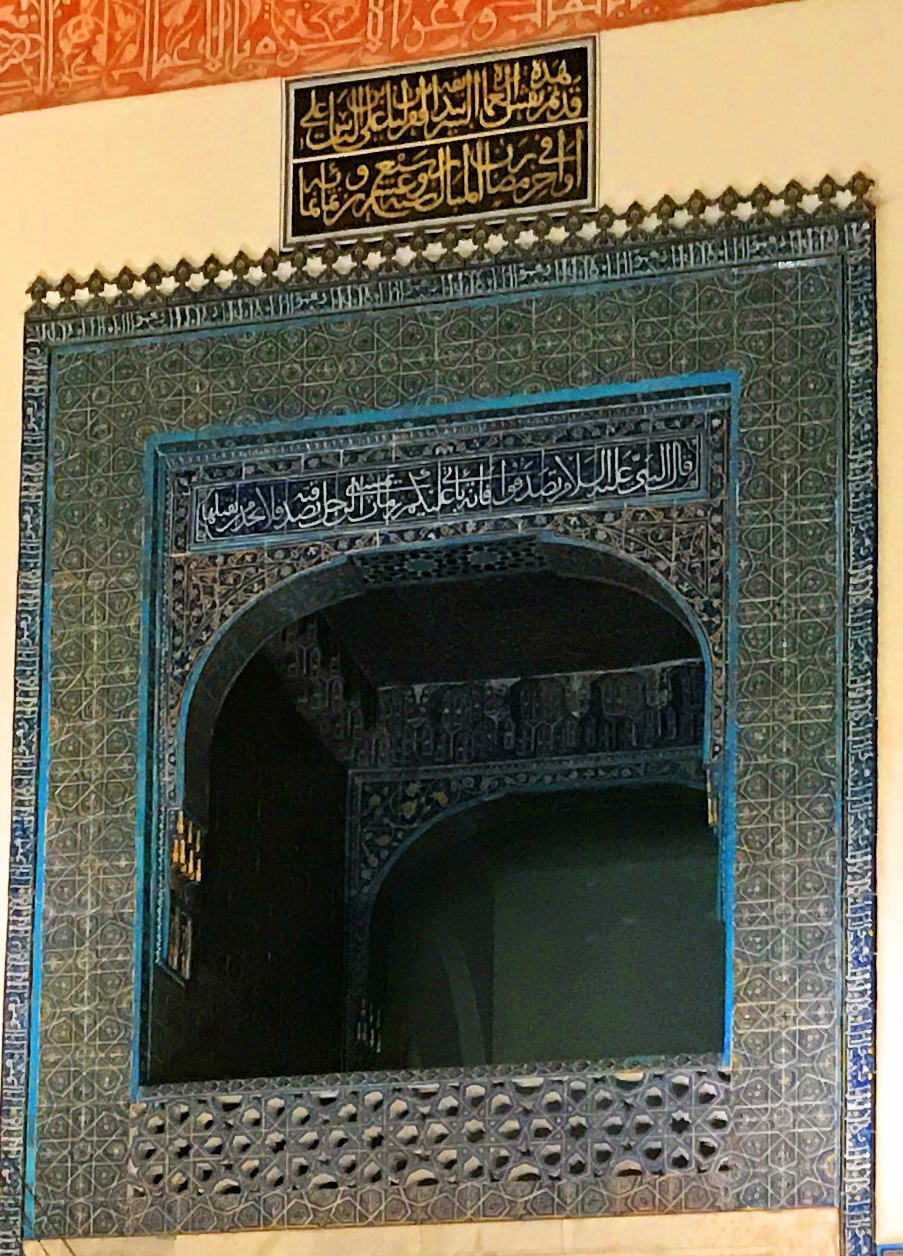
تكبير "للمقصورة السلطانية"، ويظهر فوقها لوحة تذكر اسم النقّاش وسنة انتهاء أعمال الزخارف.
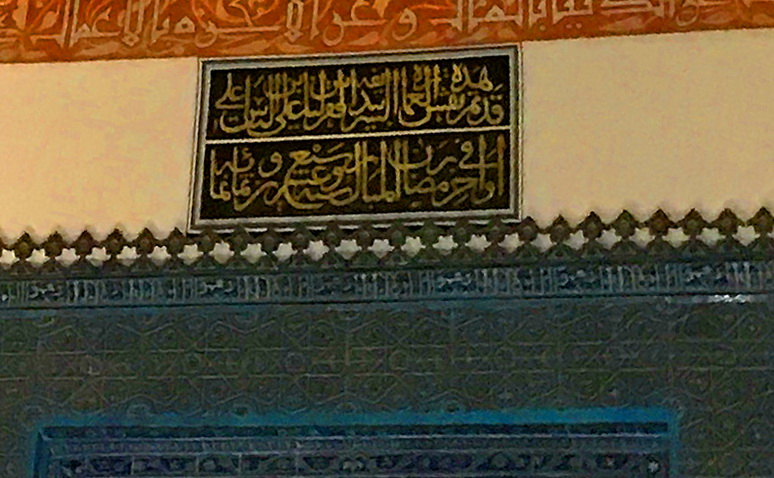
(اضغط للتكبير) اللوحة المكتوبة فوق "المقصورة السلطانية" والتي تذكر اسم مصمم الزخارف بالجامع وسنة انتهاء أعمال الزخرفة: "قد تم نقش هذه العمارة الشريفة بيد أفقر الناس علي بن إلياس علي" "في أواخر رمضـــان المبارك سنــة سبع وعشــــرون وثمانمائـــة"
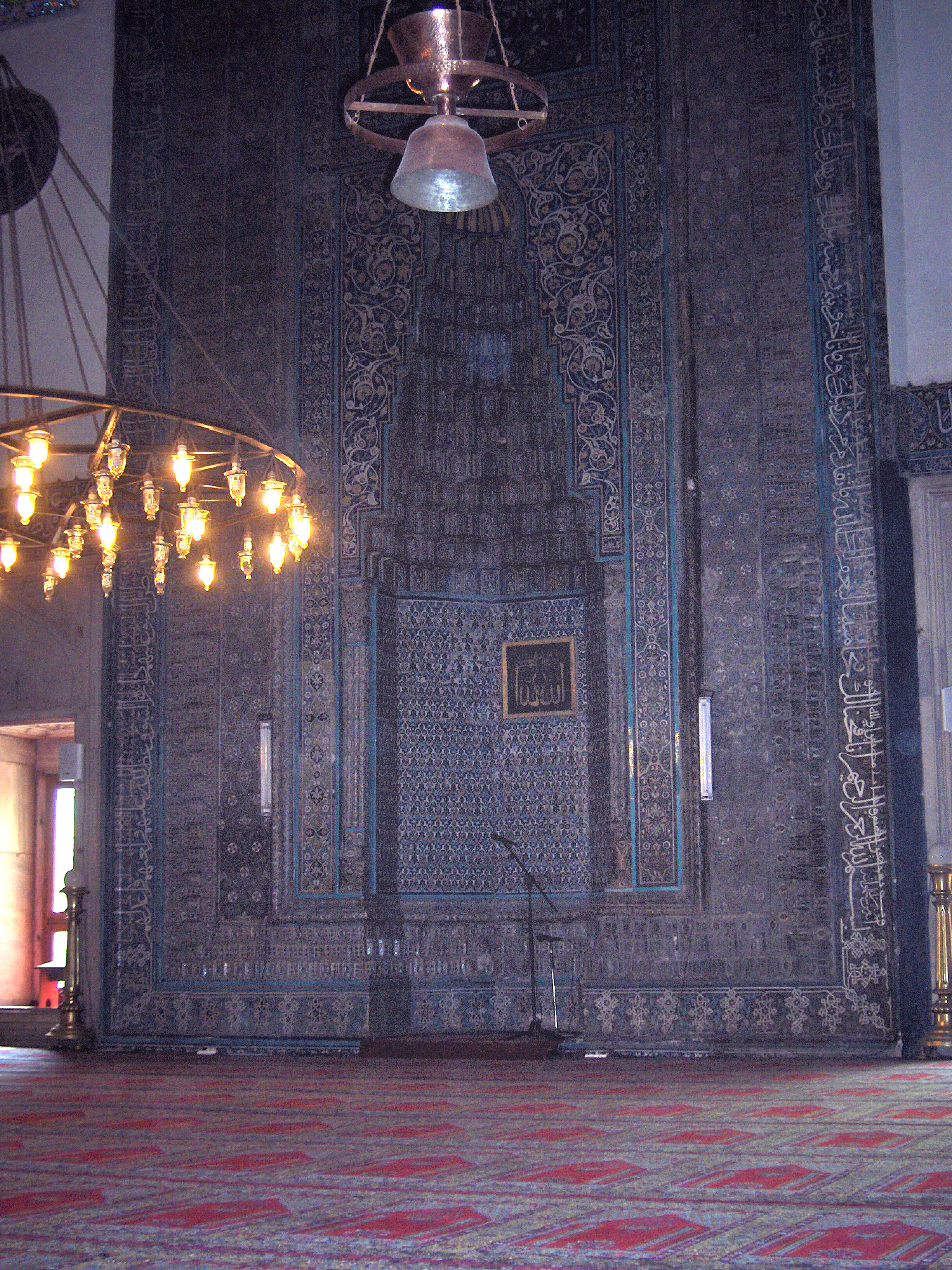
محراب المسجد.
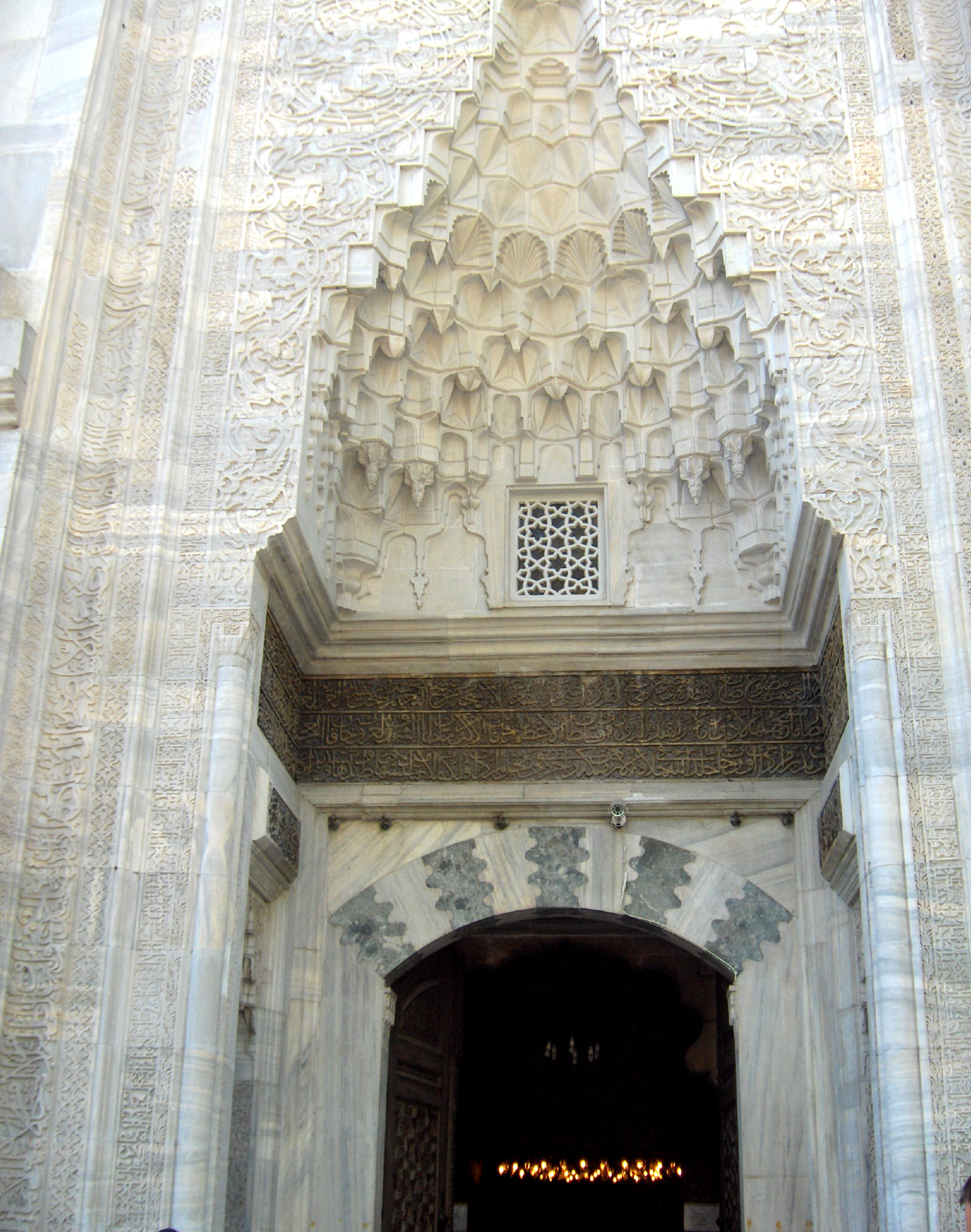
مدخل المسجد الذي تعلوه نصف قبة بها مقرنصات زخرفية.
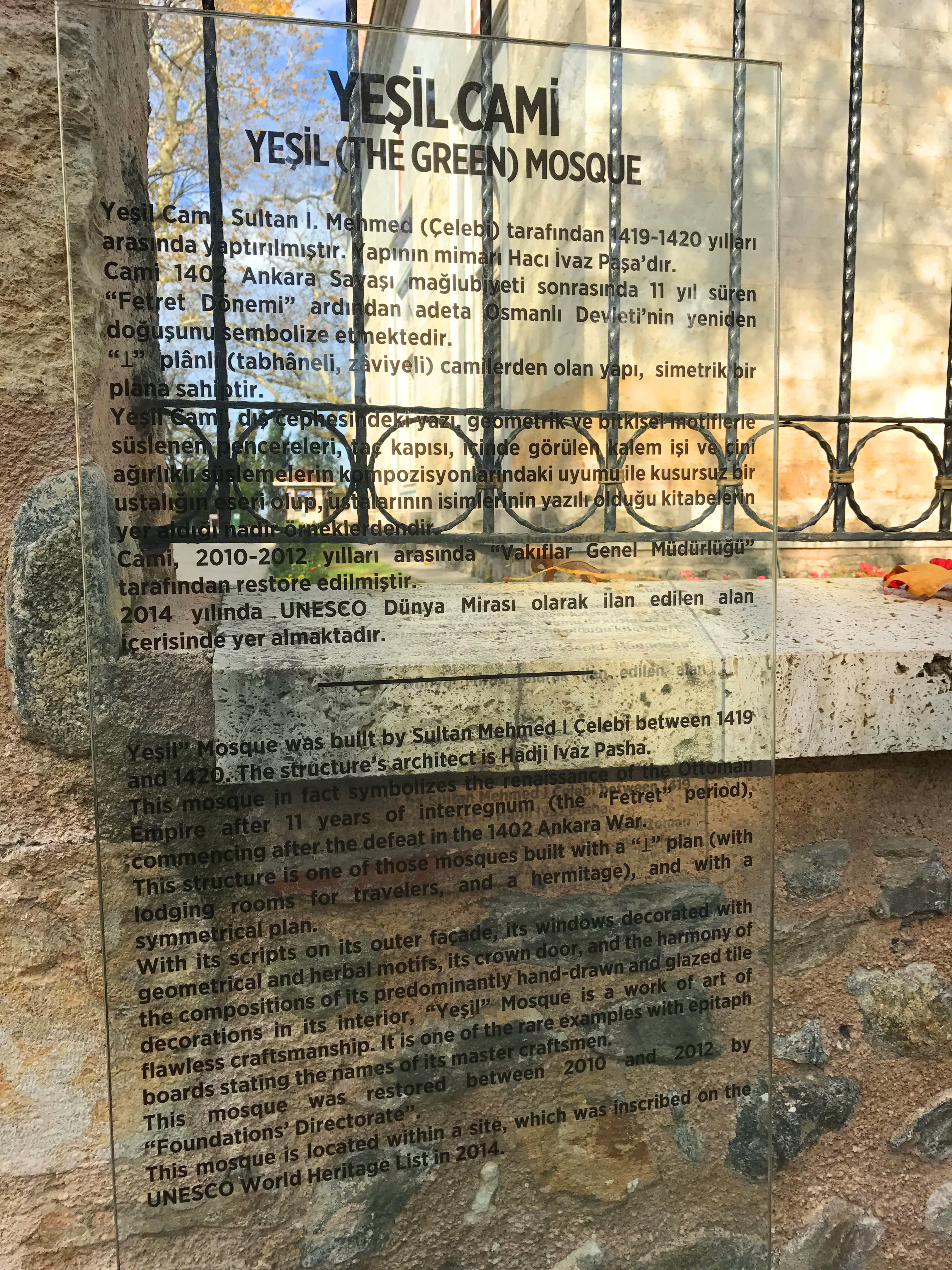
لوحة زجاجية تعريفية باللغة التركية والإنجليزية تقع خارج سور الجامع الأخضر الذي يظهر خلف الزجاج.
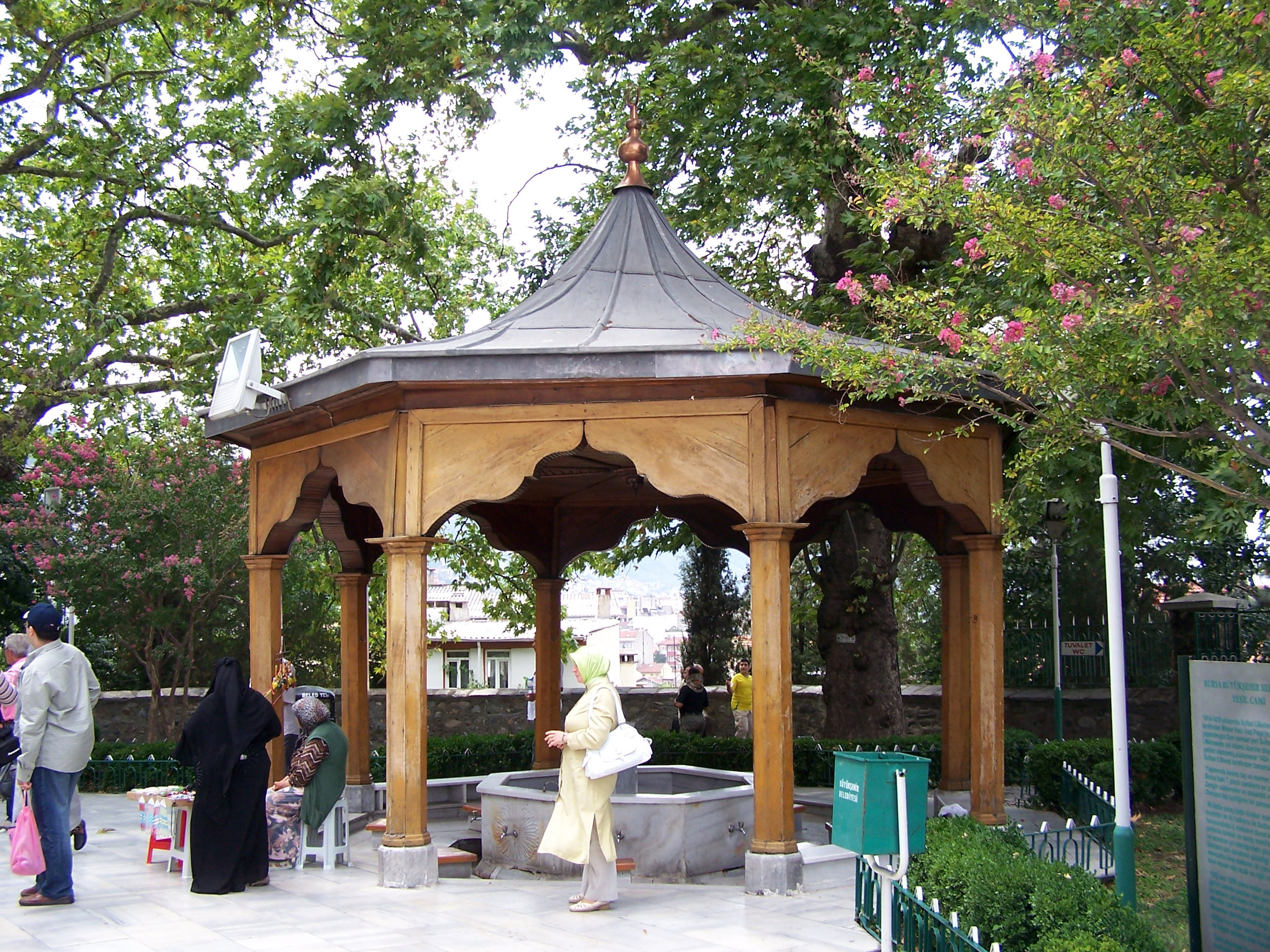
حوض ماء الوضوء خارج الجامع الأخضر.
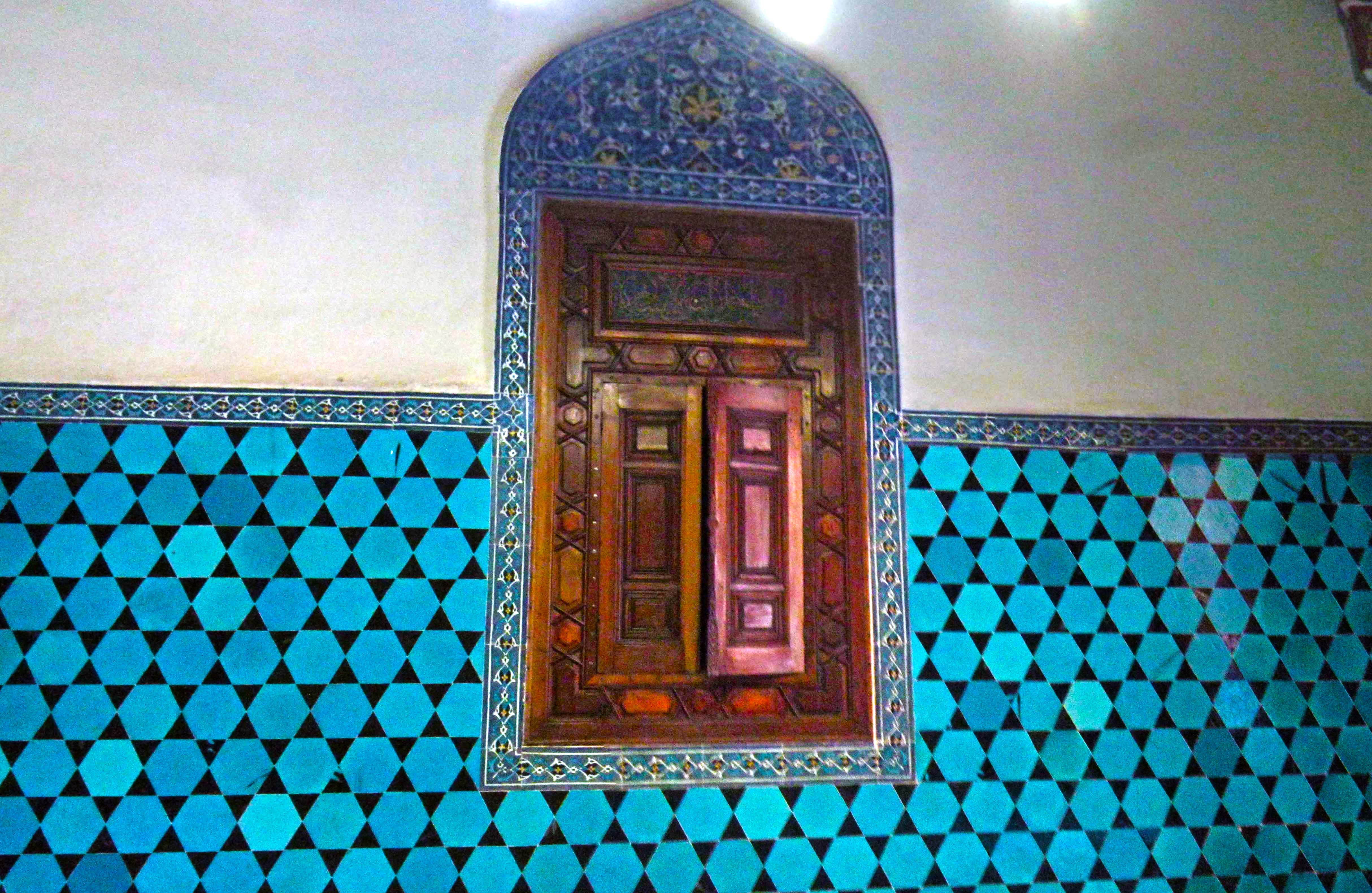
صورة من الطابق العلوي.
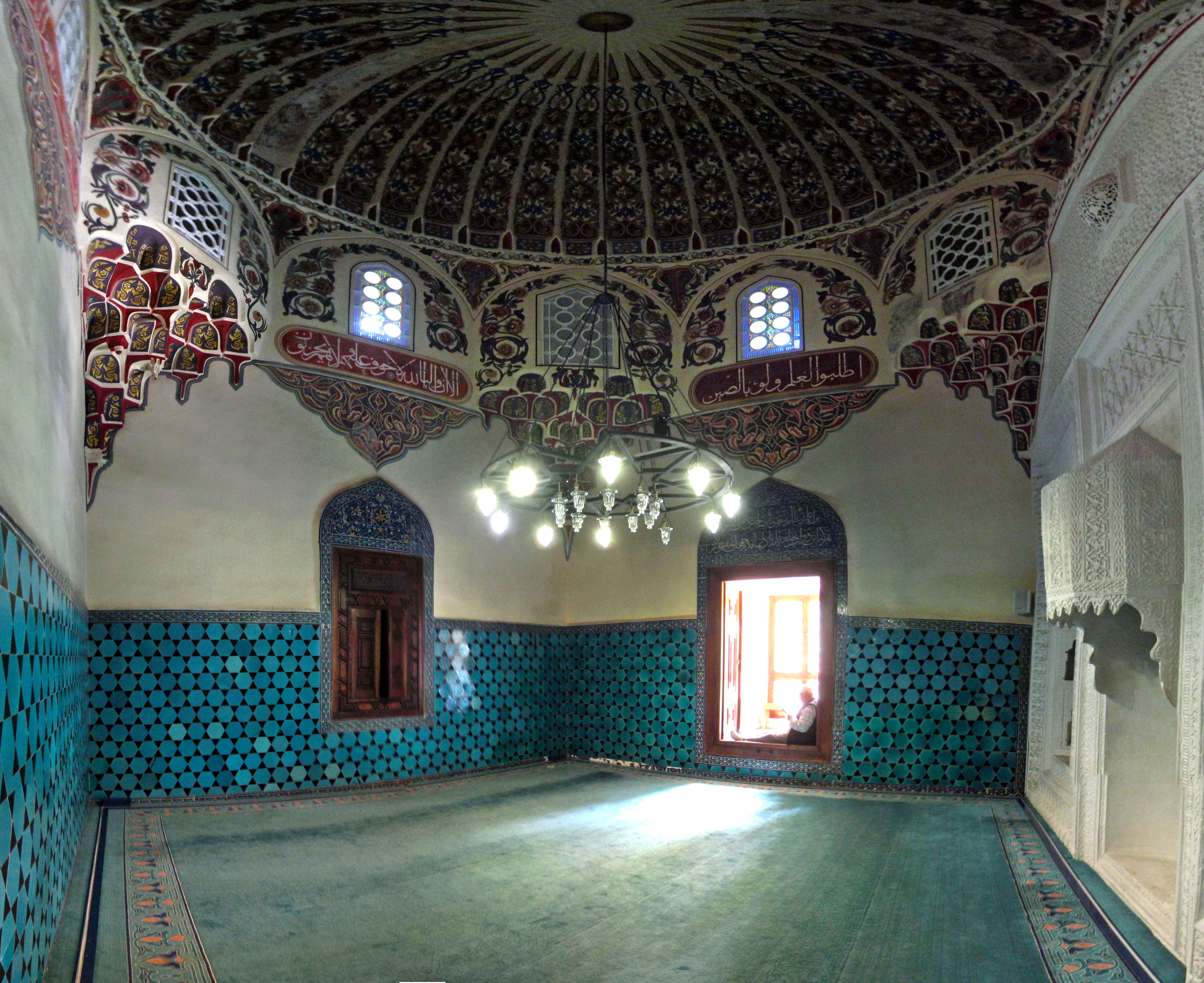
المقصورة السلطانية تحت القبة بالطابق العلوي.
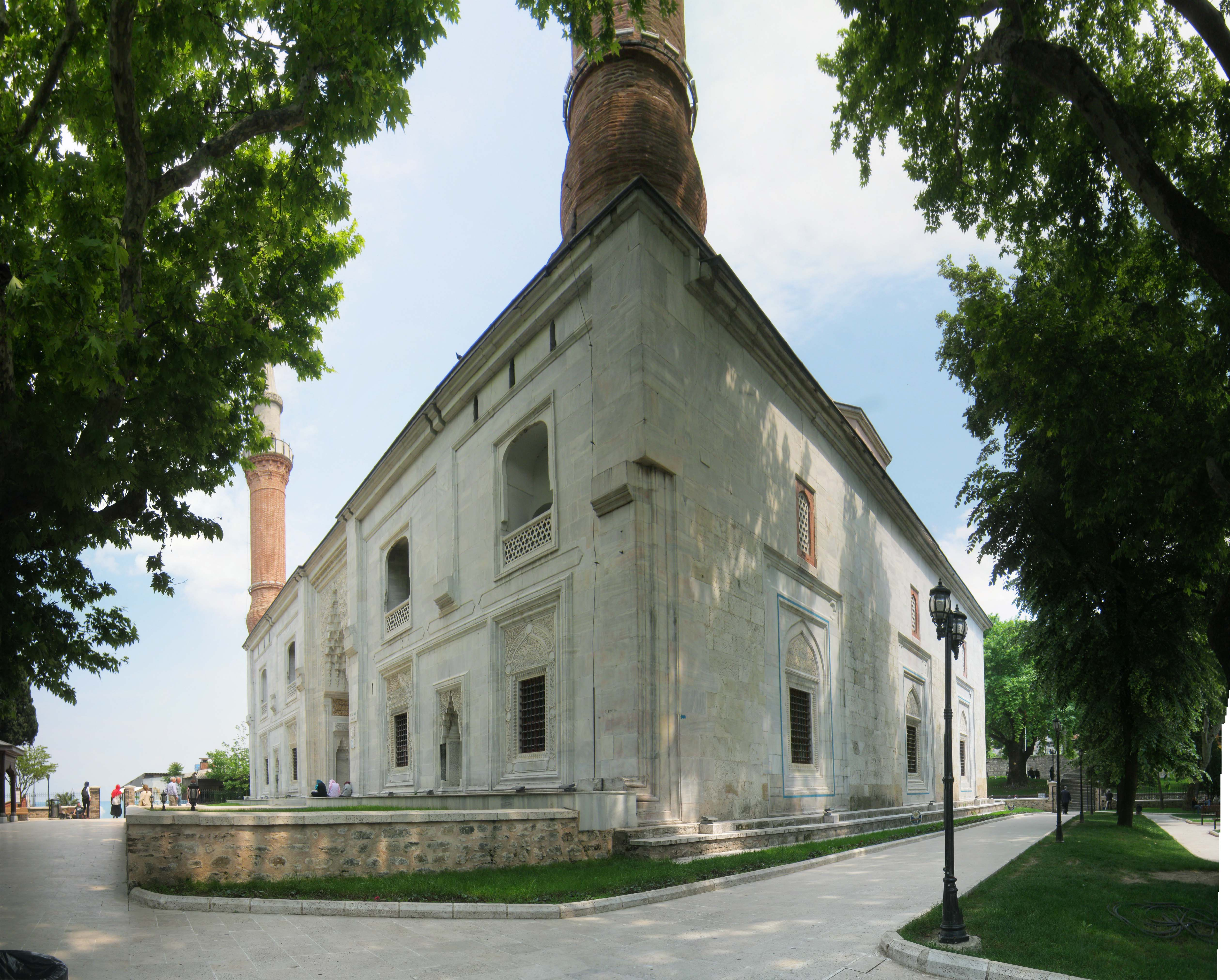
صورة خارجية للجامع.
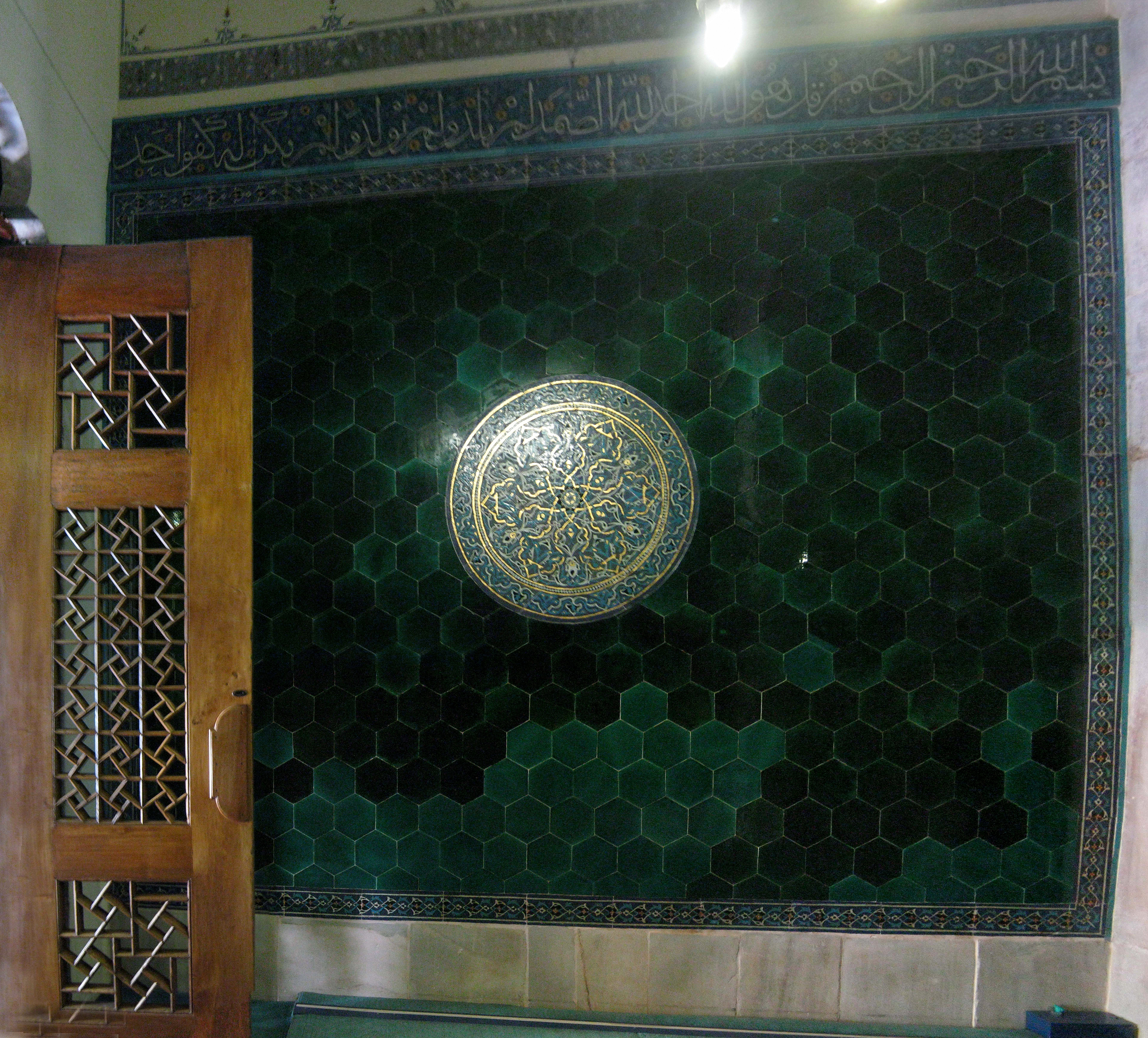
الدهليز والباب الخارجي.
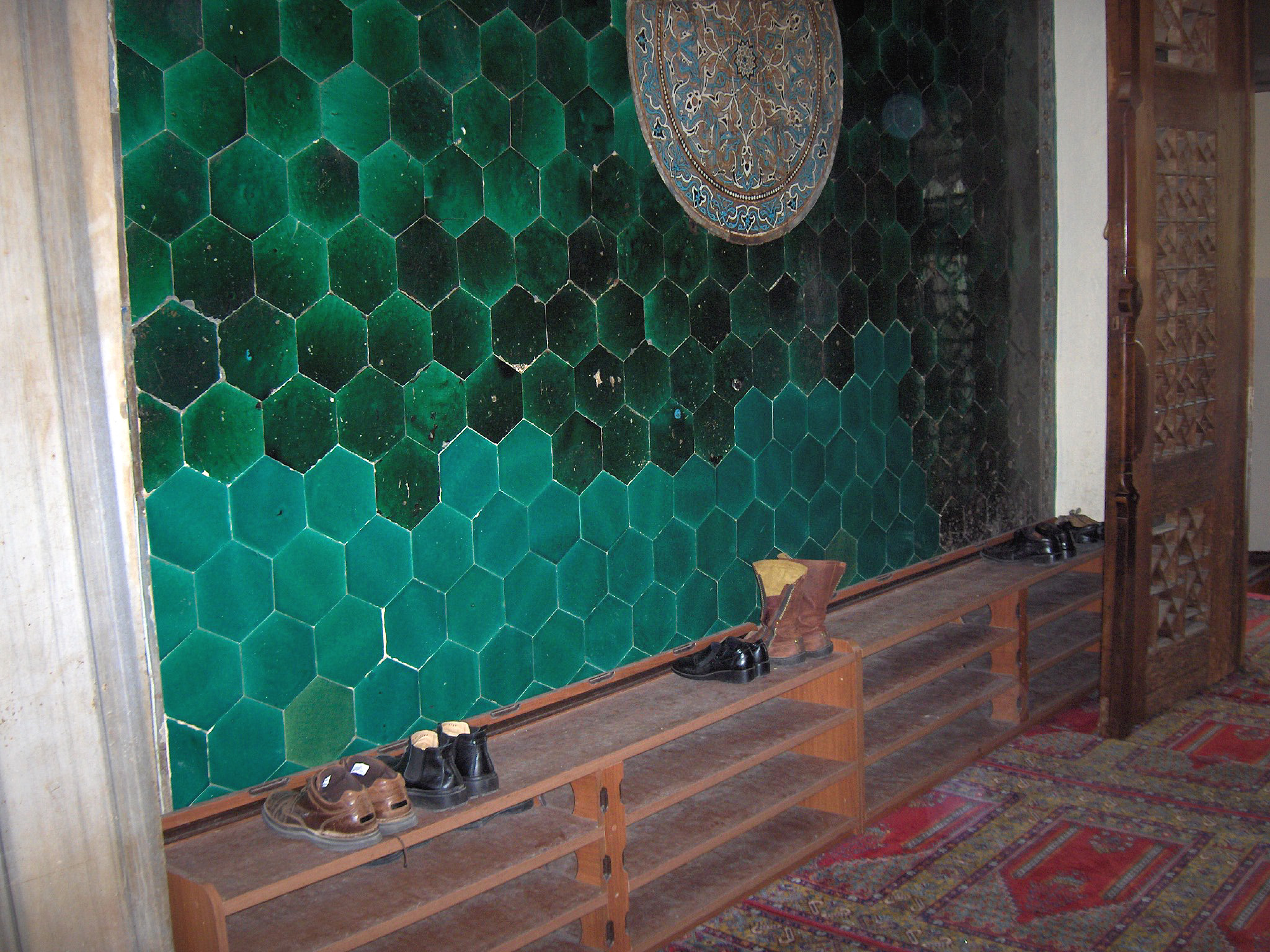
الدهليز وباب المسجد.
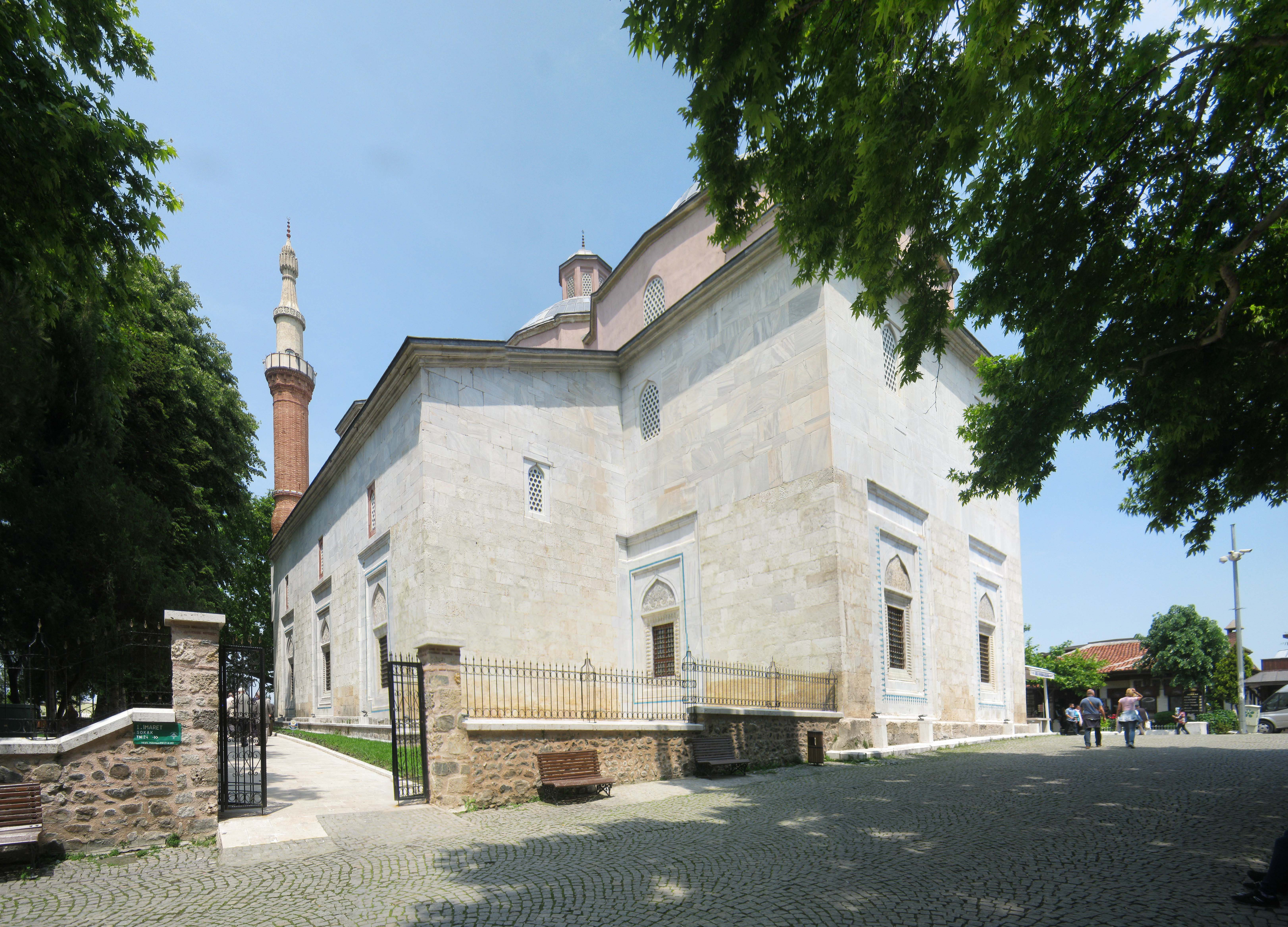
صورة للجامع الأخضر من الزاوية الجنوبية الغربية.